# 여자친구의 음반 외 활동 목록

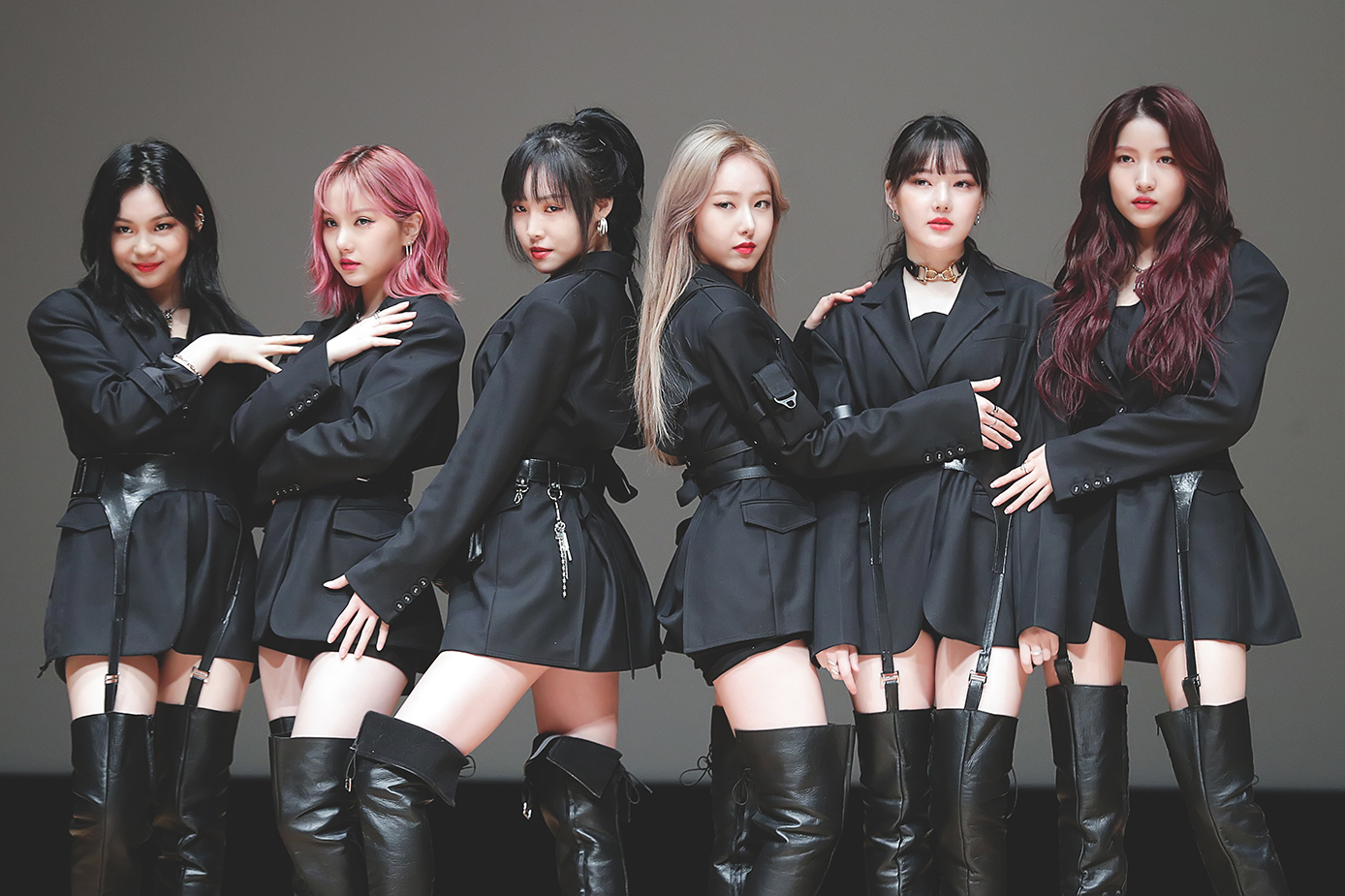
2020년 여자친구

다음은 대한민국의 걸 그룹 여자친구의 음반 외 활동 목록이다.

## 뮤직 비디오

### 그룹
| 연도 | 뮤직 비디오                                      | 음반                                            | 출연     | 언어   | 공식 비디오 | 참고                  |
| ---- | ------------------------------------------------ | ----------------------------------------------- | -------- | ------ | ----------- | --------------------- |
| 2015 | "유리구슬 (Glass Bead)"                          | Season Of Glass                                 | 여자친구 | 한국어 | 유튜브      | 첫 번째 미니 음반     |
| 2015 | "오늘부터 우리는 (Me Gustas Tu)"                 | Flower Bud                                      | 여자친구 | 한국어 | 유튜브      | 두 번째 미니 음반     |
| 2016 | "시간을 달려서 (Rough)"                          | SNOWFLAKE                                       | 여자친구 | 한국어 | 유튜브      | 세 번째 미니 음반     |
| 2016 | "파도"                                           | 빈칸                                            | 여자친구 | 한국어 | 유튜브      | 리메이크 곡(원곡: UN) |
| 2016 | "너 그리고 나 (NAVILLERA)"                       | LOL                                             | 여자친구 | 한국어 | 유튜브      | 첫 번째 정규 음반     |
| 2016 | "주머니 속 편지"                                 | 포켓몬 더 무비 XY&Z (볼케니온: 기계왕국의 비밀) | 여자친구 | 한국어 | 유튜브      | 만화 영화 주제가      |
| 2017 | "FINGERTIP"                                      | THE AWAKENING                                   | 여자친구 | 한국어 | 유튜브      | 네 번째 미니 음반     |
| 2017 | "귀를 기울이면 (LOVE WHISPER)"                   | PARALLEL                                        | 여자친구 | 한국어 | 유튜브      | 다섯 번째 미니 음반   |
| 2017 | "여름비 (SUMMER RAIN)"                           | RAINBOW                                         | 여자친구 | 한국어 | 유튜브      | 위의 리패키지 음반    |
| 2018 | "귀를 기울이면 (LOVE WHISPER)"                   | 빈칸                                            | 여자친구 | 한국어 | 유튜브      | DK mini air 버전      |
| 2018 | "밤 (Time for the moon night)"                   | Time for the moon night                         | 여자친구 | 한국어 | 유튜브      | 여섯 번째 미니 음반   |
| 2018 | "오늘부터 우리는 (Me Gustas Tu) (Japanese Ver.)" | 오늘부터 우리는 ~GFRIEND 1st BEST~              | 여자친구 | 일본어 | 유튜브      | 첫 번째 베스트 음반   |
| 2018 | "여름여름해 (Sunny Summer)"                      | Sunny Summer                                    | 여자친구 | 한국어 | 유튜브      | 여름 미니 음반        |
| 2018 | "Memoria"                                        | Memoria/밤 (Time for the moon night)            | 여자친구 | 일본어 | 유튜브      | 첫 번째 일본 싱글     |
| 2019 | "해야 (Sunrise)"                                 | Time for us                                     | 여자친구 | 한국어 | 유튜브      | 두 번째 정규 음반     |
| 2019 | "SUNRISE (Japanese Ver.)"                        | SUNRISE                                         | 여자친구 | 일본어 | 유튜브      | 두 번째 일본 싱글     |
| 2019 | "FLOWER"                                         | FLOWER                                          | 여자친구 | 일본어 | 유튜브      | 세 번째 일본 싱글     |
| 2019 | "짠 (ZZAN)"                                      | 한입만2                                         | 여자친구 | 한국어 | 유튜브      | 웹드라마 OST          |
| 2019 | "열대야 (Fever)"                                 | FEVER SEASON                                    | 여자친구 | 한국어 | 유튜브      | 일곱 번째 미니 음반   |
| 2019 | "Fallin' Light (天使の梯子)"                     | Fallin' Light                                   | 여자친구 | 일본어 | 유튜브      | 첫 번째 일본 정규     |
| 2020 | "교차로 (Crossroads)"                            | 回:LABYRINTH                                    | 여자친구 | 한국어 | 유튜브      | 여덟 번째 미니 음반   |
| 2020 | "Apple"                                          | 回:Song of the Sirens                           | 여자친구 | 한국어 | 유튜브      | 아홉 번째 미니 음반   |
| 2020 | "MAGO"                                           | 回:Walpurgis Night                              | 여자친구 | 한국어 | 유튜브      | 세 번째 정규 음반     |

### 컬래버레이션
| 연도 | 뮤직 비디오                  | 음반        | 아티스트                                       | 출연     | 언어   | 공식 비디오 |
| ---- | ---------------------------- | ----------- | ---------------------------------------------- | -------- | ------ | ----------- |
| 2016 | "보일 듯 말 듯"              | 디지털 싱글 | 유주, 선율 (업텐션)                            | 유주     | 한국어 | 유튜브      |
| 2016 | "홀가분 송 II"               | 빈칸        | 여자친구, 정진운, 장재인, 브레이, 덕배, 윤종신 | 여자친구 | 한국어 | 유튜브      |
| 2016 | "반딧불이 (Firefly)"         | 디지털 싱글 | 은하, 황치열                                   | 은하     | 한국어 | 유튜브      |
| 2017 | "왜 또 봄이야"               | 디지털 싱글 | 예린, 차오루, 키썸                             | 예린     | 한국어 | 유튜브      |
| 2017 | "하트시그널"                 | 디지털 싱글 | 유주, 지후 (아이즈)                            | 유주     | 한국어 | 유튜브      |
| 2017 | "왼손 오른손"                | 디지털 싱글 | 천지, 은하                                     | 은하     | 한국어 | 유튜브      |
| 2018 | "Wow Thing"                  | 디지털 싱글 | 슬기, 신비, 청하, 소연                         | 신비     | 한국어 | 유튜브      |
| 2019 | "Blossom (Prod. Groovyroom)" | 디지털 싱글 | 은하, 라비                                     | 은하     | 한국어 | 유튜브      |
| 2019 | "Oh difficult"               | 싱글        | 여자친구, Sonar Pocket                         | 여자친구 | 일본어 | 유튜브      |
| 2020 | "신비송(ㅅㅂㅅ)"             | 싱글        | 신비, 신비아파트                               | 신비     | 한국어 | 유튜브      |

### 게스트 출연
| 연도 | 뮤직 비디오                 | 음반                    | 아티스트 | 출연     | 언어   | 공식 비디오 |
| ---- | --------------------------- | ----------------------- | -------- | -------- | ------ | ----------- |
| 2011 | "To Me (내게로...)"         | SO女                    | 레인보우 | 소원     | 한국어 | 유튜브      |
| 2013 | "Tell Me Tell Me"           | Rainbow Syndrome Part.1 | 레인보우 | 소원     | 한국어 | 유튜브      |
| 2015 | "하고 싶어 (I Wish)"        | 家內手工業 (가내수공업) | M&D      | 예린     | 한국어 | 유튜브      |
| 2015 | "다 이뻐"                   | 3+3                     | 이승환   | 여자친구 | 한국어 | 유튜브      |
| 2015 | "예뻐서 (You're Beautiful)" | 예뻐서                  | 유승우   | 은하     | 한국어 | 유튜브      |
| 2016 | "자격지심"                  | 자격지심                | 박경     | 은하     | 한국어 | 유튜브      |
| 2016 | "멋진 여자"                 | 러브♡                   | 진해성   | 은하     | 한국어 | 유튜브      |

### 기타
| 연도 | 뮤직 비디오                   | 음반                             | 아티스트, 출연 | 언어   | 공식 비디오 |
| ---- | ----------------------------- | -------------------------------- | -------------- | ------ | ----------- |
| 2018 | "이 노래만"                   | 식샤를 합시다3: 비긴즈 OST Part3 | 유주           | 한국어 | 유튜브      |
| 2020 | "Secret (Feat. ISHXRK)"       | 앨리스 OST Part.1                | 유주           | 한국어 | 유튜브      |
| 2020 | "I'm in the Mood for Dancing" | 여신강림 OST Part 2              | 유주           | 한국어 | 유튜브      |

## 텔레비전 프로그램

### 드라마
| 연도 | 방송사       | 제목                      | 출연 | 역할 | 기간                     | 비고                          |
| ---- | ------------ | ------------------------- | ---- | ---- | ------------------------ | ----------------------------- |
| 2015 | MBC every1   | 《0시의 그녀》            | 예린 | 예은 | 5월 7일~14일             | 웹 드라마, 제작발표회         |
| 2015 | MBC          | 《내 품에 라바와 친구들》 | 신비 | 샤윙 | 8월 11일~2016년 3월 23일 | 어린이 드라마                 |
| 2019 | 플레이리스트 | 《한입만 시즌2》          | 예린 | 예린 | 3월 16일                 | 카메오, 웹 드라마, 4화 선공개 |

### 방송
| 연도 | 방송사     | 프로그램                      | 출연       | 기간                    | 비고                        |
| ---- | ---------- | ----------------------------- | ---------- | ----------------------- | --------------------------- |
| 2015 | skyPetpark | 《여자친구! 강아지를 부탁해》 | 여자친구   | 4월 14일~6월 30일       |                             |
| 2015 | MBC MUSIC  | 《여자친구의 어느 멋진 날》   | 여자친구   | 11월 17일~12월 8일      |                             |
| 2015 | MBC        | 《쇼! 음악중심》              | 신비       | 3월 21일                | 스페셜 MC                   |
| 2016 | SBS MTV    | 《더 쇼 시즌5》               | 예린       | 1월 26일~9월 6일        | MC                          |
| 2016 | MBC        | 《마이 리틀 텔레비전》        | 소원, 예린 | 2월 20일, 27일          |                             |
| 2016 | SBS MTV    | 《더 쇼 시즌5》               | 신비       | 2월 23일                | 스페셜 MC                   |
| 2016 | MBC every1 | 《주간아이돌》                | 신비       | 5월 4일~8월 17일        | '아이돌 is 뭔들' 패널       |
| 2016 | SBS        | 《인기가요》                  | 소원, 유주 | 6월 26일                | 스페셜 MC                   |
| 2016 | MBC every1 | 《마마무X여자친구의 쇼타임》  | 여자친구   | 7월 7일~8월 25일        |                             |
| 2016 | MBC        | 《쇼! 음악중심》              | 신비       | 7월 16일                | 스페셜 MC                   |
| 2016 | SBS MTV    | 《더 쇼 시즌5》               | 은하       | 9월 6일                 | 스페셜 MC                   |
| 2016 | skyTravel  | 《여자친구가 사랑한 유럽》    | 여자친구   | 11월 5일~12월 24일      | 제작발표회 전체 미방분      |
| 2016 | KBS2       | 《연예가중계》                | 신비       | 12월 17일               | 김생민의 베테랑' 프로파일러 |
| 2017 | KBS2       | 《연예가중계》                | 예린       | 1월 21일                | 김생민의 베테랑' 프로파일러 |
| 2017 | KBS2       | 《연예가중계》                | 엄지       | 4월 8일                 | 김생민의 베테랑' 프로파일러 |
| 2017 | SBS MTV    | 《더 쇼 시즌5》               | 예린, 은하 | 8월 8일                 | 남량특집: 더 쇼 뉴스 코너   |
| 2017 | SBS        | 《정글의 법칙32기 In Komodo》 | 예린       | 8월 18일~9월 15일       |                             |
| 2017 | K-STAR     | 《더 프렌즈 in 아드리아해》   | 여자친구   | 12월 6일~2018년 1월 3일 |                             |
| 2018 | SBS MTV    | 《요고바라》                  | 엄지       | 7월 29일~9월 30일       | MC                          |
| 2018 | MBC every1 | 《룩앳미》                    | 소원       | 9월 26일~10월 31일      | MC                          |
| 2018 | SBS funE   | 《스쿨어택 2018》             | 예린       | 10월 22일               | MC                          |
| 2019 | KBS Joy    | 《트렌드 위드 미》            | 소원       | 1월 22일~5월 15일       | MC                          |
| 2019 | KBS Joy    | 《트렌드 위드 미 시즌2》      | 소원       | 6월 26일~10월 6일       | MC                          |
| 2020 | EBS1       | 《넥스트 히어로》             | 여자친구   | 11월 30일~12월 17일     | 나레이션                    |
| 2020 | JTBC       | 《2021 NEW YEAR'S EVE LIVE》  | 여자친구   | 12월 31일               |                             |

## 인터넷 방송
| 연도 | 제작                       | 프로그램 | 출연                         | 기간                 | 비고 |
| ---- | -------------------------- | --- | ---------------------------- | -------------------- | --- |
| 2015 | 쏘스뮤직                   | 《여자친구 GFRIEND OFFICIAL》 | 여자친구                     |                      | 여자친구 OFFICIAL 쏘스뮤직 OFFICIAL                                                                           |
| 2015 | 네이버뮤직                 | 《데뷔도전기 학교다녀오겠습니다》                                                                                                  | 여자친구                     | 1월 14일             | 네이버뮤직 1, 2                                                                                               |
| 2015 | 올레tv                     | 《뮤직온에어 인터뷰》 | 여자친구                     | 1월 15일             | 유튜브 |
| 2015 | Mnet                       | 《MEET&GREET》 | 여자친구                     | 2월 3일              | MWAVE |
| 2015 | Vstar                      | 《서공예 졸업식 - 예린》 | 예린                         | 2월 11일             | 유튜브 |
| 2015 | Mnet                       | 《발렌타인데이 미션》 | 여자친구                     | 2월 11일             | 유튜브 |
| 2015 | 더뮤트                     | 《팬사인회 현장》 | 여자친구                     | 3월 21일             | 유튜브 1234 567                                                                                               |
| 2015 | SkyPetpark                 | 《여친TV》 | 여자친구                     | 4월 1일~6월 12일     | 팟플레이어 생방송                                                                                             |
| 2015 | K-fan Media                | 《한위싱동타이 조문근의 슈퍼인터뷰》                                                                                               | 여자친구                     | 5월 7일              | 유튜브 |
| 2015 | Mnet                       | 《아이돌 공간리얼리티 오늘하룸》                                                                                                   | 여자친구                     | 8월 5일              | 네이버TV |
| 2015 | Mnet                       | 《MEET&GREET》 | 여자친구                     | 8월 11일             | MWAVE |
| 2015 | Mnet                       | 《MPD LIVE》 | 여자친구                     | 8월 27일             | VLive |
| 2015 | Mnet                       | 《랜덤댄스 - 오늘부터유리구슬》 | 여자친구                     | 9월 3일              | VLive |
| 2015 | SBS                        | 《심폐소생송 티저 여자친구편》 | 여자친구                     | 9월 21일             | 유튜브 |
| 2015 | 드림팩토리                 | 《이승환, 걸그룹 '여자친구'와 첫 만남》                                                                                            | 여자친구                     | 10월 1일             | 네이버TV |
| 2015 | MAPS                       | 《화보 메이킹》 | 여자친구                     | 12월 1일             | 유튜브 |
| 2015 | 더스타                     | 《인터뷰》 | 여자친구                     | 12월 10일            | 유튜브 |
| 2015 | KBS Kpop                   | 《[Kbs world] 불후의명곡 - 여자친구, god 노래 재해석… ´사랑해 그리고 기억해´.20151212》                                            | 여자친구                     | 12월 12일            | 유튜브 |
| 2016 | 쏘스뮤직                   | 《V LIVE》 | 여자친구                     | 1월 14일~현재        | VLive |
| 2016 | CIBS                       | 《3집 미니앨범 기자단 쇼케이스》                                                                                                   | 여자친구                     | 1월 25일             | 유튜브 |
| 2016 | 1theK                      | 《Let's Dance》 | 여자친구                     | 1월 28일             | 유튜브 |
| 2016 | iMBC                       | 《여자친구 - 어디 감수광?! in 제주도》                                                                                             | 여자친구                     | 1월 29일~3월 11일    | 유튜브 |
| 2016 | Mnet                       | 《MPD 무작정 미션》 | 여자친구                     | 2월 2일              | 유튜브 |
| 2016 | 1theK                      | 《케미테스트》 | 여자친구                     | 2월 2일~4일          | 유튜브 12 3456                                                                                                |
| 2016 | ALL THE K-POP              | 《주간아이돌 - (WeeklyIdol EP.236)》                                                                                               | 여자친구                     | 2월 3일              | 유튜브 12 |
| 2016 | Vstar                      | 《서공예 졸업식 - 은하, 유주》 | 은하, 유주                   | 2월 3일              | 유튜브 |
| 2016 | KBS                        | 《뮤직뱅크 2월 1주 1위 세리머니 미방컷》                                                                                           | 여자친구                     | 2월 5일              | 유튜브 |
| 2016 | KBS                        | 《뮤직뱅크 2월 2주 1위 세리머니 미방컷》                                                                                           | 여자친구                     | 2월 12일             | 유튜브 |
| 2016 | KBS Kpop                   | 《열린음악회 - 여자친구 - 시간을 달려서.20160214》                                                                                 | 여자친구                     | 2월 14일             | 유튜브 |
| 2016 | MBC                        | 《마이 리틀 텔레비전》 | 소원, 예린                   | 2월 14일             | 팟플레이어 생방송                                                                                             |
| 2016 | Arirang                    | 《After School Club》 | 여자친구                     | 2월 16일             | 유튜브 |
| 2016 | Mnet                       | 《불타는 노래방》 | 여자친구                     | 2월 18일             | 네이버TV |
| 2016 | Mnet                       | 《[M COUNTDOWN Hangout chat with GFRIEND]》                                                                                        | 여자친구                     | 2월 18일             | 유튜브 |
| 2016 | KBS                        | 《뮤직뱅크 2월 3주 1위 세리머니 미방컷》                                                                                           | 여자친구                     | 2월 19일             | 유튜브 |
| 2016 | KBS                        | 《뮤직뱅크 2월 4주 1위 세리머니 미방컷》                                                                                           | 여자친구                     | 2월 26일             | 유튜브 |
| 2016 | 스마일게이트               | 《테일즈러너 온라인 팬미팅》 | 여자친구                     | 2월 28일             | 유튜브 |
| 2016 | MBC                        | 《엠빅 인터뷰》 | 여자친구                     | 2월 29일             | 네이버TV |
| 2016 | Mnet                       | 《MEET&GREET》 | 여자친구                     | 3월 10일             | MWAVE |
| 2016 | Dingo                      | 《[세로라이브] 유주X선율 - 보일 듯 말 듯》                                                                                         | 유주                         | 3월 11일             | 유튜브 |
| 2016 | KBS Kpop                   | 《유희열의 스케치북 - 여자친구, ‘인간 뜀틀’ 동작 시범!.20160318》                                                                  | 여자친구                     | 3월 19일             | 유튜브 |
| 2016 | 엠빅TV                     | 《립싱크 배틀 허리케인블루》 | 여자친구                     | 3월 26일, 4월 2일    | 유튜브 |
| 2016 | 뉴스에이드                 | 《뉴스에이드에 여자친구가 옵니다》                                                                                                 | 여자친구                     | 3월 31일~4월 12일    | 유튜브 12 3456                                                                                                |
| 2016 | Mnet                       | 《360VR dance》 | 여자친구                     | 4월 5일              | 유튜브 |
| 2016 | FND Smart                  | 《제2회 가족사랑의날 캠페인》 | 여자친구                     | 5월 6일              | 유튜브 123 |
| 2016 | 엠빅TV                     | 《오마이 갓팁》 | 은하                         | 5월 20일~현재        | 네이버TV, VLive                                                                                               |
| 2016 | Dingo                      | 《[세로라이브] 박경 - 자격지심 (feat.은하) 》                                                                                      | 은하                         | 5월 26일             | 유튜브 |
| 2016 | 아리랑TV                   | 《TORONTO K-POP CON 인터뷰》 | 여자친구                     | 5월 28일             | 유튜브 |
| 2016 | Samsonite                  | 《[아메리칸 투어리스터 x 여자친구] 50Waves》                                                                                       | 여자친구                     | 5월 29일             | 유튜브 123 45678                                                                                              |
| 2016 | Tuliip                     | 《여자친구의 매력발산 간식 기부 미션》                                                                                             | 여자친구                     | 6월 15일             | 유튜브 |
| 2016 | KBS                        | 《스타가What다! 여자친구편》 | 여자친구                     | 6월 24일             | 유튜브 |
| 2016 | 롯데월드                   | 《여자친구 최고의 강심장을 찾아라》                                                                                                | 여자친구                     | 6월 24일~7월 21일    | 유튜브 12345                                                                                                  |
| 2016 | Mnet                       | 《컴백 미니팬미팅》 | 여자친구                     | 7월 14일             | 유튜브 |
| 2016 | MBC                        | 《음악중심 대기실 라이브》 | 여자친구                     | 7월 16일~8월 13일    | Periscope 1 보관됨 2016-09-20 - 웨이백 머신2 보관됨 2016-09-20 - 웨이백 머신3 보관됨 2016-09-20 - 웨이백 머신 |
| 2016 | 디스패치                   | 《여자친구의 '너 그리고 나' 안무연습!》                                                                                            | 여자친구                     | 7월 19일             | 네이버TV |
| 2016 | Mnet                       | 《[Kcon 2016 LA] Star Countdown D-10》                                                                                             | 여자친구                     | 7월 19일             | 유튜브 |
| 2016 | Mnet                       | 《댄투댄투 생중계》 | 여자친구                     | 7월 20일             | 페이스북 |
| 2016 | 엠빅TV                     | 《M본부 음악중심 히든스테이지》 | 여자친구                     | 7월 20일             | 네이버TV |
| 2016 | 1theK                      | 《대기실 옆 오락실》 | 여자친구                     | 7월 20일, 23일       | 유튜브 12 |
| 2016 | Mnet                       | 《너 그리고 나 NAVILLERA 뮤비코멘터리》                                                                                            | 여자친구                     | 7월 21일             | 유튜브 12 |
| 2016 | Mnet                       | 《MEET&GREET》 | 여자친구                     | 7월 22일             | MWAVE |
| 2016 | KBS                        | 《뮤직뱅크 7월 4주 1위 세리머니 미방컷》                                                                                           | 여자친구                     | 7월 22일             | 유튜브 |
| 2016 | Arirang                    | 《Before School Club》 | 여자친구                     | 7월 26일             | VLive |
| 2016 | Arirang                    | 《After School Club》 | 여자친구                     | 7월 26일             | 유튜브 |
| 2016 | 모비딕                     | 《모비딕 라이브 여자친구편》 | 여자친구                     | 7월 26일             | 유튜브 |
| 2016 | KBS                        | 《뮤직뱅크 7월 5주 1위 세리머니 미방컷》                                                                                           | 여자친구                     | 7월 29일             | 유튜브 |
| 2016 | Mnet                       | 《취존진담》 | 여자친구                     | 8월 5일              | 네이버TV |
| 2016 | KBS                        | 《뮤직뱅크 8월 2주 1위 세리머니 미방컷》                                                                                           | 여자친구                     | 8월 12일             | 유튜브 |
| 2016 | K-MILK                     | 《K-MILK송 촬영현장 공개》 | 여자친구                     | 8월 28일             | 유튜브 |
| 2016 | bntnews                    | 《화보, 인터뷰》 | 은하                         | 8월 28일, 9월 1일    | 유튜브 12 |
| 2016 | 삼성카드                   | 《여자친구와 함께하는 재미난놀이》                                                                                                 | 소원, 은하, 신비             | 9월 2일, 6일         | 유튜브 12 3456                                                                                                |
| 2016 | HOSIGI                     | 《호식이두마리치킨 전속모델 여자친구 추석인사》                                                                                    | 여자친구                     | 9월 5일              | 유튜브 |
| 2016 | 더스타                     | 《The Star 9월호 화보촬영 메이킹》                                                                                                 | 여자친구                     | 9월 6일              | 유튜브 |
| 2016 | 삼성카드                   | 《여자친구의 특별간식》 | 유주, 엄지                   | 9월 25일             | 유튜브 |
| 2016 | Vstar                      | 《신비 엄지 수능 보던 날》 | 신비, 엄지                   | 11월 17일            | 유튜브 |
| 2016 | Mnet                       | 《[2016MAMA x M2] 여자친구 》 | 여자친구                     | 12월 1일~14일        | 네이버TV 1 2 유튜브 12                                                                                        |
| 2016 | MBC                        | 《[가요대제전] 릴레이 덕담》 | 여자친구                     | 12월 31일            | 네이버TV |
| 2016 | MBCentertainment           | 《2016 MBC 가요대제전 - 아련함 가득~ 마음 정화 무대! 여자친구의 시간을 달려서 + 너 그리고 나 20161231》                            | 여자친구                     | 12월 31일            | 유튜브 |
| 2017 | 한국영상자료원             | 《'여자친구'는 한국영상자료원에서 알바 중!》                                                                                       | 여자친구                     | 1월 9일              | 유튜브 |
| 2017 | 중앙일보                   | 《[시민마이크] 유주》 | 유주                         | 1월 11일             | 유튜브 |
| 2017 | JTBC                       | 《골든디스크 인터뷰존 - 디지털음원 부문 본상》                                                                                     | 여자친구                     | 1월 13일             | VLive |
| 2017 | Mnet                       | 《[Mnet Present] 박경의 첫번째 솔로앨범 노트북 대공개》                                                                            | 은하                         | 1월 17일             | 유튜브 |
| 2017 | 중고왕                     | 《[337] 기부박수릴레이 - 예린 편》                                                                                                 | 예린                         | 2월 3일              | 유튜브 |
| 2017 | Vstar                      | 《서공예 졸업식 - 신비, 엄지》 | 신비, 엄지                   | 2월 7일              | 유튜브 |
| 2017 | ADDYK TV                   | 《여자친구×에디케이 화보 촬영 메이킹》                                                                                             | 여자친구                     | 2월 28일             | 유튜브 |
| 2017 | 중고왕                     | 《[337] 기부박수릴레이 - 소원, 유주 편》                                                                                           | 소원, 유주                   | 3월 3일              | 페이스북 |
| 2017 | Mnet                       | 《틀린그림 찾기뮤비》 | 여자친구                     | 3월 6일              | 유튜브 |
| 2017 | 1theK                      | 《대기실 옆 라이브》 | 여자친구                     | 3월 7일              | 유튜브 |
| 2017 | Mnet K-POP                 | 《[GFRIEND - Hear The Wind Sing] Comeback Stage M COUNTDOWN 170309 EP.514》                                                        | 여자친구                     | 3월 9일              | 유튜브 |
| 2017 | 1theK                      | 《Let's Dance 척척박자》 | 여자친구                     | 3월 13일             | 유튜브 |
| 2017 | TV조선                     | 《[미공개X아이스크림] 멤버 얼굴그리기》                                                                                            | 여자친구                     | 3월 14일             | 유튜브 |
| 2017 | 뮤즈몬                     | 《'왜 또 봄이야' MV 촬영 현장》 | 예린                         | 3월 14일             | 네이버TV |
| 2017 | Mnet                       | 《[릴레이댄스] 여자친구(GFRIEND)_FINGERTIP》                                                                                       | 여자친구                     | 3월 15일             | 유튜브 |
| 2017 | 1theK                      | 《'왜 또 봄이야' M/V 히든 클립》                                                                                                   | 예린                         | 3월 22일             | 유튜브 |
| 2017 | MBC Plus                   | 《show champion curtaintalk 'Benji's Talk'》                                                                                       | 여자친구                     | 3월 23일             | 유튜브 |
| 2017 | KBS World Radio            | 《Backstage Chat》 | 여자친구                     | 3월 23일             | 유튜브 |
| 2017 | Arirang                    | 《After School Club》 | 여자친구                     | 3월 28일             | 유튜브 |
| 2017 | KBS Kpop                   | 《불후의명곡 Immortal Songs 2 - 여자친구, 상큼발랄 퍼포먼스 ´여우야´.20170401》                                                    | 여자친구                     | 4월 1일              | 유튜브 |
| 2017 | Mnet                       | 《MEET&GREET》 | 여자친구                     | 4월 12일             | MWAVE |
| 2017 | oksusu                     | 《김수용의 구경》 | 여자친구                     | 4월 19일             | oksusu 1 보관됨 2017-04-23 - 웨이백 머신2 보관됨 2017-04-23 - 웨이백 머신                                     |
| 2017 | MBC                        | 《[얼빡자소서] 여자친구 예린 @비밀예능연수원》                                                                                     | 여자친구                     | 5월 3일              | 유튜브 |
| 2017 | KBS                        | 《딩동라이브》live | 여자친구                     | 5월 31일             | 유튜브 |
| 2017 | Mnet                       | 《[M2]꽉찬라이브 - 오늘부터 우리는》                                                                                               | 여자친구                     | 6월 1일              | 유튜브 |
| 2017 | Mnet                       | 《[M2]릴레이송 - FINGERTIP》 | 여자친구                     | 6월 5일              | 유튜브 |
| 2017 | 1theK                      | 《無뜬금라이브》 | 여자친구                     | 8월 4일              | 멜론 |
| 2017 | 뉴스에이드                 | 《[양자택일] 그래요, 치킨은 간장이죠!》                                                                                            | 여자친구                     | 8월 11일             | 유튜브 |
| 2017 | Mnet                       | 《[릴레이댄스] 여자친구(GFRIEND)_귀를 기울이면(LOVE WHISPER) 》                                                                    | 여자친구                     | 8월 13일             | 유튜브 |
| 2017 | Mnet                       | 《Selfie MV》 | 여자친구                     | 8월 15일             | 유튜브 |
| 2017 | Mnet                       | 《귀를 기울이면 뮤비코멘터리》 | 여자친구                     | 8월 17일             | 유튜브 |
| 2017 | SNOW.Story                 | 《SNOW LIVE_'가사에 충실한 여자친구' 귀를 기울이면》                                                                               | 여자친구                     | 8월 17일             | 유튜브 |
| 2017 | 뉴스에이드                 | 《[말로쓰는프로필] 여자친구 - 신비의 살벌한 특기는?》                                                                              | 여자친구                     | 8월 19일             | 유튜브 |
| 2017 | Mnet                       | 《MEET&GREET》 | 여자친구                     | 8월 22일             | MWAVE |
| 2017 | Mnet                       | 《[ASMR live] 여자친구(GFRIEND) - 귀를 기울이면 》                                                                                 | 여자친구                     | 8월 22일             | 유튜브 |
| 2017 | MBC                        | 《아! 님들》 | 여자친구                     | 8월 22일~9월 26일    | 유튜브 |
| 2017 | Arirang                    | 《[Pops In Seoul] MV Shooting Sketch - 귀를 기울이면》                                                                             | 여자친구                     | 8월 28일             | 유튜브 |
| 2017 | 뉴스에이드                 | 《[말로쓰는프로필] 여자친구 유주가 무인도에 데려갈 멤버는? 》                                                                      | 여자친구                     | 8월 29일             | 유튜브 |
| 2017 | Dingo                      | 《[세로라이브] 여자친구 - 여름비》                                                                                                 | 여자친구                     | 9월 13일             | 유튜브 |
| 2017 | Mnet K-POP                 | 《[GFRIEND - SUMMER RAIN] Comeback Stage M COUNTDOWN 170914 EP.541》                                                               | 여자친구                     | 9월 14일             | 유튜브 |
| 2017 | Mnet                       | 《[릴레이댄스] 여자친구(GFRIEND)_여름비(Summer Rain) 》                                                                            | 여자친구                     | 9월 18일             | 유튜브 |
| 2017 | Arirang                    | 《[Pops in Seoul] GFRIEND(여자친구) Interview-SUMMER RAIN(여름비)》                                                                | 여자친구                     | 9월 18일             | 유튜브 |
| 2017 | 1theK                      | 《Let's Dance 척척박자》 | 여자친구                     | 9월 19일             | 유튜브 |
| 2017 | 피키픽쳐스                 | 《[엄마가 잠든후에] 예린이가 갑자기 두눈 질끈 감은 이유는? 》                                                                      | 예린, 유주, 신비             | 9월 21일             | 유튜브 |
| 2017 | Mnet                       | 《[컴백테이블] 여자친구》 | 여자친구                     | 9월 26일             | 유튜브 |
| 2017 | 뉴스에이드                 | 《[플레이리스트] 여자친구가 요즘 듣는 노래는? 》                                                                                   | 여자친구                     | 10월 13일            | 유튜브 |
| 2017 | KBS Kpop                   | 《불후의명곡 Immortal Songs 2 - 유주 - 우리앞의 생이 끝나갈 때.20171021》                                                          | 유주                         | 10월 21일            | 유튜브 |
| 2017 | ZANY TV                    | 《GFriend Getting closer to Latin Fans! (Q&A)》                                                                                    | 여자친구                     | 10월 23일            | 유튜브 |
| 2017 | 셀럽티비                   | 《[Celuv.Tv-LIVE] I'm Celuv - 여자친구(GFRIEND)》                                                                                  | 여자친구                     | 10월 25일            | 셀럽티비유튜브 비하인드 12                                                                                    |
| 2017 | 스브스뉴스                 | 《[기부자이저] #2 카페에서 내 최애가 노래부르며 등장한다면?》                                                                      | 소원, 예린, 은하, 신비, 엄지 | 10월 27일            | 유튜브 |
| 2017 | 1theK                      | 《Color LIVE(컬러라이브): 유주(여자친구),지후(아이즈)_하트시그널》                                                                 | 유주                         | 10월 31일            | 유튜브 |
| 2017 | ZANY TV                    | 《GFRIEND SINGING IN SPANISH!》 | 여자친구                     | 10월 31일            | 유튜브 12,3                                                                                                   |
| 2017 | 연습생닷컴                 | 《[오구설명서] 여자친구(GFRIEND) 편》                                                                                              | 여자친구                     | 11월 1일             | 소원 예린 은하 유주 신비 엄지                                                                                 |
| 2017 | MOMO X                     | 《[개이득2] 여자친구 편》 | 여자친구                     | 11월 13일            | 1편 2편 |
| 2017 | Dingo                      | 《유주(GFRIEND), 지후(IZ) - 하트시그널 (HEART SIGNAL) [네모라이브]》                                                               | 유주                         | 12월 7일             | 유튜브 |
| 2017 | 1theK                      | 《MMA 2017 여자친구를 응원해줘서 고마워!》                                                                                         | 여자친구                     | 12월 9일             | 유튜브 |
| 2017 | 1theK                      | 《MMA 2017 MMA X 1theK 'Energy-Up Interview' (피로회복 인터뷰)》                                                                   | 여자친구                     | 12월 11일            | 유튜브 |
| 2017 | Kakao Games                | 《[그랜드체이스] 여자친구 은하 X 그랜드체이스 특급 콜라보!》                                                                       | 은하                         | 12월 18일            | 유튜브 1 2 |
| 2017 | SMC프로덕션                | 《더인터븅 여자친구편》 | 여자친구                     | 12월 22일            | 유튜브 |
| 2017 | Mnet                       | 《[릴레이댄스] 여자친구(GFRIEND) 2배속 Ver. (2X Relay Dance)》                                                                     | 여자친구                     | 12월 26일            | 유튜브 |
| 2018 | MBC 나의 올림픽            | 《평창친구, 여자친구 올림픽 종목 소개 비하인드!》                                                                                  | 여자친구                     | 1월 25일, 28일       | 페이스북 막내라인 언니라인                                                                                    |
| 2018 | MTV                        | 《Idols of Asia》 | 여자친구                     | 3월 22일             | 유튜브 |
| 2018 | Mnet Japan                 | 《『KCON 2018 JAPAN』EYE CONTACT INVITATION From GFRIEND》                                                                         | 여자친구                     | 3월 25일             | 유튜브 |
| 2018 | LINE LIVE                  | 《LINE LIVE》 | 여자친구                     | 3월 31일             | |
| 2018 | 디스패치                   | 《[독점ⓝ] '여자친구', 봄 추천송 ‘왜 또 봄이야', '우연히 봄'》                                                                      | 여자친구                     | 4월 13일             | 네이버TV |
| 2018 | Dingo                      | 《[100초] 100초로 보는 여자친구 GFRIEND 100sec Choreography 》                                                                     | 여자친구                     | 4월 28일             | 유튜브 비하인드 1234                                                                                          |
| 2018 | Dingo                      | 《[뷰티캠] 여자친구(GFRIEND) - 밤(Time for the moon night) 》                                                                      | 여자친구                     | 5월 1일              | 유튜브 |
| 2018 | 속보이는tv 인사이드        | 《속보이는 심리테스트》 | 여자친구                     | 5월 3일              | 유튜브 |
| 2018 | Dingo                      | 《Dingo Fav5 GFRIEND`s Favorite Dishes To Cook 》                                                                                  | 여자친구                     | 5월 6일              | 페이스북 유튜브                                                                                               |
| 2018 | Mnet                       | 《[릴레이댄스] 여자친구(GFRIEND) - 밤(Time for the moon night)》                                                                   | 여자친구                     | 5월 7일              | 유튜브 |
| 2018 | Mnet                       | 《[스쿨오브락] 여자친구(GFRIEND) @서정고등학교》                                                                                   | 여자친구                     | 5월 9일              | 본편 미공개 직캠                                                                                              |
| 2018 | Mnet                       | 《[MV Commentary] 여자친구(GFRIEND) - 밤(Time for the moon night)》                                                                | 여자친구                     | 5월 11일             | 유튜브 |
| 2018 | 1theK                      | 《RUN TO YOU(런투유): GFRIEND(여자친구)》                                                                                          | 여자친구                     | 5월 11일             | 밤 시간을 달려서                                                                                              |
| 2018 | Dingo                      | 《GFRIEND IN 10 SEC》 | 여자친구                     | 5월 12일             | 유튜브 |
| 2018 | MBC                        | 《[연구일지] 여자친구 @쇼!음악중심_20180512 GFRIEND 》                                                                             | 여자친구                     | 5월 14일             | 유튜브 |
| 2018 | MOMO X                     | 《[말이없다] 여자친구 편》 | 여자친구                     | 5월 14일~16일        | 유튜브신비 은하 예린 엄지 유주 소원 비하인드                                                                  |
| 2018 | KBS                        | 《뮤직뱅크 5월 2주 1위 세리머니 미방컷》                                                                                           | 여자친구                     | 5월 15일             | 네이버TV |
| 2018 | Mnet                       | 《MEET&GREET》 | 여자친구                     | 5월 15일             | 유튜브 비하인드                                                                                               |
| 2018 | ALL THE K-POP              | 《SHOW CHAMPION CURTAIN TALK》 | 여자친구                     | 5월 16일             | 유튜브 |
| 2018 | HIGHCUTmagazine            | 《여자친구 현실여친 핑크 아이 메이크업 Gfriend Pink Eye Makeup Tutorial》                                                          | 유주, 엄지                   | 5월 16일             | 유튜브 |
| 2018 | Mnet                       | 《[불토엔 혼코노] 여자친구 유주X은하의 천만원 도전기! 》                                                                           | 은하, 유주                   | 5월 17일             | 유튜브 |
| 2018 | NYLONTVKOREA               | 《[나일론코리아 X 크리스피스튜디오]셀럽티콘 여자친구 편 》                                                                         | 여자친구                     | 5월 17일             | 유튜브 |
| 2018 | heyoTV                     | 《여자친구의 사생활》 | 여자친구                     | 5월 17일             | 유튜브 |
| 2018 | KBS Kpop                   | 《열린음악회 - 여자친구 - 밤(Time For The Moon Night) 20180520》                                                                   | 여자친구                     | 5월 20일             | 유튜브 |
| 2018 | 어썸하은                   | 《나하은 (Na Haeun) - 여자친구(GFRIEND) 메들리 댄스 커버 (w.여자친구) 》                                                           | 여자친구                     | 5월 21일             | 본편 비하인드                                                                                                 |
| 2018 | KBS                        | 《뮤직뱅크 5월 3주 1위 세리머니 미방컷》                                                                                           | 여자친구                     | 5월 21일             | 네이버TV |
| 2018 | KBS                        | 《Idol Master - GFRIEND! [KBS World Idol Show K-RUSH3 》                                                                           | 예린, 은하, 유주, 신비, 엄지 | 5월 25일             | 유튜브 |
| 2018 | Dingo                      | 《[모닝콜을 부탁해] 여자친구 편》                                                                                                  | 예린, 신비, 엄지             | 5월 26일             | 유튜브 |
| 2018 | Dingo                      | 《[세로댄스] 여자친구 (GFRIEND) - 밤 (Time for the moon night)》                                                                   | 여자친구                     | 5월 29일             | 유튜브 |
| 2018 | Arirang                    | 《[Pops in Seoul] GFRIEND's 'Time for the Moon Night' MV Shooting Sketch 》                                                        | 여자친구                     | 5월 29일             | 유튜브 |
| 2018 | 올레tv 모바일              | 《아미고TV 시즌3》 | 여자친구                     | 6월 11일, 13일, 15일 | |
| 2018 | MBC                        | 《[뜻밖의 A] 여자친구 예린 @뜻밖의 Q》                                                                                             | 예린                         | 6월 15일             | 유튜브 |
| 2018 | Dingo                      | 《유주 YUJU OF GFRIEND - Love Rain (Feat.수란(Suran)) 세로라이브 (SERO LIVE) 》                                                    | 유주                         | 6월 29일             | 유튜브 |
| 2018 | CGV                        | 《[이별의 아침에 약속의 꽃을 장식하자] 여자친구 라이브 》                                                                          | 여자친구                     | 7월 3일              | 유튜브 |
| 2018 | CGV                        | 《[이별의 아침에 약속의 꽃을 장식하자] 대사 낭독 》                                                                                | 여자친구                     | 7월 12일             | 소원 예린 은하 유주 신비 엄지 단체                                                                            |
| 2018 | 쏘스뮤직                   | 《여자친구의 펫 프렌즈》 | 소원, 은하, 유주, 신비, 엄지 | 7월 15일             | VLive 1화2화                                                                                                  |
| 2018 | FNC프로덕션                | 《<스트리밍>EP30_탕탕탕! 여자친구의 마음을 저격한 노래는?》                                                                        | 소원, 은하, 유주, 신비, 엄지 | 7월 16일             | VLive |
| 2018 | Dingo                      | 《춤추는 의상실] 여자친구 GFRIEND - 여름여름해 Sunny Summer 》                                                                     | 여자친구                     | 7월 19일             | 유튜브 비하인드 1 2 3                                                                                         |
| 2018 | Melon                      | 《멜론 Live ONE》 | 여자친구                     | 7월 19일             | 유튜브 |
| 2018 | Mnet                       | 《[릴레이댄스] 여자친구(GFRIEND) - 여름여름해(Sunny Summer) 》                                                                     | 여자친구                     | 7월 20일             | 유튜브 |
| 2018 | Dingo                      | 《[띵곡메이크업 모아보기] 여자친구편(GFRIEND) 》                                                                                   | 여자친구                     | 7월 21일             | 유튜브 |
| 2018 | 디스패치                   | 《[독점] “아이템이 추가됐습니다”...여자친구, 움직이는 HD포토》                                                                     | 여자친구                     | 7월 22일             | 유튜브 |
| 2018 | Mnet                       | 《[Selfie MV] 여자친구(GFRIEND) - 여름여름해(Sunny Summer) 》                                                                      | 여자친구                     | 7월 23일             | 유튜브 |
| 2018 | 스튜디오 룰루랄라          | 《[하와유.MOV] ep5.》 | 예린, 은하, 유주, 신비, 엄지 | 7월 23일             | 유튜브 1 2 |
| 2018 | Arirang                    | 《[Simply K-Pop] GFRIEND(여자친구)‘s Lullaby Ver. _ Ep.322 _ 072718》                                                              | 여자친구                     | 7월 27일             | 유튜브 |
| 2018 | GlanceTV                   | 《올여름은 여자친구와 함께! 소원, 엄지가 들려주는 이야기 [백그라운드] 》                                                           | 소원, 엄지                   | 7월 30일             | 유튜브 |
| 2018 | HIGHCUTmagazine            | 《여자친구 모찌모찌 베이스 메이크업_ Gfriend base Makeup Tutorial》                                                                | 유주, 엄지                   | 8월 2일              | 유튜브 |
| 2018 | 서든어택                   | 《[서든어택] 여름여친 캐릭터 메이킹 영상 》                                                                                        | 여자친구                     | 8월 2일              | 유튜브 |
| 2018 | MBC                        | 《[뜻밖의 A] 여자친구 유주 @뜻밖의 Q》                                                                                             | 유주                         | 8월 3일              | 유튜브 |
| 2018 | GlanceTV                   | 《해외 공연을 준비하는 여자친구 소원, 엄지의 캐리어 백 [백그라운드]》                                                              | 소원, 엄지                   | 8월 6일              | 유튜브 |
| 2018 | 한뼘TV                     | 《여자친구X방판소년단》 | 예린, 유주, 신비, 엄지       | 8월 13일             | 1 2 3 |
| 2018 | MOMO X                     | 《모모문고 여자친구편》 | 은하, 유주                   | 8월 30일             | 기자간담회 은하 유주                                                                                          |
| 2018 | KING RECORDS               | 《GFRIEND - Memoria (Dance Practice -short ver.-)》                                                                                | 여자친구                     | 10월 3일             | 유튜브 |
| 2018 | 겟레디윗미                 | 《[GRWM]겟레디윗미》 | 은하, 신비                   | 11월 10일            | 1탄 2탄 3탄 4탄                                                                                               |
| 2018 | Dingo                      | 《Dingo 미래일기》 | 예린                         | 11월 13일            | VLive 1화 2화                                                                                                 |
| 2018 | 디스패치                   | 《[ⓓeaser] ‘막내즈’ 크리스마스 파티 초대ver (여자친구:엄지) 》                                                                     | 엄지                         | 11월 17일            | 유튜브 |
| 2018 | MOMOPLAY                   | 《[MOMOPLAY 모모플레이 EP.5] A Moon Night We Wanna See GFRIEND(여자친구)》                                                         | 소원, 은하, 신비, 엄지       | 11월 19일            | 유튜브 |
| 2018 | 디스패치                   | 《’막내즈’ Special Christmas party에 초대합니다》                                                                                  | 엄지                         | 11월 20일            | VLive |
| 2018 | Melon                      | 《[2018 MMA] With Melon - 여자친구 편》                                                                                            | 여자친구                     | 11월 29일            | 멜론 |
| 2018 | Arirang                    | 《[Simply K-Pop] GFRIEND(여자친구)'s TMI 2018 _ Ep.339 _ 113018》                                                                  | 소원, 은하, 신비, 엄지       | 11월 30일            | 유튜브 |
| 2018 | 디스패치                   | 《[ⓓxV] 막내즈 크리스마스 오프닝》                                                                                                 | 엄지                         | 12월 1일             | VLive |
| 2018 | 1theK                      | 《MMA 2018 MMA X 1theK 'Energy-Up Interview' (피로회복 인터뷰)》                                                                   | 여자친구                     | 12월 8일             | 유튜브 |
| 2018 | 1theK                      | 《[MMA X 1theK] Thank you for cheering GFRIEND! (여자친구를 응원해줘서 고마워!)》                                                  | 여자친구                     | 12월 11일            | 유튜브 |
| 2018 | C CHANNEL                  | 《에어플레인 모드》 | 예린, 은하, 신비             | 12월 14일            | 유튜브 1 2 3 4 5                                                                                              |
| 2018 | 디스패치                   | 《[ⓓxV] 막내즈 크리스마스》 | 엄지                         | 12월 15일            | VLive 1 2 3                                                                                                   |
| 2018 | Arirang                    | 《[Simply K-Pop] GFRIEND(여자친구)‘s ADIEU 2018 !》                                                                                | 소원, 은하, 신비, 엄지       | 12월 21일            | 유튜브 |
| 2018 | 씨페스티벌                 | 《코엑스 윈터페스티벌 2018》 | 여자친구                     | 12월 23일            | 개막식 2 3 4 먹방                                                                                             |
| 2018 | 팬매거진                   | 《[카카오 오리지널] 팬매거진X1theK '여자친구 편'》                                                                                 | 여자친구                     | 12월 24일            | 본편 비하인드 1 2 3                                                                                           |
| 2019 | Arirang                    | 《[Simply K-Pop] K-Pop Idols' New Year's greetings_ 010419 》                                                                      | 소원, 은하, 신비, 엄지       | 1월 4일              | 유튜브 |
| 2019 | 킼TV                       | 《노는오빠》 | 소원, 예린, 은하, 신비, 엄지 | 1월 10일             | 선공개 비하인드1 1 2 비하인드2 3 비하인드 3 통합편                                                            |
| 2019 | SBS                        | 《가로채널》 | 은하, 신비, 엄지             | 1월 10일             | 선공개 |
| 2019 | Dingo                      | 《여자친구 신곡 "해야" 안무 영상!! GFRIEND - Sunrise \| Performance video (4K) \| [MOVE REC] 》                                    | 여자친구                     | 1월 14일             | 유튜브 |
| 2019 | GlanceTV                   | 《여자친구 히든트랙》 | 여자친구                     | 1월 14일             | 선공개 MV인터뷰 1편 2편 스페셜                                                                                |
| 2019 | Mnet                       | 《[릴레이댄스] 여자친구(GFRIEND) - 해야(Sunrise) 》                                                                                | 여자친구                     | 1월 14일             | 유튜브 |
| 2019 | Mnet                       | 《[Selfie MV] 여자친구(GFRIEND) - 해야(Sunrise) 》                                                                                 | 여자친구                     | 1월 16일             | 유튜브 |
| 2019 | 디스패치                   | 《[ⓓxV] "비주얼, Only 1" (여자친구 : GFRIEND)》                                                                                    | 여자친구                     | 1월 16일             | VLive |
| 2019 | 1theK                      | 《Special Clip(스페셜클립): GFRIEND(여자친구) _ Sunrise(해야)》                                                                    | 여자친구                     | 1월 16일             | 유튜브 |
| 2019 | 1theK                      | 《[1theK Dance Cover Contest] GFRIEND(여자친구) _ Sunrise(해야)(mirrored ver.) 》                                                  | 여자친구                     | 1월 17일             | 유튜브 신비 은하                                                                                              |
| 2019 | 에스트라                   | 《뷰리바밤》 | 예린                         | 1월 17일             | 전체 1 2 3 4                                                                                                  |
| 2019 | Dingo                      | 《뮤비는 셀프-여자친구(GFRIEND) 》                                                                                                 | 여자친구                     | 1월 18일             | 유튜브 |
| 2019 | 피키픽쳐스                 | 《장어 한 사발 들이키고 열정 대폭발한 여자친구(GFRIEND) [엄마가 잠든후에] #칼군무 》                                               | 여자친구                     | 1월 18일             | 유튜브 |
| 2019 | SBS MTV                    | 《더쇼 퇴근길 Live》 | 여자친구                     | 1월 22일             | VLive |
| 2019 | SBS MTV                    | 《GFRIEND's THE SHOW CHOICE (feat. ASTRO) [non-edited ver.] [THE SHOW 190122] 》                                                   | 여자친구                     | 1월 24일             | 유튜브 |
| 2019 | Mnet                       | 《[하이라이브] 여자친구의 'Time for us' 앨범 하이라이트 메들리♪ (GFRIEND Highlight Medley)》                                       | 여자친구                     | 1월 26일             | 유튜브 |
| 2019 | KBS                        | 《뮤직뱅크 1월 4주 1위 세리머니 미방컷》                                                                                           | 여자친구                     | 1월 28일             | 네이버TV |
| 2019 | MBC                        | 《[통한의 통편집] 언더나인틴 - 예비돌 상담소》                                                                                     | 예린                         | 1월 28일             | 1 2 3 4 |
| 2019 | Arirang                    | 《After School Club》 | 여자친구                     | 1월 29일             | 유튜브 비하인드 1 2 3 4                                                                                       |
| 2019 | SBS MTV                    | 《GFRIEND_gif.zip(해야_사녹_미공개_짤_모음) [THE SHOW]》                                                                           | 여자친구                     | 1월 31일             | 유튜브 |
| 2019 | 퍼프                       | 《[퍼프아이돌]》 | 여자친구                     | 2월 1일              | 본편 스페셜                                                                                                   |
| 2019 | MBC                        | 《여자친구(GFRIEND)의 새해 운세는!? 뼈때리는 포춘쿠키에 장난기 뿜뿜하는 갓자친구[포춘연구소]》                                     | 소원, 은하, 유주, 신비, 엄지 | 2월 4일              | 유튜브 |
| 2019 | MBC every1                 | 《주간아이돌 미방분》 | 소원, 예린, 은하, 신비       | 2월 6일              | 네이버TV |
| 2019 | STARK                      | 《아이돌 리그》 | 여자친구                     | 2월 8일              | 1 2 3 4 5 6                                                                                                   |
| 2019 | Marie Claire               | 《[마리끌레르] 여자친구 여친이들의 사랑스러운 필름화보》                                                                           | 여자친구                     | 2월 10일             | 유튜브 |
| 2019 | EVISU                      | 《에비수 2019 봄 메이킹》 | 신비                         | 2월 11일             | 유튜브 |
| 2019 | Billboard Korea            | 《23 Things About GFriend(여자친구) You Should Know!》                                                                             | 여자친구                     | 2월 14일             | 유튜브 |
| 2019 | Music K Entertainment      | 《[김수찬] 퀘스트 해결사 : Quest3. 여자친구에게 음방 고수의 팁을 전수받아라!》                                                     | 여자친구                     | 2월 14일             | 네이버TV |
| 2019 | NYLONTV KOREA              | 《[NYLON STAR] 여자친구 화보 촬영 스케치》                                                                                         | 여자친구                     | 2월 19일             | 유튜브 |
| 2019 | Mnet                       | 《MEET&GREET》 | 여자친구                     | 2월 22일             | 유튜브비하인드                                                                                                |
| 2019 | Cosmopolitan Korea         | 《여자친구 엄지의 미모열일 뷰티 화보 현장 + 귀여운 인터뷰까지 [코스모토크]》                                                       | 엄지                         | 2월 22일             | 유튜브 |
| 2019 | Celeb Alarm                | 《셀럽 알람 - 여자친구 은하》 | 은하                         | 3월 7일              | 유튜브 |
| 2019 | MBC                        | 《[별밤 50주년] 여자친구의 축하 메시지!》                                                                                          | 여자친구                     | 3월 20일             | 유튜브 |
| 2019 | ELLE KOREA                 | 《여자친구 소원이와 댕댕이 먼지 등장! 초보 댕댕이 엄마들을 위한 소원이의 애견 용품 추천템!》                                       | 소원                         | 3월 27일             | 유튜브 |
| 2019 | 뮤플리                     | 《여자친구(GFRIEND) - 짠(ZZAN) by 아이돌리스트 》                                                                                  | 여자친구                     | 4월 3일              | 무편집 |
| 2019 | ELLE KOREA                 | 《여자친구 유주 데뷔 4년만에 최초 민낯 공개! 유주의 데일리 셀프 메이크업!》                                                        | 유주                         | 4월 5일              | 유튜브 |
| 2019 | starshipTV                 | 《[Making Film] 은하 (Eunha) X 라비 (Ravi) - BLOSSOM (Prod. Groovyroom)》                                                          | 은하                         | 4월 11일             | 유튜브 |
| 2019 | starshipTV                 | 《[Making Film] 은하 (Eunha) X 라비 (Ravi) - BLOSSOM (Prod. Groovyroom) 녹음실》                                                   | 은하                         | 4월 12일             | 유튜브 |
| 2019 | Dingo                      | 《[딩고X펩시] 펩시 댄스 챌린지 OPEN!! 펩시들고 춤추기만 하면 엄청난 상품이?!?!?!?》                                                | 은하                         | 4월 22일             | 유튜브 |
| 2019 | EVISU                      | 《에비수 2019 여름 메이킹영상》 | 신비                         | 4월 22일             | 유튜브 |
| 2019 | ELLE KOREA                 | 《여자친구 예린, 원피스 덕후의 최애 원피스는? MY FAVORITE♥》                                                                       | 예린                         | 4월 23일             | 유튜브 |
| 2019 | Celeb Alarm                | 《삼성 셀럽알람 미공개 메이킹 - 여자친구 은하》                                                                                    | 은하                         | 5월 10일             | 유튜브 |
| 2019 | 현대자동차그룹             | 《여자친구와 쏘나타가 함께한 아름다운 하루》                                                                                       | 여자친구                     | 5월 10일             | 유튜브 |
| 2019 | ELLE KOREA                 | 《여자친구 신비의 몸매 관리 방법은? l MY FAVORITE♥ GFRIEND SinB Pilates Item》                                                     | 신비                         | 5월 20일             | 유튜브 |
| 2019 | Official Verta TV          | 《K-Wave Special Gfriend》 | 여자친구                     | 5월 21일             | 1 2 3 4 |
| 2019 | Mnet                       | 《SIN B X MINA MYUNG 'Sweet but psycho' l [COVERS]》                                                                               | 신비                         | 6월 15일             | 티저 풀버전                                                                                                   |
| 2019 | LG Uplus AR                | 《U+AR 여자친구가 불러주는 AR 생일축하송》                                                                                         | 소원, 예린                   | 6월 19일             | 유튜브 |
| 2019 | Mubeat                     | 《[KMF X Mubeat] K-POP Music Festival 현장 인터뷰 공개! part.1》                                                                   | 여자친구                     | 6월 19일             | 유튜브 |
| 2019 | KBS예능                    | 《여자친구 유주&은하 <안녕하세요> 대기실 vlive!》                                                                                  | 은하, 유주                   | 6월 23일             | VLive |
| 2019 | GlanceTV                   | 《여자친구(GFRIEND) 열대야(FEVER) 뽀!인트 안무 알려드려유~ 무더위 뿌시는 여치니들이 직접 갈쳐쥼 ㅣ렛뮤:톡ㅣ》                      | 여자친구                     | 7월 2일              | 유튜브 |
| 2019 | 디스패치                   | 《[ⓓxV] “무더위 따위 시원하게 날려줄게” (여자친구 : GFRIEND)》                                                                     | 여자친구                     | 7월 2일              | VLive |
| 2019 | 디스패치                   | 《[ⓓxV] “Summer night fever” (여자친구 : GFRIEND)》                                                                                | 여자친구                     | 7월 3일              | VLive |
| 2019 | ALL THE K-POP              | 《주간아이돌 미방분》 | 여자친구                     | 7월 3일              | 유튜브 전체 소원 예린 은하 유주 신비 엄지 미방분 1 2                                                          |
| 2019 | Mnet                       | 《[릴레이댄스] 여자친구(GFRIEND) - 열대야(Fever)》                                                                                 | 여자친구                     | 7월 3일              | 유튜브 |
| 2019 | Mnet                       | 《[DANCE THE X] 여자친구(GFRIEND) - 열대야(Fever)》                                                                                | 여자친구                     | 7월 7일              | 티저 유튜브                                                                                                   |
| 2019 | Dingo                      | 《여자친구 멤버들 촬영 중 너무 웃겨서 울어버렸다?!ㅋㅋ 마피아댄스 GFRIEND - FEVER MAFIA DANCE 》                                   | 여자친구                     | 7월 8일              | 티저 유튜브                                                                                                   |
| 2019 | 디스패치                   | 《"지금 이순간, 열대야" (여자친구 : GFRIEND)》                                                                                     | 여자친구                     | 7월 8일              | VLive |
| 2019 | SBS MTV                    | 《더쇼 퇴근길 Live》 | 여자친구                     | 7월 9일              | Vlive |
| 2019 | 세이브펫챌린지             | 《앙꼬 엄마의 도전! I 여자친구(GFRIEND) 신비(SINB)가 도전한 10초 미션의 결과는?)》                                                 | 신비                         | 7월 9일              | 유튜브 |
| 2019 | The K-POP                  | 《여자친구, 행덕라이브 Full Version [더 쇼 190709]》                                                                               | 예린, 은하, 유주, 신비, 엄지 | 7월 9일              | 유튜브 |
| 2019 | The K-POP                  | 《여자친구, 더 쇼 쵸이스 (무편집본) [더 쇼, 직캠, 190709] 60p》                                                                    | 여자친구                     | 7월 10일             | 유튜브 |
| 2019 | The K-POP                  | 《여자친구, 엄지랜드와 예린헬스에 오신 걸 환영합니다. [내 멤버의 비즈니스]》                                                       | 여자친구                     | 7월 10일             | 유튜브 |
| 2019 | Mnet                       | 《니얌니얌》 | 예린                         | 7월 10일~9월 11일    | 유튜브 티저 1화 2화 3화4화 5화 6화 7화 8화9화10화                                                             |
| 2019 | OSEN                       | 《스타로드》 | 예린, 은하, 유주, 신비, 엄지 | 7월 10일~27일        | 1 2 3 4 5 6 7 8 9 10 11 12                                                                                    |
| 2019 | Hidden Track No.V          | 《여자친구가 추천하는 휴가철 듣기 좋은 노래》                                                                                      | 예린, 은하, 유주, 신비, 엄지 | 7월 12일             | VLive |
| 2019 | SBS KPOP PLAY              | 《여자친구 인기가요 출첵라이브》                                                                                                   | 여자친구                     | 7월 14일             | 유튜브 1 2 |
| 2019 | The K-POP                  | 《여자친구 더 쇼 퇴근길 셀프캠 (190709)》                                                                                          | 여자친구                     | 7월 15일             | 유튜브 |
| 2019 | KBS                        | 《뮤직뱅크 7월 2주 1위 세리머니 미방컷》                                                                                           | 여자친구                     | 7월 15일             | 네이버TV |
| 2019 | 모비딕                     | 《스위트》 | 여자친구                     | 7월 15일, 22일       | 티저 1회 2회                                                                                                  |
| 2019 | SBS KPOP PLAY              | 《[앵콜CAM] 여자친구 인기가요 1위 앵콜 직캠 여친이 '열대야' 막방에 1위 타써》                                                      | 여자친구                     | 7월 16일             | 유튜브 |
| 2019 | Celeb Alarm                | 《삼성 셀럽알람 3차버전 미공개 메이킹 - 여자친구 은하》                                                                            | 은하                         | 7월 16일             | 유튜브 |
| 2019 | The K-POP                  | 《여자친구, 쏘리더의 리더직을 위협한 새로운 리더형 멤버는 누구? [내 멤버의 MBTI]》                                                 | 여자친구                     | 7월 17일             | 유튜브 |
| 2019 | The K-POP                  | 《여자친구 비하인드 더 쇼 190709》                                                                                                 | 여자친구                     | 7월 19일             | 유튜브 |
| 2019 | Mnet                       | 《[M2 The Top Video] REPLAY GFRIEND(여자친구)》                                                                                    | 여자친구                     | 7월 22일             | 유튜브 |
| 2019 | SBS KPOP PLAY              | 《[랜덤1열댄스] RANDOM 1LINE DANCE 여자친구(GFRIEND)》                                                                             | 여자친구                     | 7월 22일             | 유튜브 |
| 2019 | KBS World TV               | 《GFRIEND Winning Moments Part 1》                                                                                                 | 여자친구                     | 7월 25일             | 유튜브 |
| 2019 | KBS World TV               | 《위 케이팝》 | 여자친구                     | 7월 26일, 8월 2일    | 카카오tv 3회4회 미방분                                                                                        |
| 2019 | JTBC                       | 《아이돌룸 미방분》 | 여자친구                     | 7월 31일             | |
| 2019 | Arirang                    | 《[Pops in Seoul] Fever(열대야)! GFRIEND(여자친구)'s MV Shooting Sketch》                                                          | 여자친구                     | 7월 31일             | 유튜브 |
| 2019 | 스튜디오 프리즘            | 《여자친구가 전하는 이슈메이커스 응원 메세지》                                                                                     | 여자친구                     | 8월 2일              | 유튜브 |
| 2019 | Celeb Alarm                | 《삼성 셀럽알람 4차버전 미공개 메이킹 – 여자친구 은하》                                                                            | 은하                         | 8월 5일              | 유튜브 |
| 2019 | Allure Korea               | 《여자친구(Gfriend), 단 하루만 다른 멤버의 얼굴로 살아볼 수 있다면?》                                                              | 여자친구                     | 8월 8일              | 유튜브 |
| 2019 | Mnet K-POP                 | 《[엠카극장 메이킹] 여자친구(GFRIEND) NG컷 모음》                                                                                  | 여자친구                     | 8월 9일              | 유튜브 |
| 2019 | Google Play Korea          | 《여자친구 은하의🌌짜장라면 레시피 &🎮꿈의 정원 I 은하의 #개인플레이 인터뷰》                                                      | 은하                         | 8월 9일              | 유튜브 |
| 2019 | Electronic Arts Korea      | 《심즈: 인생을 플레이하세요 (Play With Life)》                                                                                     | 은하                         | 8월 9일              | 유튜브 |
| 2019 | NineEntertain Official     | 《เฮฮาหน้ากอง : ENJOY WITH GFRIEND 》                                                                                               | 여자친구                     | 8월 10일             | 유튜브 |
| 2019 | zaobao.sg                  | 《여자친구 싱가포르 인터뷰 with zaobao》                                                                                           | 여자친구                     | 8월 14일, 20일       | 1 2 |
| 2019 | U-NEXT                     | 《GFRIEND Summer Vacation in 오키나와》                                                                                            | 여자친구                     | 8월 14일~10월 18일   | |
| 2019 | Arirang                    | 《[Simply K-Pop] K-Pop Stars Celebrate the 20th Anniversary _ Ep.375》                                                             | 여자친구                     | 8월 16일             | 유튜브 |
| 2019 | E! K-Popping               | 《Get Hot This Fever Season with GFRIEND E! K-Popping》                                                                            | 여자친구                     | 8월 16일             | 공식사이트 |
| 2019 | SHOPEE Indonesia           | 《GFRIEND Exclusive Online Fanmeeting》                                                                                            | 여자친구                     | 8월 17일             | 유튜브 |
| 2019 | OSEN                       | 《#여자친구 '스타로드'에 또 찾아왔다?! (feat. 1주년)》                                                                             | 여자친구                     | 8월 17일             | VLive |
| 2019 | EVISU                      | 《에비수(EVISU) 2019 가을 메이킹 영상》                                                                                            | 신비                         | 9월 2일              | 유튜브 |
| 2019 | SBS MTV                    | 《여자친구 스쿨어택 무대 뒤에서 학생 놀래킬 준비 중 ㅋㅋ》                                                                         | 여자친구                     | 9월 2일              | 유튜브 |
| 2019 | 트렌드위드미               | 《쇠리다의 자리를 노리는 여친이들의 반란?! (feat. 무대 뒤 비하인드 스토리) [트렌드위드미S2 비하인드]》                             | 여자친구                     | 9월 6일              | 유튜브 |
| 2019 | V MUSIC                    | 《PEPSI PROJECT SHOWCASE - FOR THE LOVE OF IT》                                                                                    | 예린, 은하, 유주, 신비, 엄지 | 9월 8일              | VLive |
| 2019 | STUDIO K                   | 《[K-Choreo 4K] 여자친구 직캠 'Fever(열대야)' (GFRIEND Choreography) l @MusicBank 190712 》                                        | 여자친구                     | 9월 11일             | 유튜브 |
| 2019 | tvN Asia                   | 《GFRIEND ♥ Which member would be the best boyfriend?》                                                                            | 여자친구                     | 9월 20일             | 유튜브 |
| 2019 | HEARTBEAT                  | 《GFRIEND Greeting to VFANS》 | 소원                         | 9월 21일             | VLive |
| 2019 | V HEARTBEAT                | 《V HEARTBEAT LIVE SEPTEMBER 2019》                                                                                                | 여자친구                     | 9월 28일             | VLive 팬사인회무대                                                                                            |
| 2019 | 뇌피셜                     | 《봄vs가을 토론에서 김종민 멘탈 탈수기돌려버린 여자친구 신비,엄지 [뇌피셜]》                                                       | 신비, 엄지                   | 10월 2일             | 유튜브 |
| 2019 | K-WAVE                     | 《GFRIEND - Fever + Time For The Moon Night[SMUF K-POP 191006]》                                                                   | 여자친구                     | 10월 6일             | 유튜브 |
| 2019 | The K-POP                  | 《GFRIEND, INTRO+FEVER [SUMF K-POP, Fancam, 191006]/GFRIEND, Time for the moon night [SUMF K-POP, Fancam, 191006]》                | 여자친구                     | 10월 8일             | 유튜브 1 2 |
| 2019 | MBCkpop                    | 《여자친구 스페셜 ★'유리구슬'부터 '열대야'까지★》                                                                                  | 여자친구                     | 10월 9일             | 유튜브 |
| 2019 | 트라이어스엔터테인먼트     | 《백지영 (Beak Z Young) '우리가' - Cover by. 유주》                                                                                | 유주                         | 10월 9일             | 유튜브 |
| 2019 | 디스패치                   | 《[ⓓxV] “투정라인의 MIXED UP MAKEUP” (예린, 은하 : GFRIEND)》                                                                      | 예린, 은하                   | 10월 11일            | VLive |
| 2019 | V TODAY VIETNAM OFFICIAL   | 《[Exclusive] GFriend: 'Bề ngoài vậy thôi chứ chúng tôi rất thẳng tính'》                                                          | 여자친구                     | 10월 18일            | VLive |
| 2019 | V TODAY VIETNAM OFFICIAL   | 《[Exclusive] GFriend ngỡ ngàng vì Yuju thắng game nhanh như chớp 》                                                               | 여자친구                     | 10월 19일            | VLive |
| 2019 | K-WAVE                     | 《여자친구 - 열대야 + 밤 [2019 BOF 191020] 》                                                                                      | 여자친구                     | 10월 19일            | 유튜브 |
| 2019 | 모바일 라이브 퍼프 PUFF    | 《[1인칭 비디오] 여자친구(GFRIEND) 소원 편》                                                                                       | 소원, 은하, 유주, 엄지       | 10월 22일~11월 2일   | 소원 유주 은하엄지                                                                                            |
| 2019 | 덤덤 스튜디오              | 《《돌아왔Zip》펫시터가 된 데뷔 63일차 여자친구! 상큼함은 처음부터였다구요♥》                                                      | 여자친구                     | 10월 28일            | 유튜브 |
| 2019 | 한밤 자료실                | 《여자친구 요즘 뭐하고 놀아요? 소소해서 더 슬픈 대답은? (데뷔시절 인터뷰인게 함정)》                                               | 여자친구                     | 10월 28일            | 유튜브 |
| 2019 | SBS FiL                    | 《말도 잘하고 예쁜 것도 잘 하는 (갓)여자친구(갓)♥》                                                                                | 여자친구                     | 11월 3일             | 유튜브 |
| 2019 | 덤덤 스튜디오              | 《귀여운 대형견 '망고'야 안녕♥》                                                                                                   | 여자친구                     | 11월 4일             | 유튜브 |
| 2019 | 호남대TV                   | 《[4K] 직캠 20191029_화합페스티벌 축하무대 '여자친구'》                                                                            | 여자친구                     | 11월 5일             | 유튜브 |
| 2019 | 그랑TV                     | 《잼있는버스 ep.8》 | 엄지                         | 11월 7일             | 1편 2편 |
| 2019 | 덤덤 스튜디오              | 《《돌아왔Zip》 여자친구 예린 류블랴나 성의 공주 되다?! I Europe, that GFriend Loves》                                             | 예린, 신비                   | 11월 8일             | 유튜브 |
| 2019 | 덤덤 스튜디오              | 《《돌아왔Zip》 펫시터로 대변신한 '여자친구'와 '몽&탄 남매' 산책하기》                                                             | 여자친구                     | 11월 11일            | 유튜브 |
| 2019 | 덤덤 스튜디오              | 《은하&유주&소원 비엔나 슈테판 대성당 투어 I Europe, that GFriend Loves》                                                          | 소원, 은하, 유주             | 11월 15일            | 유튜브 |
| 2019 | 덤덤 스튜디오              | 《《돌아왔Zip》 펫시터 언니팀과 동생팀의 인터넷 생방송 대결》                                                                      | 여자친구                     | 11월 18일            | 유튜브 |
| 2019 | 덤덤 스튜디오              | 《여자친구 소원 미슐랭 레스토랑 혼밥 도전?! I Europe, that GFriend Loves》                                                         | 소원, 은하, 유주             | 11월 22일            | 유튜브 |
| 2019 | 덤덤 스튜디오              | 우리가 맛있는거 만들어 줄게!♥ I Girlfriend, Take Care of My Dog》                                                                  | 유주, 신비, 엄지             | 11월 25일            | 유튜브 |
| 2019 | 셀럽티비                   | 《2019 PEPSI CONCERT RAVI(라비) x Eunha(은하) - BLOSSOM》                                                                          | 은하                         | 11월 29일            | 유튜브 |
| 2019 | 셀럽티비                   | 《2019 PEPSI CONCERT GFRIEND(여자친구) 열대야(Fever), 시간을 달려서(Rough), 밤(Time for the moon night)》                          | 여자친구                     | 12월 3일             | 유튜브 |
| 2019 | 덤덤 스튜디오              | 《여자친구 신비의 버킷리스트 페러글라이딩 도전!? I Europe, that GFriend Loves》                                                    | 예린, 신비                   | 12월 9일             | 유튜브 |
| 2019 | zonakorea                  | 《INTERVIEW DENGAN GFRIEND》 | 여자친구                     | 12월 11일            | 유튜브 |
| 2019 | SHOPEE Indonesia           | 《Shopee X GFRIEND 무대 Shopee 12.12 Birthday Sale》                                                                               | 여자친구                     | 12월 12일            | Vacation 열대야                                                                                               |
| 2019 | TRANS TV Official          | 《INSERT - Press Conference Gfriend (13/12/19)》                                                                                   | 여자친구                     | 12월 13일            | 유튜브 |
| 2019 | ALL THE K-JAM              | 《[월요병예방] 오늘은 여자친구와 멜로디데이~♡♥》                                                                                   | 여자친구                     | 12월 14일            | 유튜브 |
| 2019 | The K-POP                  | 《미공개 영상 포함! 아이돌 별 현타에 대처하는 유형》                                                                               | 예린, 은하, 유주, 신비, 엄지 | 12월 16일            | 유튜브 |
| 2019 | Mnet K-POP                 | 《찐으로 배우신 분 컨셉 장인 여자친구 입학부터 방학 졸업까지 학교 3부작 모아보기 ♡》                                               | 여자친구                     | 12월 18일            | 유튜브 |
| 2019 | Mnet K-POP                 | 《댄브 없는 여자친구 무대 상상할 수 없어,, 세상 청순한 의상으로 파워풀한 댄스 선보이는 여자친구 무대모음♥》                        | 여자친구                     | 12월 19일            | 유튜브 |
| 2019 | Mnet K-POP                 | 《마지막까지 완벽한 안무장인 여자친구 엔딩파트만 모아봄! 그들의 칼각에 베여서 키보드가 피범벅♥》                                   | 여자친구                     | 12월 19일            | 유튜브 |
| 2019 | Mnet K-POP                 | 《버디들을 위한 귀청소 영상♥ 여자친구 수록곡 띵곡들 무대만 모아봄. 안 좋은 노래가 없쟈나 증맬루,,ㅠ》                              | 여자친구                     | 12월 19일            | 유튜브 |
| 2019 | Mnet K-POP                 | 《칼군무의 정석! 아이돌 안무의 교과서! 여자친구 작정하고 춤 추는 도임부 모음♥ 걸크모먼트에 버디들 심장 멎는다,,》                  | 여자친구                     | 12월 19일            | 유튜브 |
| 2019 | Mnet K-POP                 | 《요정들은 어떤 옷을 입을까? 파워청순 유리구슬부터 힙한 열대야까지 여자친구 무대의상 모음Zip 보고 대리만족 중♥》                   | 여자친구                     | 12월 19일            | 유튜브 |
| 2019 | SOMESING 썸씽              | 《아티스트와 함께하는 썸씽 New 메뉴 런칭기념 - K-POP 아이돌 여자친구와 듀엣하기!》                                                 | 여자친구                     | 12월 19일            | 유튜브 |
| 2019 | KBSKpop                    | 《여자친구 직캠 '열대야(Fever)'》                                                                                                  | 여자친구                     | 12월 20일            | 전체 소원 예린 은하 유주 신비 엄지                                                                            |
| 2019 | CNN Indonesia              | 《Special Q&A CNN Indonesia》 | 여자친구                     | 12월 21일            | 1 2 3 |
| 2019 | The K-POP                  | 《볼링공이 되어 우리 마음 부숴버린 전설의 구슬,, 갓자친구 데뷔곡 유리구슬 모음집♥ 사랑해! 너만을!》                                | 여자친구                     | 12월 21일            | 유튜브 |
| 2019 | SHOPEE Indonesia           | 《GFRIEND (여자친구) - ME GUSTAS TU Edisi Kejutan Eksklusif dari GFRIEND》                                                         | 여자친구                     | 12월 22일            | 유튜브 |
| 2019 | The K-POP                  | 《여자친구 모아보아SHOW[THE SHOW 2019]》                                                                                           | 여자친구                     | 12월 23일            | 유튜브 |
| 2019 | EVISU KOREA                | 《에비수(EVISU)_SF9 & 신비_크리스마스 인사영상 》                                                                                  | 신비                         | 12월 23일            | 유튜브 123 |
| 2019 | The K-POP                  | 《VCR 속 귀염뽀짝 아이돌 연기 모음 [THE SHOW 2019] 》                                                                              | 예린, 은하, 유주             | 12월 24일            | 유튜브 |
| 2019 | 엘르 코리아                | 《여자친구 예린, 신비의 유포리아 룩 버전은? 》                                                                                     | 예린, 신비                   | 12월 24일            | 유튜브 |
| 2019 | SBS Entertainment          | 《바닷속 은하 공주의 Part of Your World ♬ 》                                                                                       | 은하                         | 12월 25일            | 유튜브 |
| 2019 | SBS Entertainment          | 《솔라x은하x승희, 겨울왕국 콜라보 ‘Let It Go X Into the Unknown’ 》                                                                | 은하                         | 12월 25일            | 유튜브 |
| 2019 | SBS KPOP PLAY              | 《[2019 가요대전] 승희X은하X솔라'디즈니ost' 스페셜스테이지풀캠(WENDY X SEUNG HEE X EUNHA X SOLAR) 》                               | 은하                         | 12월 25일            | 유튜브 |
| 2019 | SBS KPOP PLAY              | 《[2019 가요대전] 여자친구 '해야 + 열대야' 풀캠 (GFRIEND ‘Sunrise + Fever’ FANCAM) 》                                              | 여자친구                     | 12월 25일            | 유튜브 |
| 2019 | SBS Entertainment          | 《찬란한 여자친구의 애절한 ‘해야’》                                                                                                | 여자친구                     | 12월 25일            | 유튜브 |
| 2019 | SBS Entertainment          | 《여자친구, 잠 못 들게 하는 그녀들만의 ‘열대야’》                                                                                  | 여자친구                     | 12월 25일            | 유튜브 |
| 2019 | 씨페스티벌                 | 《[코엑스 윈터페스티벌2019] 1대 위시돌 여자친구의 축전영상💛》                                                                     | 여자친구                     | 12월 25일            | 유튜브 |
| 2019 | Mnet K-POP                 | 《6명이 1명처럼 보이는 기적 행하는 여자친구 일렬댄스 모음♥ 수많은 덕통사고 낸 여자친구 걸크뿜뿜 모먼트》                           | 여자친구                     | 12월 25일            | 유튜브 |
| 2019 | Mnet K-POP                 | 《공주 비주얼 폭발하는 여자친구 해야 교차편집♥ 지금부터 제 이름은 '해'입니다》                                                     | 여자친구                     | 12월 26일            | 유튜브 |
| 2019 | Mnet K-POP                 | 《러블리즈, 여자친구, 에이프릴 심장 상큼하게 터져버릴 것 같은 여돌 숨겨진 띵곡만 모아봄 ③탄 ♥》                                    | 여자친구                     | 12월 26일            | 유튜브 |
| 2019 | Mnet K-POP                 | 《칼군무 무대 맛집 ♡ 손가락 마디 움직임까지 칼박 여자친구, 드림캐쳐, 트와이스 무대 모음》                                          | 여자친구                     | 12월 27일            | 유튜브 |
| 2019 | SBS KPOP PLAY              | 《[2019 가요대전] 여자친구 '해야 + 열대야'》                                                                                       | 여자친구                     | 12월 28일            | 유튜브 소원 예린 은하 유주 신비 엄지                                                                          |
| 2019 | KBS Kpop                   | 《[360 VR] 2019 KBS 가요대축제》                                                                                                   | 여자친구                     | 12월 30일            | 유튜브 2부 3부                                                                                                |
| 2019 | KBS Kpop                   | 《여자친구 직캠 '해야+열대야(Fever)'》                                                                                             | 여자친구                     | 12월 30일            | 전체 소원 예린 은하 유주 신비 엄지                                                                            |
| 2019 | Mnet K-POP                 | 《치여도 너무 치이는 걸그룹 칼군무 모음집! 여자친구, ITZY, 트와이스까지♥ 멋쁨이란 바로 이럴 때 쓰는거쥬?》                         | 여자친구                     | 12월 30일            | 유튜브 |
| 2019 | M2                         | 《[릴레이댄스] 2019 M2 릴레이댄스 총결산! (Relay Dance Highlights)》                                                               | 여자친구                     | 12월 30일            | 유튜브 |
| 2019 | M2                         | 2019년 가장 사랑받은 M2 컨텐츠는?》                                                                                                | 여자친구                     | 12월 31일            | 유튜브 |
| 2019 | STUDIO CHOOM               | 《👑2019 QUEEN's ERA👑 with STUDIO CHOOM》                                                                                         | 신비                         | 12월 31일            | 유튜브 |
| 2020 | VISITKOREA                 | 《Hallyu Star introducing top tourist attractions In South Korea - GFRIEND “Jeju Island”》                                         | 신비, 엄지                   | 1월 2일              | 유튜브 |
| 2020 | SBS예능                    | 《[2019 SBS 가요대전] '어서와 파티존 포토월은 처음이지? 포토월 비하인드' / SBS Music Awards Behind》                               | 여자친구                     | 1월 7일              | VLive |
| 2020 | KBS 골든케이팝             | 《여자친구 - [열린음악회] 20190210》                                                                                               | 여자친구                     | 1월 8일              | 유튜브 해야밤                                                                                                 |
| 2020 | 네이버 나우                | 《[어벤걸스] 어벤걸스 입덕포인트 모음.ZIP🗂》                                                                                       | 은하                         | 1월 8일              | 네이버tv |
| 2020 | The K-POP                  | 《[THESHOW 역대MC모음.ZIP] 더쇼의 여자친구 ★예린★ 편》                                                                             | 예린                         | 1월 9일              | 유튜브 |
| 2020 | The K-POP                  | 《[데뷔 무대] '유명한 투리구슬처럼 영원히 빛나줄 여친이들' 여자친구(GFRIEND) - White + 유리구슬 (Glass Bead)》                     | 여자친구                     | 1월 21일             | 유튜브 |
| 2020 | KBS Kpop                   | 《[MV] 지구별 여행자 BY 가요대축제 전 출연자 [2019 KBS 가요대축제] 20191227》                                                      | 여자친구                     | 1월 22일             | 유튜브 |
| 2020 | Kstylenews                 | 《【Kstyle8周年】GFRIENDからお祝いメッセージが到着！》                                                                             | 여자친구                     | 1월 22일             | 유튜브 |
| 2020 | SBS KPOP PLAY              | 《[KPOP스페셜] 찍찍!찍찍! 아이돌계 🐹쥐띠들 파트별로 모아봤.zip》                                                                  | 여자친구                     | 1월 24일             | 유튜브 |
| 2020 | 덤덤 스튜디오              | 《여자친구 '바람에 날려' 360° VR Dance》                                                                                           | 소원, 예린, 은하, 유주, 신비 | 1월 28일             | 유튜브 |
| 2020 | Whosfan                    | 《여자친구(GFRIEND) with Whoc Whoc INTERVIEW》                                                                                     | 여자친구                     | 1월 30일             | 유튜브 |
| 2020 | ALL THE K-POP              | 《[랜덤플레이댄스ZIP] 이래서 갓자친구 갓자친구 하나 봅니다,, l 여자친구(GFRIEND) l RandomPlayDance》                               | 여자친구                     | 1월 30일             | 유튜브 |
| 2020 | 엘르 코리아                | 《여자친구 예린, 신비의 극과극 부기 대처 팁(+ X손 인증 메이크업) GFRIEND YERIN & SINB's beauty game #ELLE뷰클》                    | 예린, 신비                   | 1월 30일             | 유튜브 |
| 2020 | 덤덤 스튜디오              | 《여자친구 '너 그리고 나' 360° VR dance》                                                                                          | 소원, 예린, 은하, 유주, 신비 | 1월 30일             | 유튜브 |
| 2020 | 덤덤 스튜디오              | 《여자친구 360° VR 하이라이트 모음》                                                                                               | 소원, 예린, 은하, 유주, 신비 | 2월 2일              | 유튜브 |
| 2020 | STUDIO CHOOM               | 《(Teaser)[BE ORIGINAL] GFRIEND '교차로(Crossroads)' (4K)》                                                                        | 여자친구                     | 2월 3일              | 유튜브 |
| 2020 | STUDIO CHOOM               | 《[BE ORIGINAL] 여자친구(GFRIEND) '교차로(Crossroads)' (4K)》                                                                      | 여자친구                     | 2월 4일              | 유튜브 |
| 2020 | Mnet K-POP                 | 《[컴백기념] 몽환적인 분위기로 돌아온 '여자친구(GFRIEND)'의 타이틀곡 모아듣기》                                                    | 여자친구                     | 2월 4일              | 유튜브 |
| 2020 | 덤덤 스튜디오              | 《여자친구 신비 슬로베니아 패러글라이딩 VR》                                                                                       | 신비                         | 2월 4일              | 유튜브 |
| 2020 | M2                         | 《[팅글인터뷰] ASMR로 듣는 '예린이의 무선 이어폰 이름은? (feat.귀지의 늪)' 여자친구 예린&은하 편》                                 | 예린, 은하                   | 2월 5일              | 유튜브 |
| 2020 | STUDIO CHOOM               | 《[UNFILTERED CAM] GFRIEND 'Crossroads(교차로)' 5K》                                                                               | 은하, 신비, 엄지             | 2월 5일              | 유튜브 은하신비엄지                                                                                           |
| 2020 | SBS KPOP PLAY              | 《신동가요》 | 여자친구                     | 2월 5일~7일          | 유튜브 예고123                                                                                                |
| 2020 | 덤덤 스튜디오              | 《여자친구 유주, 은하 비엔나 케른트너 거리 360° VR》                                                                               | 은하, 유주                   | 2월 6일              | 유튜브 |
| 2020 | Mnet K-POP                 | 《[4K] 200206 GFRIEND, EVERGLOW, LOONA, Golden Child ... M COUNTDOWN PHOTOTIME BEHIND》                                            | 여자친구                     | 2월 6일              | 유튜브 |
| 2020 | M2                         | 《[MPD직캠] 여자친구 직캠 4K ‘Labyrinth’ (GFRIEND FanCam) @MCOUNTDOWN_2020.2.6》                                                   | 여자친구                     | 2월 6일              | 유튜브 전체소원 예린은하 유주 신비 엄지                                                                       |
| 2020 | M2                         | 《[MPD직캠] 여자친구 직캠 4K ‘교차로(Crossroads)’ (GFRIEND FanCam) @MCOUNTDOWN_2020.2.6》                                          | 여자친구                     | 2월 6일              | 유튜브 전체소원예린은하 유주신비엄지                                                                          |
| 2020 | M2                         | 《[릴레이댄스] 여자친구(GFRIEND) - 교차로(Crossroads)》                                                                            | 여자친구                     | 2월 7일              | 유튜브 |
| 2020 | KBS Kpop                   | 《[K-Choreo 4K] 여자친구 직캠 '교차로 (Crossroads)' (GFRIEND Choreography) @MusicBank 200207》                                     | 여자친구                     | 2월 7일              | 유튜브 전체소원예린은하 유주신비엄지                                                                          |
| 2020 | MBCkpop                    | 《[킬포장인] ★여자친구 은하★ 킬링파트 모아보기》                                                                                   | 여자친구                     | 2월 7일              | 유튜브 |
| 2020 | SBS KPOP PLAY              | 《[안방1열 직캠4K] 여자친구 '교차로' 풀캠 (GFRIEND 'Crossroads' Full Cam)》                                                        | 여자친구                     | 2월 9일              | 유튜브 전체소원예린은하 유주신비엄지                                                                          |
| 2020 | STUDIO CHOOM               | 《여자친구(GFRIEND) '교차로(Crossroads)' (No Edit - 4K)》                                                                          | 여자친구                     | 2월 9일              | 유튜브 |
| 2020 | M2                         | 《[팅글인터뷰] (미공개) 예린이와 은하가 생각하는 서로의 리즈시절은?》                                                              | 예린, 은하                   | 2월 9일              | 유튜브 |
| 2020 | KBS Kpop                   | 《[K-Choreo] 여자친구 직캠 'LABYRINTH' (GFRIEND Choreography)》                                                                    | 여자친구                     | 2월 10일             | 유튜브 |
| 2020 | SBS KPOP PLAY              | 《[안방1열 직캠4K] 여자친구 'Labyrinth' 풀캠 (GFRIEND Fancam)》                                                                    | 여자친구                     | 2월 10일             | 유튜브 |
| 2020 | SBS KPOP PLAY              | 《[지미집캠] 여자친구 '교차로' 지미집 별도녹화 (GFRIEND 'Crossroads' JIMMY JIB STAGE) @SBS Inkigayo_2020.2.9》                     | 여자친구                     | 2월 10일             | 유튜브 |
| 2020 | SBS KPOP PLAY              | 《[페이스캠4K] 여자친구 '교차로' @SBS Inkigayo_2020.2.9》                                                                          | 여자친구                     | 2월 11일             | 유튜브 소원예린은하 유주신비엄지                                                                              |
| 2020 | SBS KPOP PLAY              | 《[안방1열 직캠4K] 여자친구 ‘Labyrinth’ @SBS Inkigayo_2020.2.9》                                                                   | 여자친구                     | 2월 11일             | 유튜브 예린은하신비엄지                                                                                       |
| 2020 | M2                         | 《[입덕직캠] 여자친구 직캠 4K ‘Labyrinth' @MCOUNTDOWN_2020.2.6》                                                                   | 여자친구                     | 2월 11일             | 유튜브 소원예린신비                                                                                           |
| 2020 | The K-POP                  | 《GFRIEND, ㅋㅋ DANCE(KK DANCE) Full ver. [THE SHOW 200211]》                                                                      | 여자친구                     | 2월 11일             | 유튜브 |
| 2020 | The K-POP                  | 《GFRIEND, THE SHOW CHOICE! (Non-edited ver.) [THE SHOW 200211]》                                                                  | 여자친구                     | 2월 11일             | 유튜브 |
| 2020 | 덤덤 스튜디오              | 《여자친구 예린, 신비 슬로베니아 블레드성 360° VR》                                                                                | 예린, 신비                   | 2월 11일             | 유튜브 |
| 2020 | JTBC Entertainment         | 《슈가맨3 릴레이 힌트 그리기, '??: 똥손 VS 금손 한 거 치고 수준의 차이가 별로 없어요!'여자친구 편》                                | 여자친구                     | 2월 12일             | 유튜브 |
| 2020 | JTBC Entertainment         | 《여자친구, 안무 연습 중 휘청였던 썰 풉니다.. (ft. 춤.신.춤.왕 신비)》                                                             | 여자친구                     | 2월 12일             | 유튜브 |
| 2020 | 딩고 뮤직                  | 《[4K] 여자친구⭐️교차로(Crossroads) ⭐️ 세로라이브 ㅣ 여친이들이랑 노래방오면 이런가요?! ㅣ 딩고뮤직 Dingo Music l GFRIEND》        | 여자친구                     | 2월 12일             | 유튜브 |
| 2020 | The K-POP                  | 《여자친구, 교차로 포커스, 하이! 컨택 [더 쇼 200211]》                                                                             | 여자친구                     | 2월 12일             | 유튜브 소원예린은하 유주신비엄지                                                                              |
| 2020 | M2                         | 《[입덕직캠] 여자친구 직캠 4K ‘교차로(Crossroads)’ @MCOUNTDOWN_2020.2.6》                                                          | 여자친구                     | 2월 12일             | 유튜브 은하유주엄지                                                                                           |
| 2020 | 1theK Originals            | GFRIEND _ Labyrinth (래버린스) \| 퍼포먼스 \| 스페셜클립 \| Special Clip \| Performance》                                          | 여자친구                     | 2월 12일             | 유튜브 |
| 2020 | Mnet                       | 《MEET&GREET》 | 여자친구                     | 2월 12일             | 유튜브 전체비하인드                                                                                           |
| 2020 | EVISU KOREA                | 《에비수(EVISU)2020 봄 메이킹 영상》                                                                                               | 신비                         | 2월 13일             | 유튜브 |
| 2020 | ALL THE K-POP              | 《[주간아.zip] 여자친구(GFRIEND) 2배속 댄스(2X faster dance) 모음집》                                                              | 여자친구                     | 2월 13일             | 유튜브 |
| 2020 | ALL THE K-POP              | 《[주간아.zip] 정말 '막' 추는 여자친구의 리얼 예술가 예린x유주》                                                                   | 여자친구                     | 2월 13일             | 유튜브 |
| 2020 | ALL THE K-POP              | 《[주간아.zip] 여친들 오늘부터 청순X 섹시O 입니다 (feat. 여젤섹시 은하)》                                                          | 여자친구                     | 2월 13일             | 유튜브 |
| 2020 | M2                         | 《[MPD직캠] 여자친구 직캠 4K ‘교차로(Crossroads)’ (GFRIEND FanCam) @MCOUNTDOWN_2020.2.13》                                         | 여자친구                     | 2월 13일             | 유튜브 전체은하신비                                                                                           |
| 2020 | M2                         | 《여자친구앵콜》 | 여자친구                     | 2월 13일             | 유튜브 |
| 2020 | SBS KPOP PLAY              | 《[항공캠4K] 여자친구 '교차로' (GFRIEND 'Crossroads' High Angle Cam) @SBS Inkigayo_2020.2.9》                                      | 여자친구                     | 2월 13일             | 유튜브 |
| 2020 | Dispatch                   | 《[ⓓxV] “여친이들의 달콤쌉싸름한 초콜릿 만들기” (여자친구 : GFRIEND)》                                                             | 여자친구                     | 2월 13일             | VLive |
| 2020 | JTBC Entertainment         | 《[선공개] 엔플라잉(N.Flying) 'Into the Unknown'♪ + 여자친구(GFRIEND) 댄스 메들리'♪ (미방분) 슈가맨3(SUGARMAN3) 11회》             | 여자친구                     | 2월 13일             | 유튜브 |
| 2020 | JTBC Entertainment         | 《[슈가캠] 여자친구(GFRIEND) '2020 칵테일 사랑'♪ (풀캠ver.) 슈가맨3(SUGARMAN3) 11회》                                              | 여자친구                     | 2월 14일             | 유튜브 전체소원 예린은하 유주 신비 엄지                                                                       |
| 2020 | KBS Kpop                   | 《[K-Choreo 6K] 여자친구 직캠 '교차로 (Crossroads)' (GFRIEND Choreography) @MusicBank 200214》                                     | 여자친구                     | 2월 14일             | 유튜브 전체소원예린 은하 유주신비 엄지                                                                        |
| 2020 | U-NEXT                     | 《【第1話無料公開】『GFRIEND Summer Vacation in 沖縄』＜U-NEXTオリジナル＞》                                                       | 여자친구                     | 2월 14일             | 유튜브/1회 무료공개                                                                                           |
| 2020 | Mnet K-POP                 | 《[4K] 200213 Moon Byul, THE BOYZ, GFRIEND, Cherry Bullet, Rocket Punch》                                                          | 여자친구                     | 2월 14일             | 유튜브 |
| 2020 | SBS KPOP PLAY              | 《[안방1열 직캠4K] 여자친구 '교차로' 풀캠 (GFRIEND 'Crossroads' Full Cam)@SBS Inkigayo_2020.2.16》                                 | 여자친구                     | 2월 16일             | 유튜브 |
| 2020 | SBS KPOP PLAY              | 《GFRIEND(여자친구) - Crossroads(교차로) @인기가요 Inkigayo 20200216》                                                             | 여자친구                     | 2월 16일             | 유튜브 |
| 2020 | SBS KPOP PLAY              | 《[앵콜CAM] 여자친구 '교차로’ 인기가요 1위 앵콜 직캠 (GFRIEND 'Crossroads' Encore Fancam) 우는 짜냥이 놀리는 여친이들 ❤》          | 여자친구                     | 2월 16일             | 유튜브 |
| 2020 | Mnet K-POP                 | 《Top in 2nd of February, 'GFRIEND’ with 'Crossroads', Encore Stage! (in Full) M COUNTDOWN 200213 EP.6》                           | 여자친구                     | 2월 17일             | 유튜브 |
| 2020 | 덤덤 스튜디오              | 《여자친구 소원, 유주, 은하 먹방 360° VR》                                                                                         | 소원, 은하, 유주             | 2월 18일             | 유튜브 |
| 2020 | SBS KPOP PLAY              | 《[페이스캠4K] 여자친구 '교차로' @SBS Inkigayo_2020.2.16》                                                                         | 여자친구                     | 2월 18일             | 유튜브 소원예린 은하유주신비엄지                                                                              |
| 2020 | STUDIO CHOOM               | 《[BE ORIGINAL] GFRIEND(여자친구) 'Crossroads(교차로)' (Behind)》                                                                  | 여자친구                     | 2월 18일             | 유튜브 |
| 2020 | Mnet                       | 《여자친구가 본업&가수 교차로에 선 초보 발라더 노래를 듣는다면?ㅣ내 안의 발라드 》                                                 | 여자친구                     | 2월 18일             | VLive |
| 2020 | The K-POP                  | 《GFRIEND, THE SHOW CHOICE! (Non-edited ver.) [THE SHOW 200218]》                                                                  | 여자친구                     | 2월 18일             | 유튜브 |
| 2020 | ALL THE K-POP              | 《쇼챔피언 퇴근길 "수고했어, 오늘도" 이번 주 아이돌은? 여자친구, 이달의소녀, 베리베리, 비오브유, 체리블렛 etc》                    | 여자친구                     | 2월 18일             | 유튜브 |
| 2020 | ALL THE K-POP              | 《[주간아 미방] 여자친구 ‘교차로’ 직캠》                                                                                           | 여자친구                     | 2월 19일             | 유튜브 소원예린 은하유주신비엄지                                                                              |
| 2020 | ALL THE K-POP              | 《[주간아 미방] 오또케송♡ 여자친구》                                                                                               | 여자친구                     | 2월 19일             | 유튜브 소원예린 은하유주신비엄지                                                                              |
| 2020 | ALL THE K-POP              | 《[주간아 미방] 싱크로율 116% 유주의 메댄 신비 따라잡기! l EP.447》                                                                | 여자친구                     | 2월 19일             | 유튜브 |
| 2020 | The K-POP                  | 《여자친구, 더쇼 취향노트 [비하인드 더 쇼 200211]》                                                                                | 여자친구                     | 2월 20일             | 유튜브 |
| 2020 | M2                         | 《[MPD직캠] 여자친구 직캠 4K ‘Labyrinth’ (GFRIEND FanCam) @MCOUNTDOWN_2020.2.20》                                                  | 여자친구                     | 2월 20일             | 유튜브 |
| 2020 | M2                         | 《[MPD직캠] 여자친구 직캠 4K ‘교차로(Crossroads)’ (GFRIEND FanCam) @MCOUNTDOWN_2020.2.20》                                         | 여자친구                     | 2월 20일             | 유튜브 |
| 2020 | M2                         | 《[MPD직캠] 여자친구 1위 앵콜 직캠 4K '교차로(Crossroads)' (GFRIEND FanCam No.1 Encore) @MCOUNTDOWN_2020.2.20》                    | 여자친구                     | 2월 20일             | 유튜브 |
| 2020 | CosmopolitanKorea          | 《여자친구에서 가장 애교가 많은 멤버는? 벌칙은 살구송!🍑🍑》                                                                       | 여자친구                     | 2월 21일             | 유튜브 |
| 2020 | ALL THE K-POP              | 《[쇼챔직캠 4K] 여자친구 - 교차로 (GFRIEND - Crossroads) l EP.342》                                                                | 여자친구                     | 2월 22일             | 유튜브 전체소원예린 은하유주신비엄지                                                                          |
| 2020 | KBS Kpop                   | 《90년대의 향수에 취해버린 여자친구 [보았다 ; BOATTA 5화 GFRIEND]》                                                                | 여자친구                     | 2월 22일             | 유튜브 전체비하인드                                                                                           |
| 2020 | The K-POP                  | 《한결&도현, 베리베리, 이달의 소녀, 여자친구 백스테이지 [비하인드 더 쇼 200211]》                                                  | 여자친구                     | 2월 22일             | 유튜브 |
| 2020 | The K-POP                  | 《GFRIEND, Crossroads [THE SHOW, Fancam, 200218] 60P》                                                                             | 여자친구                     | 2월 22일             | 유튜브 |
| 2020 | SBS KPOP PLAY              | 《[안방1열 직캠4K] 여자친구 'Labyrinth' 풀캠 (GFRIEND Fancam)@SBS Inkigayo_2020.2.23》                                             | 여자친구                     | 2월 23일             | 유튜브 |
| 2020 | Mnet K-POP                 | 《Top in 3rd of February, 'GFRIEND’ with 'Crossroads', Encore Stage! (in Full) M COUNTDOWN》                                       | 여자친구                     | 2월 23일             | 유튜브 |
| 2020 | ARIRANG K-POP              | 《[#RUMMAGE_FILE] ★GFRIEND (여자친구) #털어봐야지 ★》                                                                              | 여자친구                     | 2월 24일             | 유튜브 |
| 2020 | KBS Kpop                   | 《[K-Choreo] 여자친구 직캠 'LABYRINTH' (GFRIEND Choreography) l @MusicBank 200221》                                                | 여자친구                     | 2월 24일             | 유튜브 |
| 2020 | ALL THE K-POP              | 《[수고했어, 오늘도] 퇴근길 텐션 출근길인 줄.. 여친이들 아무말 흥터뷰ㅣ여자친구(GFRIEND)》                                         | 여자친구                     | 2월 24일             | 유튜브 |
| 2020 | SBS KPOP                   | 《[지미집캠] 여자친구 'Labyrinth' 지미집 별도녹화 (GFRIEND JIMMY JIB STAGE)│@SBS Inkigayo_2020.2.23》                              | 여자친구                     | 2월 24일             | 유튜브 |
| 2020 | 코엑스 아쿠아리움          | 《여자친구 X 코엑스아쿠아리움 [ 코엑스 아쿠아리움 20주년 축하메세지 ]》                                                            | 여자친구                     | 2월 25일             | 유튜브 |
| 2020 | 딩고 뮤직                  | 《🚨현웃주의🚨 촬영중에 역대급 몰카 당한 여자친구 멤버들의 역대급 리액션ㅣ수상한스태프ㅣ여자친구ㅣGFRIENDㅣ딩고뮤직ㅣDingo Music》 | 여자친구                     | 2월 26일             | 유튜브 전체 클립                                                                                              |
| 2020 | EVISU KOREA                | 《Evisu 20ss polaroid》 | 신비                         | 2월 27일             | 유튜브 |
| 2020 | The K-POP                  | 《로켓펀치, B.O.Y, 문별, 여자친구 백스테이지 [비하인드 더 쇼 200218]》                                                             | 여자친구                     | 2월 29일             | 유튜브 |
| 2020 | ALL THE K-POP              | 《[CHANGE CAM] 여자친구 - 교차로 (GFRIEND - Crossroads)》                                                                          | 여자친구                     | 3월 3일              | 유튜브 |
| 2020 | 덤덤 스튜디오              | 《여자친구 유주, 오스트리아 빈 나슈마르트시장 360° VR4》                                                                           | 유주                         | 3월 4일              | 유튜브 |
| 2020 | STARK                      | 《[IDOLLEAGUE]》 | 소원, 예린, 은하, 유주, 엄지 | 3월 4일, 6일         | 유튜브 1234                                                                                                   |
| 2020 | ARIRANG K-POP              | 《Pops in Seoul Crossroads! GFRIEND여자친구's MV Shooting Sketch》                                                                 | 여자친구                     | 3월 11일             | 유튜브 |
| 2020 | TMI NEWS                   | 《데뷔 전 활동만 무려 16개, 찐 과거 부자 등판! ′여자친구 은하′》                                                                   | 여자친구                     | 3월 25일             | 네이버tv |
| 2020 | Donuts Music N             | 《엄지(여자친구) 인터뷰(KBS 드라마 ‘어서와’OST ‘어서와’ (Meow the secret boy))》                                                   | 엄지                         | 3월 26일             | 유튜브 |
| 2020 | SNOWENTERTAINMENT          | 《[OFFICIAL]유주 (여자친구) _유별나! 문셰프 OST Part.1 YUJU(GFRIEND) OST》                                                         | 유주                         | 3월 26일             | 유튜브 |
| 2020 | M2                         | 《개국 25주년! Mnet과 함께한 우리들의 이야기》                                                                                     | 예린, 은하, 신비             | 3월 27일             | 유튜브 |
| 2020 | M2                         | 《엠투다방》 | 여자친구                     | 4월 2일              | 유튜브 1234                                                                                                   |
| 2020 | ALL THE K-POP              | 《[쇼챔비하인드.zip] 매 순간이 입덕포인트♥ 갓자친구!l여자친구(GFRIEND)》                                                           | 여자친구                     | 4월 3일              | 유튜브 |
| 2020 | The K-POP2                 | 《그 시절, 여자친구(GFRIEND) : 컴백부터 스페셜까지 몰아보기♥》                                                                     | 여자친구                     | 4월 8일              | 유튜브 |
| 2020 | 쏘스뮤직                   | 《GFRIEND’s MEMORIA》 | 여자친구                     | 4월 17일~5월 8일     | 티저 123 본방 1234                                                                                            |
| 2020 | Mina Myoung                | 《Sweet but psycho by Mina Myoung X Sin B Practice ver.》                                                                          | 신비                         | 4월 19일             | 유튜브 |
| 2020 | M2                         | 《파워보다 큐트❤ 여자친구(GFRIEND)의 너 그리고 나 MV commentary 셀프캠 [엠투짤방]》                                                | 여자친구                     | 4월 27일             | 유튜브 |
| 2020 | M2                         | 《여자친구(GFRIEND) '너 그리고 나' MV commentary! 여자친구 첫 정규앨범 썰 풉니다 💙 [엠투다방]》                                   | 여자친구                     | 4월 28일             | 유튜브 |
| 2020 | M2                         | 《여자친구(GFRIEND)의 인형 보다 더 인형같은 마네킹 뮤비(시간을 달려서 ver.) [엠투짤방]》                                           | 여자친구                     | 4월 29일             | 유튜브 |
| 2020 | The K-POP                  | 《GFRIEND (Crossroads, Fever) [The K-POP Specialist #14]》                                                                         | 여자친구                     | 5월 9일              | 유튜브 |
| 2020 | The K-POP                  | 《GFRIEND (Sunny Summer, Memoria .etc) [The K-POP Specialist #15]》                                                                | 여자친구                     | 5월 10일             | 유튜브 |
| 2020 | Mnet K-POP                 | 《[KCON:TACT SHOUTOUT] GFRIEND 여자친구》                                                                                          | 여자친구                     | 6월 5일              | 유튜브 |
| 2020 | 덤덤 VR                    | 《Ep.01 여자친구 신비 슬로베니아 패러글라이딩 360° VR 외》                                                                         | 여자친구                     | 6월 10일             | 유튜브 12345 6789101112 1314 151617                                                                           |
| 2020 | Mnet K-POP                 | 《[KCON:TACT DANCE PRACTICE] GFRIEND 여자친구 연습실》                                                                             | 여자친구                     | 6월 15일             | 유튜브 12 |
| 2020 | Mnet K-POP                 | 《[KCON:TACT] DAY2 Check in》 | 여자친구                     | 6월 21일             | 유튜브 |
| 2020 | Mnet K-POP                 | 《[KCON:TACT] ARTIST DAILY INTERVIEW 여자친구 GFRIEND》                                                                            | 여자친구                     | 6월 22일             | 유튜브 |
| 2020 | DPro                       | 《(Behind The Show) Part 1 CLC & GFRIEND at Hypeday K City Camp》                                                                  | 여자친구                     | 6월 22, 25일         | 유튜브 12 |
| 2020 | Ktown4u                    | 《⭐️GFRIEND x Ktown4u Special Event!!⭐️》                                                                                          | 여자친구                     | 6월 23일             | 유튜브 |
| 2020 | Celebon                    | 《GFRIEND (여자친구) X CÉLEBON 1st Fan Meet Up in Jakarta 6 April 2019》                                                           | 여자친구                     | 6월 23일             | 유튜브 |
| 2020 | 서울지방보훈청             | 《62570 온라인 콘서트》 | 여자친구                     | 6월 24일             | 네이버tv |
| 2020 | IDOLLIVE                   | 《2020 펩시 온라인 쇼케이스》 | 여자친구                     | 6월 27일             | 유튜브 |
| 2020 | Marie Claire Korea         | 《귀엽게 시작해 감동적으로 끝나는 여자친구 예린 은하 퀵터뷰 _ 마리끌레르 퀵터뷰》                                                  | 예린, 은하                   | 6월 29일             | 유튜브 |
| 2020 | ALL THE K-POP              | 《[주간아이돌] 기습 라이브 with 여자친구》                                                                                         | 여자친구                     | 7월 6일              | VLive |
| 2020 | MBCkpop                    | 《여자친구 - 해야 교차 편집 (Stage Mix) @Show Music Core》                                                                         | 여자친구                     | 7월 7일              | 유튜브 |
| 2020 | ALL THE K-POP              | 《[쇼챔비하인드.zip] 예린이랑 유주 누가 붙여놨어..! 미쳐버린 엔프제(ENFJ)들의 텐션♡ 여자친구(GFRIEND)》                            | 여자친구                     | 7월 12일             | 유튜브 |
| 2020 | Dispatch                   | 《GFRIEND's Sticker Decorating Day 🍎》                                                                                            | 여자친구                     | 7월 14일             | VLive 1 2 |
| 2020 | 1theK Originals            | 《[4K] 여자친구(GFRIEND) _ Apple(White Witch ver.) 퍼포먼스 Take#1 테이크원 Performance》                                          | 여자친구                     | 7월 14일             | 유튜브 |
| 2020 | 딩고뮤직                   | 《생방송을 음향사고(?)로 시작해서 대환장파티로 끝내버리는!!! 여자친구 🍎컴백 신고식(feat.몰빵라이브)》                             | 여자친구                     | 7월 14일             | 유튜브 |
| 2020 | 케이밥스타                 | 《[EP.9-1] 🍚 여자친구(GFRIEND)가 하면 식전 댄스도 레전드가 됩니다. 아무도 상상 못한 논두렁 폴 댄스 외》                           | 여자친구                     | 7월 14일             | 유튜브 123 |
| 2020 | 여자친구 GFRIEND           | 《TwitterBlueroom》 | 소원, 은하, 유주, 신비, 엄지 | 7월 15일             | 트위터 |
| 2020 | ALL THE K-POP              | 《[주간아 미방] 방송 최초 공개! 붉은 사과를 든 여신들의 귀환 여자친구의 ‘Apple’♬ EP.468》                                          | 여자친구                     | 7월 15일             | 유튜브 전체소원예린 은하유주신비엄지 CHANGE CAM                                                               |
| 2020 | ALL THE K-POP              | 《[주간아 미방] 슬로우캠♡ 여자친구 소원 EP.468 외》                                                                                | 여자친구                     | 7월 15일             | 유튜브 소원예린 은하유주신비엄지                                                                              |
| 2020 | M2                         | 《[MPD직캠] 여자친구 직캠 4K ‘Apple’ (GFRIEND FanCam) @MCOUNTDOWN_2020.7.16》                                                      | 여자친구                     | 7월 15일             | 유튜브 전체소원예린 은하유주신비엄지                                                                          |
| 2020 | Mnet K-POP                 | 《'최초 공개' 솔직 당당 마녀 '여자친구'의 'Apple' 무대》                                                                           | 여자친구                     | 7월 16일             | 유튜브 |
| 2020 | KBS Kpop                   | 《[K-Choreo 8K] 여자친구 직캠 'Apple' (GFRIEND Choreography) @MusicBank 200717》                                                   | 여자친구                     | 7월 17일             | 유튜브 전체소원예린 은하유주신비엄지                                                                          |
| 2020 | M2                         | 《[릴레이댄스] 여자친구(GFRIEND) - Apple (4K)》                                                                                    | 여자친구                     | 7월 17일             | 유튜브 |
| 2020 | M2                         | 《[입덕직캠] 여자친구 예린 직캠 4K 'Apple' (GFRIEND YERIN FanCam) @MCOUNTDOWN_2020.7.16 외》                                       | 여자친구                     | 7월 18일             | 유튜브 예린은하신비                                                                                           |
| 2020 | KBS Kpop                   | 《선택 지옥에 빠진 여자친구, 눈물의 촬영장 [보았다 ; BOATTA 19화 여자친구]》                                                       | 여자친구                     | 7월 18일             | 유튜브 |
| 2020 | SBS KPOP                   | 《[안방1열 직캠4K] 여자친구 'Apple' 풀캠 (GFRIEND Fancam) @SBS Inkigayo_2020.7.19》                                                | 여자친구                     | 7월 19일             | 유튜브 전체소원예린 은하유주신비엄지                                                                          |
| 2020 | SBS KPOP                   | 《[페이스캠4K] 여자친구 소원 'Apple' (GFRIEND Sowon Facecam) @SBS Inkigayo_2020.07.19 외》                                         | 여자친구                     | 7월 20일             | 유튜브 소원예린은하                                                                                           |
| 2020 | 라이프타임                 | 《여자친구가 소개팅 성공(?)하는 법 알려준다🌟여자친구편 [인생주식회사] EP.6》                                                      | 여자친구                     | 7월 21일             | 유튜브 |
| 2020 | ELLE KOREA                 | 《만약 여자친구가 되지 않았다면 멤버들은 지금 무엇을 하고 있을까?》                                                                | 여자친구                     | 7월 21일             | 유튜브 |
| 2020 | The K-POP                  | 《GFRIEND, THE SHOW CHOICE! (Non-edited ver.) [THE SHOW 200721]》                                                                  | 여자친구                     | 7월 21일             | 유튜브 |
| 2020 | The K-POP                  | 《[퇴근길 LIVE] 여자친구 퇴근을 이렇게…? 버디들 미리 사과(Apple)드립니다.》                                                        | 여자친구                     | 7월 23일             | 유튜브 |
| 2020 | 문명특급 - MMTG            | 《[문명특급 EP.132] 외출복 입고 침대 눕기 가능 vs 불가능, 여자친구랑 재재랑 취향 딱 나뉨 소름;;》                                  | 여자친구                     | 7월 23일             | 유튜브 |
| 2020 | KBS World Arabic           | 《STAR Interview(full)- GFRIEND 여자친구 جيفريند》                                                                                 | 여자친구                     | 7월 23일             | 유튜브 티저본방                                                                                               |
| 2020 | M2                         | 《[입덕직캠] 여자친구 소원 직캠 4K ‘Apple’ (GFRIEND SOWON FanCam) @MCOUNTDOWN_2020.7.23》                                          | 여자친구                     | 7월 23일             | 유튜브 |
| 2020 | ALL THE K-POP              | 《[쇼챔직캠 4K] 여자친구- 애플 (GFRIEND - Apple)》                                                                                 | 여자친구                     | 7월 23일             | 유튜브 전체소원예린 은하유주신비엄지                                                                          |
| 2020 | ALL THE K-POP              | 《[수고했어, 오늘도] 맛 표현으로 물들여 버린 매혹 마녀 여친이들♥》                                                                 | 여자친구                     | 7월 24일             | 유튜브 |
| 2020 | OSEN                       | 《스타로드》 | 소원, 예린, 은하, 유주, 신비 | 7월 24일~8월 7일     | VLive 12345 678910                                                                                            |
| 2020 | ALL THE K-JAM              | 《유주의 슬기로운 집안생활》 | 유주                         | 7월 25일             | 유튜브 |
| 2020 | SBS KPOP                   | 《[안방1열 직캠4K] 여자친구 'Apple' (GFRIEND Full Cam) @SBS Inkigayo_2020.7.26》                                                   | 여자친구                     | 7월 26일             | 유튜브 전체소원예린 은하유주신비엄지                                                                          |
| 2020 | SBS KPOP                   | 《[페이스캠4K] 여자친구 예린 'Apple' (GFRIEND Ye Rin Facecam) @SBS Inkigayo_2020.07.26 외》                                        | 여자친구                     | 7월 27일             | 유튜브 예린 유주신비엄지                                                                                      |
| 2020 | 코코넛                     | 《마마무x여자친구 쇼타임 시즌7 4회 번지점프 360도 영상》                                                                           | 여자친구                     | 7월 27일             | 네이버tv |
| 2020 | 문명특급                   | 《[문명특급 EP.133] 유명한 투리구슬처럼 보이지만 그렇게 쉽게 싸우진 않을 거야ㅠㅠ 여자친구 2020ver 절친노트 (설참)》               | 여자친구                     | 7월 27일             | 유튜브 |
| 2020 | The K-POP                  | 《[덕메이트] 청량 마녀들의 유혹으로 바스라져버린 찐덕이의 심장과 성대(!)》                                                         | 여자친구                     | 7월 27일             | 유튜브 12 |
| 2020 | Mnet K-POP                 | 《Top in 4th of July, 'GFRIEND’ with 'Apple', Encore Stage! (in Full) M COUNTDOWN 200723 EP.675》                                  | 여자친구                     | 7월 27일             | 유튜브 |
| 2020 | 덕질하는 기자              | 《투명한 유리구슬🔮 붉게 물들인 청량마녀🧙‍♀️ 여자친구가 빠진 이것은? GFRIEND Video Message》                                         | 여자친구                     | 7월 27일             | 유튜브 |
| 2020 | KBS Kpop                   | 《[K-Choreo] 여자친구 직캠 'Apple' (GFRIEND Choreography) @MusicBank 200724》                                                      | 여자친구                     | 7월 27일             | 유튜브 |
| 2020 | K-Trend                    | 《📧K-TREND MAILBOX TIN NHẮN TỪ MA NỮ GFRIEND DẠO NÀY BẬN VẬY THÌ CÓ ĐỦ THỜI GIAN FANGIRL KO?》                                    | 여자친구                     | 7월 28일             | 유튜브 |
| 2020 | 딩고뮤직                   | 《[몰빵라이브] 여자친구=갓자친구=장꾸친구?!😭 라이브가 있었는데요, 없었습니다😭》                                                  | 여자친구                     | 7월 29일             | 유튜브 |
| 2020 | Mnet K-POP                 | 《[교차편집] 여자친구 - Apple (GFRIEND StageMix)》                                                                                 | 여자친구                     | 7월 29일             | 유튜브 |
| 2020 | SBS KPOP                   | 《[사이드캠4K] 여자친구 'Apple' (GFRIEND Side Cam) @SBS Inkigayo_2020.7.26 외》                                                    | 여자친구                     | 7월 30일             | 유튜브 사이드캠항공캠                                                                                         |
| 2020 | ALL THE K-POP              | 《[덕질캡쳐용♥CLEAN] 여자친구 - 애플 (GFRIEND - Apple)》                                                                           | 여자친구                     | 7월 30일             | 유튜브 |
| 2020 | The K-POP                  | 《여자친구(GFRIEND), 페이스티켓 [비하인드 더 쇼 200721]》                                                                          | 여자친구                     | 8월 7일              | 유튜브 |
| 2020 | The K-POP                  | 《티오오(TOO), 정세운(Jeong sewoon), 여자친구(GFRIEND) 백스테이지 [비하인드 더 쇼 200721]》                                        | 여자친구                     | 8월 7일              | 유튜브 |
| 2020 | 쏘스뮤직                   | 《GFRIEND's MEMORIA in Yangyang》                                                                                                  | 여자친구                     | 8월 7일~9월 11일     | 티저 1 시사회 1 본방 123456                                                                                   |
| 2020 | ELLE                       | 《GFRIEND Sings "Sunrise," Maroon 5, and Avril Lavigne in a Game of Song Association》                                             | 여자친구                     | 8월 12일             | 유튜브 |
| 2020 | KBS Kpop                   | 《[Bonus Ver.] 여자친구 뮤직뱅크 Apple 인트로 메이킹 @MusicBank 20200717》                                                         | 여자친구                     | 8월 14일             | 유튜브 |
| 2020 | 서든어택                   | 《[서든어택] 여자친구 캐릭터 메이킹 영상!》                                                                                        | 여자친구                     | 8월 26일             | 유튜브 |
| 2020 | EVISU KOREA                | 《에비수(EVISU) X 신비 X SF9_ 2020FW 메이킹》                                                                                      | 신비                         | 8월 27일             | 유튜브 1 |
| 2020 | ARIRANG K-POP              | 《[Pops in Seoul] Apple!🍎‍ GFRIEND(여자친구)'s 🎶MV Shooting Sketch🎨》                                                             | 여자친구                     | 9월 3일              | 유튜브 |
| 2020 | 서든어택                   | [[서든어택] 여자친구 LIVE 방송 하이라이트!!]                                                                                       | 여자친구                     | 9월 7일              | 유튜브 |
| 2020 | SHOPEE Indonesia           | [Shopee 9.9 Super Shopping Day] | 여자친구                     | 9월 9일              | 예고 123 무대 123456 코멘트 1234                                                                              |
| 2020 | EVISU KOREA                | 《★에비수 2020 가을 겨울 메이킹 버전2 영상 (SF9 & 여자친구 신비)★》                                                                | 신비                         | 9월 18일             | 유튜브 |
| 2020 | 쏘스뮤직                   | 《GFRIEND's MEMORIA - ONE-HALF》                                                                                                   | 여자친구                     | 9월 18일~10월 2일    | 유튜브 123 |
| 2020 | KOCCA MUSIC                | 《[MU:CON 2020] 개막공연 D-1》 | 여자친구                     | 9월 21일             | 유튜브 |
| 2020 | The K-POP                  | 《코로나 극복을 위한 [WE:INK Challenge] (with GFRIEEND / 여자친구)》                                                               | 여자친구                     | 10월 5일             | 유튜브 |
| 2020 | VLENDING                   | 《[Making] 기다리던 신비의 OST 마치 '꿈인 듯 해'💕》                                                                               | 신비                         | 10월 8일             | 유튜브 |
| 2020 | SHOPEE Indonesia           | 《GFRIEND "APPLE" SPECIAL PERFORMANCE》                                                                                            | 여자친구                     | 10월 9일             | 유튜브 |
| 2020 | 아는형님                   | 《【동동신기│EP.13】 나쁜 남자의 매력에 빠질 시간🕘 치명적인 네 남자 동동과 D&E의 ＜No Love＞♪》                                   | 예린, 신비                   | 10월 10일            | 유튜브 |
| 2020 | The K-POP                  | 《INK Incheon K-POP Concert》 | 여자친구                     | 10월 10일            | 유튜브 123456                                                                                                 |
| 2020 | The K-POP                  | 《[FULL VER.] 아시아송 페스티벌 - 본공연 3부》                                                                                     | 여자친구                     | 10월 18일            | 유튜브 |
| 2020 | 쏘스뮤직                   | 《GFRIEND's MEMORIA in Gapyeong》                                                                                                  | 여자친구                     | 10월 23일~12월 4일   | 티저 1 본방 1234567                                                                                           |
| 2020 | The K-POP                  | 《[FANCAM] GFRIEND, Time for the moon night (여자친구, 밤) [2020 ASIA SONG FESTIVAL]》                                             | 여자친구                     | 10월 25일            | 유튜브 |
| 2020 | Ktown4u                    | 《GFRIEND ❤️ VIDEO FANSIGN EVENT ❤️ New Album "回:Walpurgis Night”》                                                               | 여자친구                     | 10월 27일            | 유튜브 |
| 2020 | 아는형님 Knowingbros       | 《[GFRIEND EUNHA&UMJI@Knowingbros] Lovely smol line! EUNHA&UMJI Moments🧡》                                                        | 여자친구                     | 11월 2일             | 유튜브 |
| 2020 | ALL THE K-POP              | 《[주간아.zip] '신비'로운 엉뚱생활 [온탕편 ♨] 여자친구(GFRIEND)》                                                                  | 여자친구                     | 11월 7일             | 유튜브 |
| 2020 | ALL THE K-POP              | 《[주간아.zip] 예능신 강림☆ 기상천외 멍대장 쮸우❤ 여자친구(GFRIEND)》                                                              | 여자친구                     | 11월 8일             | 유튜브 |
| 2020 | The K-POP                  | 《[LIVE] 여자친구 컴백쇼 回: Walpurgis Night(GFRIEND COMEBACK SHOW)》                                                              | 여자친구                     | 11월 9일             | 유튜브 개인 직캠 소원예린 은하유주신비엄지                                                                    |
| 2020 | The K-POP                  | 《GFRIEND, MAGO SOWON Focus 외》                                                                                                   | 여자친구                     | 11월 9일             | 유튜브 소원예린 은하유주신비엄지                                                                              |
| 2020 | The K-POP                  | 《[FAN CAM] GFRIEND, Crossroads 외》                                                                                               | 여자친구                     | 11월 10일            | 유튜브 123456                                                                                                 |
| 2020 | The K-POP                  | 《GFRIEND, MAGO (여자친구, MAGO) [THE SHOW 201110]》                                                                               | 소원, 예린, 유주, 신비, 엄지 | 11월 10일            | 전체 |
| 2020 | ALL THE K-POP              | 《[스포 권장] 미리 보는 여자친구 엔딩요정》                                                                                        | 소원, 예린, 유주, 신비, 엄지 | 11월 10일            | 유튜브 소원예린 유주신비엄지                                                                                  |
| 2020 | 한밤                       | 《여자친구 마고 (GFRIEND MAGO) 컴백스테이지(Comeback Stage Behind) 대기실 침투! 외》                                               | 소원, 예린, 유주, 신비, 엄지 | 11월 10일~13일       | 유튜브 123 |
| 2020 | 케이밥스타                 | 《🍚 EP.16 1M 솥뚜껑에 빈틈없이 꽉 채웠다! 여자친구(GFRIEND)의 한우 곱창+대창+막창 PARTY》                                         | 소원, 예린, 유주, 신비, 엄지 | 11월 11일            | 예고 유튜브 1                                                                                                 |
| 2020 | STUDIO CHOOM               | 《[Artist Of The Month] GFRIEND SIN B(신비) Spotlight(November 2020)》                                                             | 신비                         | 11월 11일            | 유튜브 |
| 2020 | 와랄라맨션                 | 《🤩 미쳐버린 텐션으로 직접 여친짤 만들고 갔다!!!! [짤칵짤칵] 여자친구》                                                           | 여자친구                     | 11월 11일            | 유튜브 예고 본방 비하인드                                                                                     |
| 2020 | The K-POP                  | 《GFRIEND, Crossroads SOWON Focus 외》                                                                                             | 여자친구                     | 11월 11일            | 유튜브 소원예린 은하유주신비엄지                                                                              |
| 2020 | The K-POP                  | 《GFRIEND, Apple SOWON Focus 외》                                                                                                  | 여자친구                     | 11월 11일            | 유튜브 소원예린 은하유주신비엄지                                                                              |
| 2020 | ALL THE K-POP              | 《[CHANGE CAM] 여자친구 - 마고 (GFRIEND - MAGO)》                                                                                  | 여자친구                     | 11월 11일            | 유튜브 |
| 2020 | ALL THE K-POP              | 《[주간아 미방] 시크한 마녀들이 돌아왔다! 여자친구의 ‘MAGO’♬》                                                                     | 여자친구                     | 11월 11일            | 유튜브 전체소원예린 은하유주신비엄지                                                                          |
| 2020 | STUDIO CHOOM               | 《[BE ORIGINAL] GFRIEND(여자친구) 'MAGO' (4K)》                                                                                    | 여자친구                     | 11월 12~14일         | 유튜브 전체소원예린 은하유주신비엄지                                                                          |
| 2020 | ALL THE K-POP              | 《[쇼챔직캠 4K] 여자친구 - 마고 (GFRIEND - MAGO)》                                                                                 | 소원, 예린, 유주, 신비, 엄지 | 11월 12일            | 유튜브 전체소원예린 유주신비엄지                                                                              |
| 2020 | 케이밥스타                 | 《[🍚K-밥 STAR] 오직 케이밥스타에서 볼 수 있는!! 여자친구(GFRIEND) 신곡 MAGO 논두렁 퍼포먼스》                                     | 소원, 예린, 유주, 신비, 엄지 | 11월 13일            | 유튜브 |
| 2020 | M2                         | 《[릴레이댄스] 여자친구(GFRIEND) - MAGO (4K)》                                                                                     | 소원, 예린, 유주, 신비, 엄지 | 11월 13일            | 유튜브 |
| 2020 | The K-POP                  | 《여자친구 컴백쇼 비하인드 回: Walpurgis Night 》                                                                                  | 여자친구                     | 11월 13일            | 유튜브 |
| 2020 | KBS Kpop                   | 《[K-Choreo 8K] 여자친구 직캠 'MAGO' (GFRIEND Choreography)》                                                                      | 여자친구                     | 11월 13일            | 유튜브 전체소원예린 은하유주신비엄지                                                                          |
| 2020 | SHOPEE Indonesia           | 《GFRIEND (여자친구) - CROSSROADS SPECIAL PERFORMANCE》                                                                            | 여자친구                     | 11월 13일            | 유튜브 |
| 2020 | KBS Kpop                   | 《화려한 조명이~ 감싸는 디스코퀸 선발대회 [보았다 ; BOATTA 19화 여자친구]》                                                        | 여자친구                     | 11월 14일            | 유튜브 |
| 2020 | 스브스케이팝               | 《[안방1열 직캠4K] 여자친구 'MAGO' 풀캠 (GFRIEND Full Cam)》                                                                       | 여자친구                     | 11월 15일            | 유튜브 전체소원예린 은하유주신비엄지                                                                          |
| 2020 | STUDIO CHOOM               | 《[Artist Of The Month] 'Tap In' covered by GFRIEND SIN B(신비) (November 2020)》                                                  | 신비                         | 유튜브               | |
| 2020 | 뉴팡! 뉴스 딜리버리 서비스 | 《美쳤다 방송 중 복권 당첨된거 실화? <복권> 편》                                                                                   | 예린, 은하                   | 11월 16일            | 카카오tv 보관됨 2020-11-16 - 웨이백 머신                                                                      |
| 2020 | 원더케이 오리지널          | 《💙우리 여자친구💜는 천재 만재 영재?!》                                                                                           | 여자친구                     | 11월 16일            | 유튜브 |
| 2020 | The K-POP                  | 《본업장인 여자친구(GFRIEND) Unit Stage REACTION [내 멤버의 비즈니스]》                                                            | 여자친구                     | 11월 16일            | 유튜브 |
| 2020 | 컴백쇼 뮤톡라이브          | 《(FULL) 비투비 포유 & 여자친구, 신곡 왔어요🌟 [컴백쇼 뮤톡라이브] EP.9 [2020.11.16]》                                             | 여자친구                     | 11월 16일            | 카카오tv 보관됨 2020-11-18 - 웨이백 머신                                                                      |
| 2020 | LDF TV by lottedutyfree    | 《Family Concert Spcial Clip! 1부 황치열&여자친구 편💕》                                                                           | 여자친구                     | 11월 17일            | 유튜브 |
| 2020 | SBS KPOP                   | 《[페이스캠4K] 여자친구 예린 'MAGO' 외》                                                                                           | 여자친구                     | 11월 17일            | 유튜브 예린은하                                                                                               |
| 2020 | The K-POP                  | 《[퇴근길 LIVE] 마고 MAGO 빠져드는 여자친구(GFRIEND) 퇴근길 현장》                                                                 | 여자친구                     | 11월 19일            | 유튜브 |
| 2020 | 스브스케이팝               | 《[단독샷캠] 여자친구 'MAGO' 단독샷 별도녹화》                                                                                     | 여자친구                     | 11월 19일            | 유튜브 |
| 2020 | ALL THE K-POP              | 《[쇼챔직캠 4K] 여자친구 - 마고 (GFRIEND - MAGO)》                                                                                 | 여자친구                     | 11월 19일            | 유튜브전체소원예린 은하유주신비엄지                                                                           |
| 2020 | ALL THE K-POP              | 《[덕질캡쳐용♥CLEAN] 여자친구 - 마고 (GFRIEND - MAGO)》                                                                            | 여자친구                     | 11월 19일            | 유튜브 |
| 2020 | 리틀투니                   | 《두 신비의 솔직한 심경고백 인터뷰(Feat. 츤데레 여자친구 신비와 애교쟁이 도깨비 신비)》                                            | 신비                         | 11월 19일            | 유튜브 |
| 2020 | 오락실 팡                  | 《(*입덕주의) 도무지 ASMR을 할 생각이 없는 것 같은 여자친구 [아빠 안 잔다 After_zzZ] 여자친구》                                    | 소원, 예린, 은하             | 11월 19일            | 유튜브 선공개 본방 클립123                                                                                    |
| 2020 | STUDIO CHOOM               | 《(Full Focused) GFRIEND(여자친구) 'MAGO' 4K》                                                                                     | 여자친구                     | 11월 20일            | 유튜브 |
| 2020 | KBS Kpop                   | 《[K-Choreo 8K] 여자친구 직캠 'MAGO' (GFRIEND Choreography)》                                                                      | 여자친구                     | 11월 20일            | 유튜브 전체소원예린 은하유주신비엄지                                                                          |
| 2020 | Ktown4u                    | 《GFRIEND "BEHIND THE FANSIGN" Event x Ktown4u - Want to see how a Video Call Event is done?》                                     | 여자친구                     | 11월 20일            | 유튜브 |
| 2020 | The K-POP                  | 《에이비식스(AB6IX), 여자친구(GFRIEND), 몬스타엑스(MONSTA X) 백스테이지 [비하인드 더 쇼 201110]》                                  | 여자친구                     | 11월 21일            | 유튜브 |
| 2020 | Dispatch                   | 《"오늘은 띤비 타임" 》 | 소원, 은하, 신비             | 11월 21일            | VLive |
| 2020 | STUDIO CHOOM               | 《[Artist Of The Month] Choreo-Record with GFRIEND SIN B(신비)》                                                                   | 신비                         | 11월 21일            | 유튜브 |
| 2020 | 스브스케이팝               | 《[안방1열 직캠4K] 여자친구 'MAGO' 풀캠 (GFRIEND Full Cam) 외》                                                                    | 여자친구                     | 11월 22일            | 유튜브 전체예린 은하신비                                                                                      |
| 2020 | JTBC Voyage                | 《[골라봐야지] '야식🍕 술🍺 스마트폰📱' 직장인이 가장 견디기 힘든 유혹은?(괴팍한5형제)》                                           | 여자친구                     | 11월 23일            | 유튜브 |
| 2020 | J-14 Magazine              | 《GFRIEND Talks New Music and More With Liam McEwan》                                                                              | 여자친구                     | 11월 23일            | 유튜브 |
| 2020 | 스브스케이팝               | 《[페이스캠4K] 여자친구 소원 'MAGO' (GFRIEND SOWON FaceCam) 외》                                                                   | 여자친구                     | 11월 24일            | 유튜브 소원예린은하 유주신비엄지                                                                              |
| 2020 | 딩고 뮤직                  | 《(흥폭발주의) 이 영상의 결말은 🔥불장난🔥 입니다》                                                                                | 여자친구                     | 11월 24일            | 유튜브 티저본방                                                                                               |
| 2020 | 리틀투니                   | 《✨ 신비송(ㅅㅂㅅ) 챌린지 참여하기 ✨ 여자친구 신비 X 신비아파트 신비랑 함께하는 신비송 챌린지》                                  | 신비                         | 11월 24일            | 유튜브 |
| 2020 | 맛있는 녀석들              | 《MAGO 배웠습니다. MAMA 연락 기다립니다. [시켜서한다! 오늘부터 댄스뚱] 16회》                                                      | 여자친구                     | 11월 26일            | 유튜브 |
| 2020 | Harper's BAZAAR Korea      | 《촬영장에서 속마음 들킨 여자친구? (feat. 뇌파 센서 고양이 귀)》                                                                   | 여자친구                     | 11월 27일            | 유튜브 |
| 2020 | KOCCA MUSIC                | 《[MU:CON 2020 Opening Show] 여자친구 (GFRIEND)》                                                                                  | 여자친구                     | 11월 27일            | 유튜브 |
| 2020 | 오락실 팡                  | 《듣자마자 띵곡이었던 바로 그 노래는?🎤 여자친구 TMI 문답 [답해서 잠금해제]》                                                      | 소원, 예린, 은하             | 11월 27일            | 유튜브 |
| 2020 | Dispatch                   | 《“엔젤픽 아래층즈”》 | 예린, 유주, 엄지             | 11월 28일            | VLive |
| 2020 | The K-POP                  | 《피원하모니(P1Harmony), 여자친구(GFRIEN), 에이비식스(AB6IX) 페이스티켓 [비하인드 더 쇼 201117]》                                  | 여자친구                     | 11월 30일            | 유튜브 |
| 2020 | 딩고 뮤직                  | 《이 영상 보면 남는 건 🍑엉덩이밖에 없을 걸?🤔》                                                                                   | 여자친구                     | 11월 30일            | 유튜브 |
| 2020 | J-14 Magazine              | 《GFRIEND Reacts to "MAGO" Music Video》                                                                                           | 여자친구                     | 12월 1일             | 유튜브 |
| 2020 | Access                     | 《GFRIEND On Writing ‘Walpurgis Night’》                                                                                           | 여자친구                     | 12월 2일             | 유튜브 |
| 2020 | 맛있는 녀석들              | 《칼군무 대신 칼국수를 선택한 자 [시켜서한다! 오늘부터 댄스뚱] 17회》                                                              | 여자친구                     | 12월 3일             | 유튜브 |
| 2020 | 리틀투니                   | 《Shinbi X SINB '신비송 (ㅅㅂㅅ)' MV 현장 비하인드 Shooting Sketch》                                                               | 신비                         | 12월 3일             | 유튜브 |
| 2020 | 리틀투니                   | 《✨#신비송챌린지✨ 신비송의 끝판왕 원조! 노래하는 신비도 참여 완료》                                                              | 신비                         | 12월 7일             | 유튜브 |
| 2020 | 딩고 뮤직                  | 《🔥승부욕 폭발🔥 거친 여친이들과 불안한 🍎사과🍎와 그걸 지켜보는 🤦‍♀️딩고🤦‍♀️》                                                       | 여자친구                     | 12월 11일            | 유튜브 |
| 2020 | 쏘스뮤직                   | 《GFRIEND's MEMORIA in 버디 고등학교》                                                                                             | 여자친구                     | 12월 11일~25일       | 유튜브 123비하인드                                                                                            |
| 2020 | EVISU KOREA                | 《★에비수 2020 겨울 크리스마스 영상 '신비'★》                                                                                      | 신비                         | 12월 13일            | 유튜브 |
| 2020 | STUDIO CHOOM               | 《[BE ORIGINAL] GFRIEND(여자친구) 'MAGO' (Behind)》                                                                                | 여자친구                     | 12월 14일            | 유튜브 |
| 2020 | Cosmopolitan               | 《K-Pop Group GFRIEND Masters the Hardest TikTok Dances(TikTok Challenge Challenge)》                                              | 여자친구                     | 12월 14일            | 유튜브 |
| 2020 | Prudential Center          | 《GFRIEND - Mini Masterclass》 | 여자친구                     | 12월 15일            | 유튜브 |
| 2020 | 딩고 뮤직                  | 《🚨속보🚨 여자친구 엄지 평생 양치 안한다고 선언해… (웅성웅성) 과몰입 끝판왕 여친이들의 2차 토론의 현장😱》                        | 여자친구                     | 12월 16일            | 유튜브 |
| 2020 | BuzzFeedVideo              | 《GFRIEND Finds Out Which Group Member They Really Are》                                                                           | 여자친구                     | 12월 16일            | 유튜브 |
| 2020 | ALL THE K-POP              | 《[랜덤플레이댄스FULL] 주간아 올 때마다 새 기록 쓰고 가는 갓자친구! 》                                                             | 여자친구                     | 12월 16일            | 유튜브 |
| 2020 | 맛있는 녀석들              | 《세로직캠에 무편집! 이건 못 참지! [시켜서 한다! 오늘부터 댄스뚱] 하드털이》                                                       | 여자친구                     | 12월 17일            | 유튜브 |
| 2020 | Seventeen                  | 《GFRIEND Reveals Who Smells The Best, Who's The Sweetest And More!》                                                              | 여자친구                     | 12월 18일            | 유튜브 |
| 2020 | KBS Kpop                   | 《🎤🌟2020 KBS 가요대축제 포토월 🌟 2020 KBS [ Song Festival] Photo Wall 🎉》                                                      | 소원, 예린, 은하, 유주, 신비 | 12월 18일            | 유튜브 |
| 2020 | KBS Kpop                   | 《[K-Choreo 8K] 여자친구 직캠 'INTRO+Apple' (GFRIEND Choreography)》                                                               | 소원, 예린, 은하, 유주, 신비 | 12월 19일            | 유튜브 전체소원예린 은하유주신비                                                                              |
| 2020 | KBS Kpop                   | 《[K-Choreo 8K] 투비투유 직캠 'Boss (원곡:NCT U)' (2B2U Choreography)》                                                            | 신비                         | 12월 19일            | 유튜브 전체                                                                                                   |
| 2020 | ALL THE K-POP              | 《[주간아.zip] 0.5초만에 대형 완성해버리는 급이 다른 여자친구의 랜플댄!》                                                          | 여자친구                     | 12월 20일            | 유튜브 |
| 2020 | 한밤                       | 《[2020 SBS 가요대전] PHOTO WALL Part.02》                                                                                         | 소원, 예린, 은하, 유주, 신비 | 12월 25일            | 유튜브 |
| 2020 | 스브스케이팝               | 《[2020 가요대전] 여자친구 'APPLE' 풀캠 (GFRIEND 'APPLE' Full Cam 외)》                                                            | 소원, 예린, 은하, 유주, 신비 | 12월 25일            | 유튜브 전체소원예린 은하유주신비                                                                              |
| 2020 | 스브스케이팝               | 《[2020 가요대전] 여자친구 'MAGO' 풀캠 (GFRIEND 'MAGO' Full Cam)》                                                                 | 소원, 예린, 은하, 유주, 신비 | 12월 25일            | 유튜브 |
| 2020 | 스브스케이팝               | 《[2020 가요대전] 여자친구 은하 '초대' 풀캠 (GFRIEND EUN HA 'Invitation' Full Cam) 외》                                            | 은하                         | 12월 25일            | 유튜브 123 |
| 2020 | Doyouram                   | 《여자친구 2020년 활약상 총정리! 이렇게까지 열일했다고?! [GFRIEND's Highlights in 2020]》                                          | 여자친구                     | 12월 26일            | 유튜브 |
| 2020 | 한밤                       | 《[HANBAM's CLOSE-UP] 여자친구(GFRIEND) ‘MAGO’ Gayodaejun's performance》                                                          | 소원, 예린, 은하, 유주, 신비 | 12월 28일            | 유튜브 |
| 2020 | The K-POP                  | 《MAGO~ ‘여자친구’와 함께하는 신생아 돕기 기부챌린지 Start!!》                                                                     | 소원, 예린, 은하, 유주, 신비 | 12월 29일            | 유튜브 |
| 2020 | STUDIO CHOOM               | 《[UNFILTERED CAM] GFRIEND SIN B(신비) 'Tap In' 4K》                                                                               | 신비                         | 12월 30일            | 유튜브 |
| 2021 | 한밤                       | 《2020 가요대전 풀버전 대방출!!!》                                                                                                 | 소원, 예린, 은하, 유주, 신비 | 1월 1일              | 유튜브 |
| 2021 | 쏘스뮤직                   | 《GFRIEND's MEMORIA - 새해맞이 홈파티》                                                                                            | 여자친구                     | 1월 1일~8일          | 유튜브 12비하인드                                                                                             |
| 2021 | SBS KPOP                   | 《[2020 가요대전] 여자친구 유주 '사랑이라는 이유로' 풀캠 (YUJU 'In the name of love' Full Cam)》                                   | 유주                         | 1월 2일              | 유튜브 |
| 2021 | SBS KPOP                   | 《[2020 가요대전] 미연x우기x영훈x상연x뉴x유주x기현 '나의 노래' 풀캠 ('My Song' Special Full Cam)》                                 | 유주                         | 1월 2일              | 유튜브 |
| 2021 | Big Hit Labels             | 《[2021NYEL] 'INTRO + MAGO' - GFRIEND (여자친구)》                                                                                 | 소원, 예린, 은하, 유주, 신비 | 1월 4일              | 유튜브 |
| 2021 | SBS KPOP                   | 《[2020 가요대전] 여자친구 소원 'Apple' 페이스캠 (GFRIEND SOWON FaceCam) 외》                                                      | 소원, 예린, 은하, 유주, 신비 | 1월 6일              | 유튜브 소원신비                                                                                               |
| 2021 | SBS KPOP                   | 《[2020 가요대전] 여자친구 예린 'MAGO' 페이스캠 (GFRIEND YERIN FaceCam) 외》                                                       | 소원, 예린, 은하, 유주, 신비 | 1월 6일              | 유튜브 예린은하유주                                                                                           |
| 2021 | The K-POP                  | 《여자친구, 아기들을 위해 챌린지 게임, 도네이션 고고!》                                                                            | 소원, 예린, 은하, 유주, 신비 | 1월 7일              | 유튜브 |
| 2021 | The K-POP                  | 《여자친구, 챌린지 도장깨기로 역대급 기부?!》                                                                                      | 소원, 예린, 은하, 유주, 신비 | 1월 14일             | 유튜브 |
| 2021 | Season B Season            | 《여자친구가 이게 요즘 먹히는 패션이라는데 맞아? 》                                                                                | 소원, 예린, 은하, 유주, 엄지 | 1월 14일             | 유튜브 |
| 2021 | 버디크러시:판타지 골프     | 《[버디크러시 X 여자친구 은하] 메이킹 필름 공개! (BUDDY! BIRDIE!)》                                                                | 은하                         | 1월 14일             | 유튜브 |
| 2021 | 쏘스뮤직                   | 《GFRIEND's MEMORIA - 요리쇼》 | 여자친구                     | 1월 15일~22일        | 유튜브 12비하인드                                                                                             |
| 2021 | ALL THE K-POP              | 《[HAPPY DEBUT-DAY] 여자친구(GFRIEND) - 유리구슬 l STAGEMIX l #더_활짝_필_여자친구의_6주년》                                       | 여자친구                     | 1월 16일             | 유튜브 |
| 2021 | 카카오TV                   | 《'신비(여자친구)-사랑스러워' OST 발매 기념 현장 인터뷰 [아름다웠던 우리에게] 비하인드》                                           | 신비                         | 1월 18일             | 유튜브 |
| 2021 | 버디크러시:판타지 골프     | 《[버디크러시X여자친구 은하] 쿠키 영상 공개!》                                                                                     | 은하                         | 1월 18일             | 유튜브 |
| 2021 | FLEX M                     | 《[Special Clip] 유주 (여자친구) - Falling (런 온 OST Part.10)》                                                                   | 유주                         | 1월 20일             | 유튜브 티저라이브                                                                                             |
| 2021 | The K-POP                  | 《여자친구, 그녀들의 완벽한 챌린지 모음 & 비하인드 영상까지!!》                                                                    | 소원, 예린, 은하, 유주, 신비 | 1월 21일             | 유튜브 |
| 2021 | 와랄라맨션                 | 《🤣 웃짤 액기스) 아이돌 짤 대잔치 [짤칵짤칵] 역대 출연진 레전드 짤 모음.zip》                                                     | 여자친구                     | 1월 21일             | 유튜브 |
| 2021 | OSEN                       | 《여자친구, 발랄함 넘치는 새해인사(ft.미모)》                                                                                      | 여자친구                     | 1월 24일             | VLive |
| 2021 | 쏘스뮤직                   | 《GFRIEND's MEMORIA - 명탐정 여자친구》                                                                                            | 여자친구                     | 1월 29일~2월 5일     | 유튜브 12비하인드                                                                                             |
| 2021 | EBS 키즈                   | 《여자친구 유주와 함께 꿈을 꾸다》                                                                                                 | 유주                         | 1월 29일             | 유튜브 |
| 2021 | 버디크러시:판타지 골프     | 《[버디크러시X은하] OST Full Version 공개! (KR)》                                                                                  | 은하                         | 1월 29일             | 유튜브 |
| 2021 | VLENDING                   | 《[Making] 봄처럼 두근두근 은하의 설레(Pit-A-Pat)🌷》                                                                              | 은하                         | 2월 1일              | 유튜브 |
| 2021 | 아는형님                   | 《[아형🏆Replay] 댄스 레전드..! 은하(EUNHA) & 엄지(UMJI)의 눈 가리고 추는 'Apple'》                                                | 은하, 엄지                   | 2월 10일             | 유튜브 |
| 2021 | ALL THE K-POP              | 《[주간아이돌] 기습 라이브 with 여자친구, 오마이걸, 슈퍼주니어, 몬스타엑스》                                                       | 예린, 신비                   | 2월 15일             | VLive |
| 2021 | 버디크러시: 판타지 골프    | 《[버디크러시] 은하와 함께 틱톡 댄스 같이 출까요?》                                                                                | 은하                         | 2월 22일             | 유튜브 |
| 2021 | U+아이돌Live               | 《아돌라스쿨》 | 예린, 신비                   | 2월 24일             | 리허설 12 클립12345                                                                                           |
| 2021 | The K-POP                  | 《신동과 동해 vs 아이돌 스타의 입덕의 순간》                                                                                       | 소원, 예린, 은하, 유주, 신비 | 2월 27일             | 유튜브 |
| 2021 | 21세기잠방                 | 《어느 낯선 도시를 걷는 여행자》                                                                                                   | 엄지                         | 3월 5일~4월 27일     | 오디오클립 |
| 2021 | 쏘스뮤직                   | 《GFRIEND's MEMORIA - 우당탕탕 토크쇼》                                                                                            | 여자친구                     | 3월 12일~19일        | 유튜브12 |
| 2021 | 쏘스뮤직                   | 《GFRIEND's MEMORIA - 우리끼리 산다》                                                                                              | 여자친구                     | 3월 26일~4월 9일     | 유튜브123 |
| 2021 | EBS 최고의 요리비결        | 《최고의 요리비결》 | 은하                         | 3월 29일~4월 19일    | 유튜브 1234                                                                                                   |
| 2021 | 쏘스뮤직                   | 《GFRIEND's MEMORIA - Game FRIEND》                                                                                                | 여자친구                     | 4월 17일~30일        | 유튜브12비하인드                                                                                              |
| 2021 | HYBE LABELS                | 《[HYBE INSIGHT] EXPRESS MUSIC - GFRIEND (여자친구)》                                                                              | 여자친구                     | 4월 22일             | 유튜브 |
| 2021 | EBS 최고의 요리비결        | 《최고의 요리비결》 | 소원                         | 4월 28일~5월 19일    | 유튜브 1234                                                                                                   |
| 2021 | Google Play Korea          | 《꿈의 케미😻여자친구 은하 ❌ 러블리즈 케이 - 꿈의 정원 편》                                                                       | 은하                         | 4월 28일             | 유튜브 |
| 2021 | 뉴프NEW                    | 《유주는 할리퀸》 | 유주                         | 5월 3일~24일         | 유튜브티저01 2345 비하인드12                                                                                  |
| 2021 | 강남구청                   | 《2021 온택트 G★KPOP 콘서트 in 강남 [Day1. Green]》                                                                                | 여자친구                     | 5월 8일              | 유튜브 |
| 2021 | 아레나옴므플러스           | 《여자친구 소원&엄지의 MBTI는 얼마나 잘 맞을까?》                                                                                  | 소원, 엄지                   | 5월 10일             | 유튜브 |
| 2021 | 쏘스뮤직                   | 《GFRIEND's MEMORIA - Highlight》                                                                                                  | 여자친구                     | 5월 14일             | 유튜브 |
| 2021 | ALL THE K-POP              | 《[주간아.zip] 2배속 댄스의 시초! 원조! 2배로 달리는 🙏갓자친구🙏 탄생의 현장!》                                                   | 여자친구                     | 5월 20일             | 유튜브 |
| 2021 | 한밤                       | 《새로 쓰는 The first page-여자친구와 함께 걸어온 7년》                                                                            | 여자친구                     | 5월 22일             | 유튜브 |
| 2021 | KCON official              | 《[All Stage🎁] GFRIEND @KCON:TACT 2020 Summer》                                                                                   | 여자친구                     | 5월 26일             | 유튜브 |
| 2021 | Again 가요톱10             | 《[#가수모음zip] 여자친구 노래모음zip》                                                                                            | 여자친구                     | 5월 26일             | 유튜브 |
| 2021 | Again 가요톱10             | 《여자친구(GFRIEND) - 시간을 달려서 교차편집 (StageMix)》                                                                          | 여자친구                     | 5월 27일             | 유튜브 |
| 2021 | The K-POP                  | 《To. 유리구슬처럼 반짝였던 여자친구, 마지막 인사도 없는 거야?ㅜㅜ 우리 댓글로 답장 보내요! #여자친구 #영끌 #모음집》              | 여자친구                     | 5월 28일             | 유튜브 |
| 2021 | KBS StarTV: 인물사전       | 《[소장각👍 #102] 여자친구의 찬란하게 빛나던 시간들🦋 여자친구 뮤직뱅크 무대 모음집 (교차편집ver) 뮤직뱅크 [KBS 방송]》            | 여자친구                     | 5월 29일             | 유튜브 |
| 2021 | ALL THE K-POP              | 《[IDOL-DAY] HAPPY GFRIEND 은하 (EUNHA) - DAY》                                                                                    | 여자친구                     | 5월 30일             | 유튜브 |
| 2021 | 스토리듬                   | 《[Official Audio] 은하(EUNHA) - 시간의 끝에서 (시간의 계단 X 은하 (EUNHA))》                                                      | 은하                         | 6월 3일              | 프리뷰공식영상인터뷰                                                                                          |
| 2021 | KBS StarTV: 인물사전       | 《[유플리💽 #20] 여자친구라 쓰고 전원 메인보컬이라 읽는다..💜 여자친구🦋 유스케 몰아보기✨ 외》                                    | 여자친구                     | 6월 4일              | 유튜브 12 |
| 2021 | KBS StarTV: 인물사전       | 《[소장각👍 #106] 사랑해 그리고 기억해🌸 여자친구 불후의 명곡 경연곡 모아보기》                                                    | 여자친구                     | 6월 9일              | 유튜브 |
| 2021 | KBS StarTV: 인물사전       | 《[강제소환#160] 그거 마시는거 아니에요!! 오늘도 장난기 넘치는 옌니( •̀ ω •́ )✧》                                                    | 여자친구                     | 6월 9일              | 유튜브 |
| 2021 | KBS StarTV: 인물사전       | 《[강제소환#161] 오해마세요 여자친구 맞아요😎 미쳐버린 텐션의 할렘 쉐이크》                                                        | 여자친구                     | 6월 10일             | 유튜브 |
| 2021 | KBS StarTV: 인물사전       | 《[강제소환#162] KTX타고 가면서 봐도 목도리 도마뱀👍 여자친구-열심=0 💪》                                                          | 여자친구                     | 6월 14일             | 유튜브 |
| 2021 | KBS StarTV: 인물사전       | 《[강제소환#165] 대선배님과의 콜라보! 사연있는 여자친구의 🌆밤의 만남🌆♬》                                                         | 여자친구                     | 6월 17일             | 유튜브 |
| 2021 | 스토리듬                   | 《[Event] 은하(EUNHA)와 함께하는 '시간의 끝에서' 듀엣 이벤트!》                                                                    | 은하                         | 6월 18일             | 유튜브 |
| 2021 | ALL THE K-POP              | 《보는 사람마저 응원하게 만드는 미친 ⚔칼군무⚔ 2배속 댄스 모음!》                                                                   | 여자친구                     | 6월 19일             | 유튜브 |
| 2021 | Marie Claire Korea         | 《랑콤 x 마리끌레르 수지 SUZY 라이브》                                                                                             | 예린                         | 6월 21일             | 유튜브 |
| 2021 | KBS StarTV: 인물사전       | 《[강제소환#169] 이번에도 덥습니다..😭 그럼에도 웃음을 잃지 않는 여자친구❤ 너 그리고 나 MV Behind🦋 》                             | 여자친구                     | 6월 22일             | 유튜브 |
| 2021 | KBS StarTV: 인물사전       | 《[강제소환#171] 아니 어떤 가수가 앵콜을 ㅋㅋㅋㅋ 회를 먹으면ㅅ...어라?┏(ºдº)┛❗ 갓자친구의 신박하고 굴욕없는 앵콜무대들💘 》      | 여자친구                     | 6월 25일             | 유튜브 |
| 2021 | KBS StarTV: 인물사전       | 《[강제소환#174] "유주"를 검색했더니 신자"유주"의가 나왔다😵 여자친구 검색은 어려워😱 여자친구 유스케 토크 모음》                  | 여자친구                     | 6월 30일             | 유튜브 |
| 2021 | OOTV                       | 《랑콤 클라리피끄 런칭 현장✨🎤 셀럽들의 릴스 촬영 비하인드 공개! 》                                                               | 예린                         | 7월 6일              | 유튜브 |
| 2021 | 세사페TV                   | 《화보맛집》 | 예린                         | 7월 7일~             | 유튜브123 |
| 2021 | KBS StarTV: 인물사전       | 《[소장각👍 #116] 장마 시작이다💧 비 오늘 날 찰박이며 듣기 좋은 비를 담은 노래들☂ 비(not singer) 노래 모음집 듣고 가세요💙》       | 여자친구                     | 7월 7일              | 유튜브 |
| 2021 | ALL THE K-POP              | 《올케다방의 띵곡팔이 - 타이틀에 속아 수록곡을 잊지 말자 - 여돌ver.💎》                                                            | 여자친구                     | 7월 8일              | 유튜브 |
| 2021 | ALL THE K-POP              | 《올케다방의 띵곡팔이 - 너, 나, 우리 전세계가 사랑하는 글로벌 아이돌》                                                             | 여자친구                     | 7월 15일             | 유튜브 |
| 2021 | KBS StarTV: 인물사전       | 《[소장각👍 #119] 💫하드 털기💫 가요대축제와 함께하는 여자친구의 역사🥰 어쩜 항상 완벽하기만 해..♥》                               | 여자친구                     | 7월 15일             | 유튜브 |
| 2021 | OOTV                       | 《[오오뉴스] 힙한 사진 맛집 ⭐️골든구스⭐️ 1주년 기념 전시!》                                                                        | 예린                         | 7월 27일             | 유튜브 |
| 2021 | KBS StarTV: 인물사전       | 《[강제소환#186] 그룹 여자친구를 너무 좋아해서 고민이라는 사연에 진짜 나타난 여자친구》                                            | 여자친구                     | 7월 28일             | 유튜브 |
| 2021 | ALL THE K-POP              | 《올케다방의 띵곡팔이 - 일편단심 사랑하게 만드는 8월생 아이돌🎂》                                                                  | 여자친구                     | 8월 2일              | 유튜브 |
| 2021 | OOTV                       | 《[오오뉴스] MZ세대 주목! 👜몽블랑 x 🦊메종 키츠네 한정판 콜라보레이션》                                                           | 예린                         | 8월 5일              | 유튜브 |
| 2021 | SINGLES KOREA              | 《댄스로 네 안의 너를 깨워봐!》 | 예린                         | 8월 9일              | 유튜브 |
| 2021 | ALL THE K-POP              | 《올케다방의 띵곡팔이 - 이 여름의 끝을 잡고, 마지막 여름 즐기기🌊》                                                                | 여자친구                     | 8월 12일             | 유튜브 |
| 2021 | ALL THE K-POP              | 《올케다방의 띵곡팔이 - 기분 좋은 휴일, 낮잠 자며 듣고 싶은 노래》                                                                 | 여자친구                     | 8월 16일             | 유튜브 |
| 2021 | Google Play Korea          | 《플에이온챌린지-조커전쟁》 | 은하                         | 8월 16일~9월 16일    | 유튜브 예고 12345 결승전하이라이트                                                                            |
| 2021 | 1stLook                    | 《독점!취향 공개?#예린의 180도 변신》                                                                                              | 예린                         | 8월 17일             | 유튜브 |
| 2021 | ALL THE K-POP              | 《올케다방의 띵곡팔이 - 처서맞이🍂 가을에 들으면 더 좋은 노래🍁》                                                                  | 여자친구                     | 8월 23일             | 유튜브 |
| 2021 | KBS StarTV: 인물사전       | 《[소장각👍 #138] ⭐하드(탈탈) 털기⭐ 모든 순간이 아름다운 💫여자친구💫 열린 음악회 무대들💖》                                     | 여자친구                     | 8월 24일             | 유튜브 |
| 2021 | OOTV                       | 《[나일론뮤직] 예린(YERIN) - I Wish by 오윤혜》                                                                                    | 예린                         | 8월 27일             | 유튜브 |
| 2021 | UNIVERSE_OFFICIAL          | 《[UNIVERSE] 예린 플래닛을 공개합니다!》                                                                                           | 예린                         | 8월 30일             | 유튜브 |
| 2021 | ALL THE K-POP              | 《올케다방의 띵곡팔이 - 대학축제에서 즐기기 좋은 노래🎊》                                                                          | 여자친구                     | 8월 30일             | 유튜브 |
| 2021 | SEOULSTORE                 | 《MAPS X 예린 서울스토어 팝업 오픈》                                                                                               | 예린                         | 9월 2일              | 유튜브 |
| 2021 | ALL THE K-POP              | 《올케다방의 띵곡팔이 - 가을장마🍂와 함께 하면 좋은 노래🌂》                                                                       | 여자친구                     | 9월 6일              | 유튜브 |
| 2021 | [2x9HD]구교환X이옥섭       | 《[UL:KIN] New York Fashion Week-Concept Korea》                                                                                   | 소원                         | 9월 10일             | 유튜브티저본편                                                                                                |
| 2021 | 한국콘텐츠진흥원           | 《컨셉코리아 뉴욕 2022 S/S (Concept Korea in NYFW 2022 S/S)》                                                                      | 소원                         | 9월 10일             | 유튜브 |
| 2021 | 비비엔터테인먼트           | 《[진영] 경찰수업 OST '유주 - 남아있어' 디렉팅 비하인드》                                                                          | 유주                         | 9월 13일             | 유튜브 |
| 2021 | STARNEWS KOREA             | 《가수 유주, 2021년 ★ 추석 인사》                                                                                                  | 유주                         | 9월 17일             | 유튜브 |
| 2021 | STARNEWS KOREA             | 《배우 김소정, 2021년 ★ 추석 인사》                                                                                                | 소원                         | 9월 20일             | 유튜브 |
| 2021 | ALL THE K-POP              | 《올케다방의 띵곡팔이 - 연휴 끝💨 현생 복귀를 도와줄 하이텐션 노래🎶》                                                             | 여자친구                     | 9월 23일             | 유튜브 |
| 2021 | 오하빵                     | 《예린이와 함께하는 추석 특집 미니 아육대! 엄청난 상품이 걸린 싸움! 과연 승자는?! 》                                               | 예린                         | 9월 24일             | 유튜브 |
| 2021 | ALL THE K-POP              | 《올케다방의 띵곡팔이 - 월요일을 이겨낼 비타민 같은 노래 #2》                                                                      | 여자친구                     | 9월 28일             | 유튜브 |
| 2021 | 아는형님                   | 《[아형✨위크][조회수 TOP11 모음] 》                                                                                               | 은하, 엄지                   | 10월 1일             | 유튜브 |
| 2021 | ALL THE K-POP              | 《올케다방의 띵곡팔이 - 다재다능 10월생 아이돌🎂》                                                                                 | 여자친구                     | 10월 4일             | 유튜브 |
| 2021 | ALL THE K-POP              | 《🗳올케다방의 띵곡팔이 - K-POP 전성기 부문 투표 1위 🏆3세대 아이돌🏆》                                                             | 여자친구                     | 10월 7일             | 유튜브 |
| 2021 | ALL THE K-POP              | 《🗳올케다방의 띵곡팔이 - 취향 저격 컨셉 부문 투표 1위 🏆마라맛 컨셉🏆》                                                            | 여자친구                     | 10월 12일            | 유튜브 |
| 2021 | ALL THE K-POP              | 《올케다방의 띵곡팔이 - 한글 제목 노래를 부른 아이돌 #1》                                                                          | 여자친구                     | 10월 14일            | 유튜브 |
| 2021 | 채널덕쓰                   | 《뭐가찐짭 ep.42 》 | 예린                         | 10월 14일            | 유튜브 |
| 2021 | 서울패션위크               | 《UL:KIN - SPRING SUMMER 2022 - Seoul Fashion Week》                                                                               | 은하, 신비, 엄지             | 10월 14일            | 유튜브 |
| 2021 | tvN D STUDIO               | 《여자친구 근황! 신비, 은하, 엄지 재결합 이후 첫 인터뷰》                                                                          | 은하, 신비, 엄지             | 10월 14일            | 유튜브 |
| 2021 | KBS WORLD TV               | 《[ Online Compilation Concert #9 ] #GFRIEND - SINCE 2015 ~ 2021》                                                                 | 여자친구                     | 10월 14일            | 유튜브 |
| 2021 | UNIVERSE_OFFICIAL          | 《[UNIVERSE] VIVIZ 플래닛을 공개합니다!》                                                                                          | 은하, 신비, 엄지             | 10월 15일            | 유튜브 |
| 2021 | ALL THE K-POP              | 《[띵곡팔이] 퍼포맛집🍽으로 소문난 아이돌 무대🔥》                                                                                  | 여자친구                     | 10월 21일            | 유튜브 |
| 2021 | SINGLES KOREA              | 《“편집해 주세요" 예린&용희 두 사람에게 과연 무슨 일이? - 싱터뷰》                                                                 | 예린                         | 10월 27일            | 유튜브 |
| 2021 | 엠뚜루마뚜루               | 《[복면가왕] 음색으로 케이팝 비벼버리는 최강 경력직 트리오🌟비비지 복가 무대 모음🎤》                                              | 은하, 신비, 엄지             | 10월 30일            | 유튜브 |
| 2021 | Again 가요톱10             | 《듣자마자 고등학교 복도로 소환되는 코리안 하이틴》                                                                                | 여자친구                     | 11월 3일             | 유튜브 |
| 2021 | ALL THE K-POP              | 《[띵곡팔이] 가을바람🍂과 함께 즐기는 드라이브송 #2🚗》                                                                            | 여자친구                     | 11월 4일             | 유튜브 |
| 2021 | 딩고 뮤직                  | 《경력 6년차🌟25세 작곡가 아도라(ADORA)의 찐 작업기!!(feat.은하) [띵곡가들 EP.2]》                                                 | 은하                         | 11월 4일             | 유튜브 |
| 2021 | DAZED KOREA                | 《VIVIZ / 비비지가 보내온 인사영상.》                                                                                              | 은하, 신비, 엄지             | 11월 8일             | 유튜브 |
| 2021 | KBS WORLD TV               | 《[ Online Compilation Concert #27 ] #GFRIEND-SINCE 2015 ~ 2021》                                                                  | 여자친구                     | 11월 9일             | 유튜브12 |
| 2021 | ALL THE K-POP              | 《[띵곡팔이] 가래떡데이🍡 말랑한 아이돌의 말랑한 노래🍮》                                                                          | 여자친구                     | 11월 11일            | 유튜브 |
| 2021 | 딩고 뮤직                  | 《데뷔 동기(?)라는 두 연습생 아도라&은하의 씹덕터지는 N문N답 [띵곡가들 EP.3]ㅣ딩고뮤직ㅣDingo Music》                              | 은하                         | 11월 11일            | 유튜브 |
| 2021 | BRANDNEW MUSIC             | 《그리 (GREE) '미안해 널 사랑해서 (Sorry for loving you) (Feat. 예린 (YERIN))' BEHIND INTERVIEW》                                  | 예린                         | 11월 15일            | 유튜브 |
| 2021 | OSEN TV                    | 《여자친구 예린,'2021 지스타에 나타난 행복 미소' [O! STAR]》                                                                       | 예린                         | 11월 18일            | 유튜브 |
| 2021 | momoe                      | 《채소가지구》 | 은하                         | 11월 19일            | 유튜브예고티저본방                                                                                            |
| 2021 | 딩고 뮤직                  | 《조회수 100만 돌파🎉아도라(ADORA)&은하 ❤️‍🔥MAKE U DANCE❤️‍🔥필름 촬영 비하인드ㅣ[띵곡가들]ㅣ딩고뮤직ㅣDingo Music"》                   | 은하                         | 11월 19일            | 유튜브 |
| 2021 | OOTV오오티비               | 《[오오뉴스] ⛄️❄️올 겨울 아우터는 NOICE에서?! (in 카시나 한남점)》                                                                 | 예린                         | 11월 20일            | 유튜브 |
| 2021 | DAZED KOREA                | 《VIVO MOMENTO, VIVIZ / 가장 선명한 날에 밝은 빛을 낼 준비를 마친 그들.》                                                          | 은하, 신비, 엄지             | 11월 23일            | 유튜브 |
| 2021 | ALL THE K-POP              | 《[🗳띵곡팔이] 취향 저격 무대 의상 투표 1위 🏆제복&수트🏆》                                                                         | 여자친구                     | 11월 23일            | 유튜브 |
| 2021 | CYWORLD                    | 《[CyworldBGM2021] "유주 - 너의 곁으로" Music Clip (Mini Room Ver.)》                                                              | 유주                         | 11월 24일            | 티저 유튜브                                                                                                   |
| 2021 | ALL THE K-POP              | 《[띵곡팔이] 여자아이돌 🍓빨간머리 걔🍒》                                                                                          | 여자친구                     | 11월 25일            | 유튜브 |
| 2021 | CYWORLD                    | 《[CyworldBGM2021] "유주 - 너의 곁으로" Music Clip 촬영 현장 스케치》                                                              | 유주                         | 11월 29일            | 유튜브 |
| 2021 | CYWORLD                    | 《[CyworldBGM2021] "유주 - 너의 곁으로" Music Clip (Lyric ver.)》                                                                  | 유주                         | 12월 1일             | 유튜브 |
| 2021 | ALL THE K-POP              | 《[띵곡팔이] 추위도 물러날 인간핫팩🔥 12월생 아이돌🎂》                                                                            | 여자친구                     | 12월 2일             | 유튜브 |
| 2021 | JTBC voyage                | 《[골라봐야지] 얘들아 이게 연습량 미친 아이돌들의 일렬 군무다;; 감탄만 나오는 칼군무 모음》                                        | 여자친구                     | 12월 2일             | 유튜브 |
| 2021 | CYWORLD                    | 《[CyworldBGM2021] 유주 "너의 곁에서 널 사랑해도 되겠니?" #Shorts》                                                                | 유주                         | 12월 3일             | 유튜브 |
| 2021 | MTV Asia                   | 《GFRIEND 여자친구 Perform 'Apple'- Asia Song Festival 2020》                                                                      | 여자친구                     | 12월 3일             | 유튜브 |
| 2021 | KBS Kpop                   | 《연말이 기다려지는 또 다른 이유! 가요대축제 걸그룹 스페셜 무대 몰아보기》                                                         | 여자친구                     | 12월 6일             | 유튜브 |
| 2021 | Twitter                    | 《극한데뷔 야생돌 Twitter Blueroom LIVE》                                                                                          | 예린                         | 12월 8일             | 트위터 |
| 2021 | ALL THE K-POP              | [띵곡팔이] 식후 아아🥤 대신 수혈하는 기력 충전 플레이리스트                                                                        | 여자친구                     | 12월 9일             | 유튜브 |
| 2021 | 딩고                       | 《서프라이즈🎁 몰래 치킨 들고 찾아온 은하,신비? 심지어 배그 선수들한테?!》                                                         | 은하, 신비                   | 12월 13일            | 유튜브 |
| 2021 | KCON official              | 《GFRIEND (여자친구) \| MEET&GREET HIGHLIGHT》                                                                                     | 여자친구                     | 12월 13일            | 유튜브 |
| 2021 | 스튜디오 훜                | 《[단독] 예린♥희철, 환장의 커플 탄생? ...은 무슨 안싸우면 다행이야ㅠ #술트리트파이터 6회》                                         | 예린                         | 12월 16일            | 유튜브 |
| 2021 | 딩고                       | 《투은비가 PGC 2021 경기장에서 배그한판을 했다!? 🔫 혹시,, 자전거.. 드실래요!?》                                                   | 은하, 신비                   | 12월 17일            | 유튜브 |
| 2021 | BamBam                     | 《BamBam X VIVIZ》 | 은하, 신비, 엄지             | 12월 30일            | 유튜브 |
| 2021 | 14F                        | 《⚠️이거 안 보면 지상렬⚠️ “인천이 무슨 마계야?!” 찐인천러들이 말하는 ‘마계 인천’》                                                 | 예린                         | 12월 31일            | 유튜브 |
| 2022 | ALL THE K-POP              | 《[주간아.zip] 2022 임인년 기념! 어흥＞_＜🐯 호랑이띠 여자아이돌의 애교송 모음!》                                                  | 신비, 엄지                   | 1월 3일              | 유튜브 |
| 2022 | The K-POP                  | 《(Idol_Challenge - VIVIZ) 여자친구의 새로운 이름, 비비지! MC백호? 감당할 수 있나요?! (ENG sub)》                                  | 은하, 신비, 엄지             | 1월 7일              | 유튜브 |
| 2022 | JTBC Voyage                | 《[스타★봐야지] 언니 저랑도 같이 놀이(PLAY)해줘요,,♥ 최스윗 유주(YUJU)의 날아다니는 예능 활약상 모음zip.》                         | 여자친구                     | 1월 19일             | 유튜브 |
| 2022 | 모비딕                     | 《쇼터뷰에 놀이(Play)하러 온 8년차 신인가수 유주, 알고보니 준비된 예능천재? 《제시의 쇼터뷰》 EP.83 by 모비딕 Mobidic》            | 유주                         | 1월 20일             | 유튜브 |
| 2022 | CoppaMagzTV                | 《[INTERVIEW with YUJU] GIMANA PERASAAN YUJU TENTANG SOLO DEBUTNYA?》                                                              | 유주                         | 1월 20일             | 유튜브 |
| 2022 | M2                         | 《[MPD직캠] 유주 직캠 4K '놀이(Play)' 외》                                                                                         | 유주                         | 1월 20일             | 유튜브 1 2 |
| 2022 | 스튜디오 까르르            | 《리벌스트랙 시즌2》 | 예린                         | 1월 21일~            | 1화 2화 |
| 2022 | Mnet K-POP                 | 《'최초 공개' '유주'의 거침없는 '놀이(Play)' 무대》                                                                                | 유주                         | 1월 21일             | 유튜브 |
| 2022 | KBS Kpop                   | 《유주 직캠 '놀이(Play)' (YUJU Choreography)》                                                                                     | 유주                         | 1월 21일             | 유튜브 |
| 2022 | KBS Kpop                   | 《[MusicBank Interview Cam] 유주 & 최예나》                                                                                        | 유주                         | 1월 21일             | 유튜브 |
| 2022 | M2                         | 《[입덕직캠] 유주 직캠 4K '놀이(Play)' 》                                                                                          | 유주                         | 1월 22일             | 유튜브 |
| 2022 | MBCkpop                    | 《[예능연구소 4K] 유주 직캠 ‘놀이(Play)’ 외》                                                                                      | 유주                         | 1월 22일             | 유튜브 1 2 |
| 2022 | 스브스케이팝               | 《[안방1열 직캠4K] 유주 '놀이' 풀캠》                                                                                              | 유주                         | 1월 23일             | 유튜브 |
| 2022 | ALL THE K-POP              | 《[주간아이돌] 기습 라이브 with VIVIZ》                                                                                            | 은하, 신비, 엄지             | 1월 24일             | 유튜브 |
| 2022 | 스브스케이팝               | 《[페이스캠4K] 유주 '놀이'》 | 유주                         | 1월 26일             | 유튜브 |
| 2022 | ALL THE K-POP              | 《[쇼챔직캠 4K] YUJU - PLAY (유주 - 놀이) 외》                                                                                     | 유주                         | 1월 26일             | 유튜브 1 2 3                                                                                                  |

## 라디오
| 연도 | 방송사          | 프로그램                        | 출연                         | 기간                     | 비고                                  |
| ---- | --------------- | ------------------------------- | ---------------------------- | ------------------------ | ------------------------------------- |
| 2015 | KBS 쿨FM        | 《슈퍼주니어의 키스 더 라디오》 | 여자친구                     | 1월 16일                 | 클립 1, 2, 3, 4, 대기실               |
| 2015 | MBC 표준FM      | 《허경환의 별이 빛나는 밤에》   | 소원, 유주                   | 1월 25일                 |                                       |
| 2015 | SBS 파워FM      | 《박소현의 러브 게임》          | 여자친구                     | 1월 26일                 |                                       |
| 2015 | SBS 파워FM      | 《이국주의 영스트리트》         | 여자친구                     | 1월 28일                 |                                       |
| 2015 | MBC 표준FM      | 《정준영의 심심타파》           | 여자친구                     | 1월 29일                 |                                       |
| 2015 | KBS 쿨FM        | 《장동민, 레이디제인의 2시》    | 여자친구                     | 2월 3일                  | 클립 1, 2                             |
| 2015 | MBC FM4U        | 《정오의 희망곡 김신영입니다》  | 여자친구                     | 2월 6일                  | 클립 1, 2, 3                          |
| 2015 | 아리랑 TV       | 《이삭의 케이팝핀》             | 여자친구                     | 2월 9일                  |                                       |
| 2015 | MBC FM4U        | 《써니의 FM데이트》             | 여자친구                     | 2월 14일                 | 전체                                  |
| 2015 | 아리랑 라디오   | 《Sound K Everyday》            | 소원, 은하, 유주, 신비       | 2월 16일                 |                                       |
| 2015 | SBS 파워FM      | 《김창렬의 올드스쿨》           | 소원, 유주, 신비             | 2월 22일                 | (w/니엘)                              |
| 2015 | KBS 쿨FM        | 《콩으로 만나는 세상》          | 여자친구                     | 3월 3일                  | 클립 1, 2, 3                          |
| 2015 | 평화 공개방송   | 《우리 하나되어세상 밖으로》    | 여자친구                     | 4월 25일                 |                                       |
| 2015 | KBS 쿨FM        | 《슈퍼주니어의 키스 더 라디오》 | 여자친구                     | 7월 24일                 | 클립 1, 2, 3, 4                       |
| 2015 | MBC FM4U        | 《정오의 희망곡 김신영입니다》  | 여자친구                     | 7월 28일                 | 전체                                  |
| 2015 | SBS 파워FM      | 《빅스 엔 케이팝》              | 여자친구                     | 8월 2일                  |                                       |
| 2015 | KBS 쿨FM        | 《김성주의 가요광장》           | 여자친구                     | 8월 7일                  |                                       |
| 2015 | SBS 파워FM      | 《이국주의 영스트리트》         | 여자친구                     | 8월 10일                 |                                       |
| 2015 | SBS 파워FM      | 《김창렬의 올드스쿨》           | 소원, 은하, 유주             | 8월 13일                 |                                       |
| 2015 | SBS 파워FM      | 《박소현의 러브게임》           | 소원, 예린                   | 8월 15일                 |                                       |
| 2015 | KBS 쿨FM        | 《슈퍼주니어의 키스 더 라디오》 | 은하, 유주                   | 8월 16일                 | 클립 1, 2                             |
| 2015 | 아리랑 라디오   | 《이삭의 케이팝핀》             | 여자친구                     | 8월 17일                 |                                       |
| 2015 | MBC 표준FM      | 《정준영의 심심타파》           | 여자친구                     | 8월 18일                 | 전체                                  |
| 2015 | MBC 표준FM      | 《허경환의 별이 빛나는 밤에》   | 은하, 유주                   | 9월 11일                 |                                       |
| 2015 | MBC FM4U        | 《굿모닝FM 전현무입니다》       | 여자친구                     | 12월 22일                |                                       |
| 2016 | KBS 쿨FM        | 《김성주의 가요광장》           | 여자친구                     | 1월 25일                 |                                       |
| 2016 | KBS 쿨FM        | 《슈퍼주니어의 키스 더 라디오》 | 여자친구                     | 1월 27일                 | 클립, 비하인드                        |
| 2016 | MBC FM4U        | 《테이의 꿈꾸는 라디오》        | 여자친구                     | 1월 28일                 | 전체                                  |
| 2016 | SBS 파워FM      | 《김창렬의 올드스쿨》           | 여자친구                     | 1월 28일                 |                                       |
| 2016 | SBS 파워FM      | 《박소현의 러브게임》           | 여자친구                     | 2월 1일                  |                                       |
| 2016 | SBS 파워FM      | 《최화정의 파워타임》           | 여자친구                     | 2월 2일                  |                                       |
| 2016 | MBC FM4U        | 《두시의 데이트 박경림입니다》  | 여자친구                     | 2월 2일                  | 전체                                  |
| 2016 | MBC FM4U        | 《정오의 희망곡 김신영입니다》  | 여자친구                     | 2월 4일                  | 전체 클립                             |
| 2016 | MBC 표준FM      | 《박정아의 달빛낙원》           | 여자친구                     | 2월 5일                  | 전체 클립                             |
| 2016 | KBS 쿨FM        | 《케이팝 플래닛》               | 은하, 유주                   | 2월 7일                  | 스페셜 DJ, 은하, 유주, 비하인드       |
| 2016 | MBC 표준FM      | 《윤정수 신봉선의 좋은 주말》   | 여자친구                     | 2월 21일                 |                                       |
| 2016 | KBS 쿨FM        | 《박지윤의 가요광장》           | 여자친구                     | 4월 9일                  | 전체                                  |
| 2016 | KBS 쿨FM        | 《박지윤의 가요광장》           | 여자친구                     | 7월 11일                 | 클립 1, 2                             |
| 2016 | MBC FM4U        | 《테이의 꿈꾸는 라디오》        | 여자친구                     | 7월 12일                 | 전체                                  |
| 2016 | MBC FM4U        | 《정오의 희망곡 김신영 입니다》 | 여자친구                     | 7월 13일                 | 전체                                  |
| 2016 | SBS 파워FM      | 《김창렬의 올드스쿨》           | 여자친구                     | 7월 13일                 | 클립 1, 2, 3, 4                       |
| 2016 | MBC FM4U        | 《박지윤의 FM데이트》           | 여자친구                     | 7월 14일                 | 전체                                  |
| 2016 | KBS 쿨FM        | 《슈퍼주니어의 키스더라디오》   | 여자친구                     | 7월 15일                 | 전체, 모닝콜, 비하인드                |
| 2016 | SBS 러브FM      | 《박소현의 러브게임》           | 소원, 예린, 은하, 유주, 신비 | 7월 18일                 | 클립 1, 2, 3, 4                       |
| 2016 | MBC 표준FM      | 《강타의 별이 빛나는 밤에》     | 소원, 예린, 은하, 유주, 신비 | 7월 19일                 |                                       |
| 2016 | SBS 파워FM      | 《최화정의 파워타임》           | 여자친구                     | 7월 27일                 | 클립 1, 2, 3, 4                       |
| 2016 | SBS 파워FM      | 《두시탈출 컬투쇼》             | 여자친구                     | 8월 4일                  | 클립 1, 2, 3, (w/베이식)              |
| 2016 | SBS 러브FM      | 《윤형빈, 양세형의 투맨쇼》     | 여자친구                     | 8월 8일                  | 클립 1, 2, 3, 4, 5, 6                 |
| 2016 | SBS 파워FM      | 《이국주의 영스트리트》         | 여자친구                     | 8월 8일                  | 클립 1, 2, 3, 4                       |
| 2016 | SBS 파워FM      | 《이국주의 영스트리트》         | 예린, 은하                   | 8월 17일                 | 스페셜 DJ, 클립 1, 2, 3, 4            |
| 2016 | SBS 파워FM      | 《이국주의 영스트리트》         | 유주, 신비                   | 8월 19일                 | 스페셜 DJ, 클립 1, 2, 3               |
| 2016 | SBS 파워FM      | 《배성재의 텐》                 | 은하, 유주                   | 8월 22일                 | 스페셜 DJ, 클립 1, 2, 3               |
| 2017 | SBS 파워FM      | 《두시탈출 컬투쇼》             | 여자친구                     | 3월 9일                  | 클립 1, 2 (w/팀)                      |
| 2017 | KBS 쿨FM        | 《이홍기의 키스더라디오》       | 여자친구                     | 3월 10일                 | 전체, 화이트데이, 비하인드            |
| 2017 | KBS 쿨FM        | 《박지윤의 가요광장》           | 여자친구                     | 3월 15일                 | 전체, 비하인드                        |
| 2017 | MBC FM4U        | 《테이의 꿈꾸는 라디오》        | 여자친구                     | 3월 15일                 | 전체                                  |
| 2017 | MBC 표준FM      | 《강타의 별이 빛나는 밤에》     | 여자친구                     | 3월 16일                 | 전체, 벌칙                            |
| 2017 | MBC FM4U        | 《정오의 희망곡 김신영입니다》  | 여자친구                     | 3월 21일                 | 전체                                  |
| 2017 | SBS 파워FM      | 《배성재의 텐》                 | 신비, 엄지                   | 3월 23일                 |                                       |
| 2017 | SBS 파워FM      | 《이국주의 영스트리트》         | 여자친구                     | 3월 27일                 | 클립 1, 2                             |
| 2017 | SBS 파워FM      | 《두시탈출 컬투쇼》             | 예린                         | 3월 28일                 | 클립 1, 2 (w/차오루, 키썸)            |
| 2017 | SBS 파워FM      | 《박소현의 러브게임》           | 여자친구                     | 3월 31일                 |                                       |
| 2017 | TBS FM          | 《지상렬의 브라보 브라보》      | 소원, 예린, 은하, 유주, 엄지 | 4월 11일                 |                                       |
| 2017 | SBS 파워FM      | 《최화정의 파워타임》           | 여자친구                     | 8월 2일                  | 클립 1, 2                             |
| 2017 | SBS 파워FM      | 《두시탈출 컬투쇼》             | 여자친구                     | 8월 3일                  | 클립 1, 2                             |
| 2017 | MBC 표준FM      | 《강타의 별이 빛나는 밤에》     | 여자친구                     | 8월 3일                  | 벌칙, 라이브                          |
| 2017 | KBS 쿨FM        | 《이홍기의 키스더라디오》       | 여자친구                     | 8월 9일                  | 전체, 클립 1, 2, 벌칙, 비하인드       |
| 2017 | MBC FM4U        | 《정오의 희망곡 김신영입니다》  | 여자친구                     | 8월 10일                 | 클립                                  |
| 2017 | SBS 파워FM      | 《박소현의 러브게임》           | 여자친구                     | 8월 11일                 | 클립 1, 2                             |
| 2017 | SBS 파워FM      | 《NCT의 night night!》          | 유주, 신비, 엄지             | 8월 17일                 | 클립                                  |
| 2017 | SBS 러브FM      | 《송은이 김숙의 언니네 라디오》 | 여자친구                     | 8월 18일                 |                                       |
| 2017 | KBS World Radio | 《KBS World Radio Indonesian》  | 여자친구                     | 8월 25일                 |                                       |
| 2018 | SBS 파워FM      | 《박소현의 러브게임》           | 여자친구                     | 5월 1일                  |                                       |
| 2018 | SBS 파워FM      | 《두시탈출 컬투쇼》             | 여자친구                     | 5월 3일                  |                                       |
| 2018 | MBC 표준FM      | 《강타의 별이 빛나는 밤에》     | 여자친구                     | 5월 3일                  |                                       |
| 2018 | SBS 파워FM      | 《최화정의 파워타임》           | 여자친구                     | 5월 8일                  |                                       |
| 2018 | MBC FM4U        | 《정오의 희망곡 김신영입니다》  | 여자친구                     | 5월 10일                 | 클립 1, 2                             |
| 2018 | KBS 쿨FM        | 《이수지의 가요광장》           | 여자친구                     | 5월 11일                 |                                       |
| 2018 | SBS 파워FM      | 《NCT의 night night!》          | 여자친구                     | 5월 16일                 |                                       |
| 2018 | MBC FM4U        | 《두시의 데이트 지석진입니다》  | 여자친구                     | 5월 17일                 |                                       |
| 2018 | SBS 파워FM      | 《박소현의 러브게임》           | 유주                         | 7월 5일                  |                                       |
| 2018 | SBS 러브FM      | 《송은이 김숙의 언니네 라디오   | 여자친구                     | 7월 25일                 |                                       |
| 2018 | MBC FM4U        | 《두시의 데이트 지석진입니다》  | 여자친구                     | 7월 26일                 |                                       |
| 2018 | MBC 표준FM      | 《아이돌라디오》                | 소원, 예린, 은하, 유주, 신비 | 7월 26일                 | 전체 비하인드                         |
| 2019 | MBC FM4U        | 《정오의 희망곡 김신영입니다》  | 소원, 예린, 은하, 유주, 엄지 | 1월 16일                 |                                       |
| 2019 | KBS 쿨FM        | 《문희준의 뮤직쇼》             | 여자친구                     | 1월 18일                 | 전체                                  |
| 2019 | SBS 파워FM      | 《박소현의 러브게임》           | 여자친구                     | 1월 21일                 |                                       |
| 2019 | MBC 표준FM      | 《아이돌라디오》                | 여자친구                     | 1월 23일                 | 전체 비하인드                         |
| 2019 | MBC 표준FM      | 《산들의 별이 빛나는 밤에》     | 소원, 예린, 은하             | 1월 24일                 |                                       |
| 2019 | SBS 파워FM      | 《두시탈출 컬투쇼》             | 여자친구                     | 1월 24일                 |                                       |
| 2019 | SBS 파워FM      | 《최화정의 파워타임》           | 여자친구                     | 1월 25일                 |                                       |
| 2019 | SBS 파워FM      | 《김창열의 올드스쿨》           | 여자친구                     | 1월 30일                 |                                       |
| 2019 | MBC 표준FM      | 《아이돌라디오》                | 은하, 엄지                   | 6월 14일                 | 전체                                  |
| 2019 | MBC FM4U        | 《정오의 희망곡 김신영입니다》  | 여자친구                     | 7월 2일                  | 클립 전체                             |
| 2019 | SBS 파워FM      | 《두시탈출 컬투쇼》             | 여자친구                     | 7월 4일                  |                                       |
| 2019 | MBC 표준FM      | 《아이돌라디오》                | 여자친구                     | 7월 10일                 | 전체비하인드                          |
| 2019 | SBS 파워FM      | 《박소현의 러브게임》           | 예린, 은하, 유주, 신비, 엄지 | 7월 11일                 |                                       |
| 2019 | 네이버 NOW      | 《들려주고 싶어서》             | 여자친구                     | 12월 19일                |                                       |
| 2020 | 네이버 NOW      | 《어벤걸스 스페셜》             | 은하                         | 1월 3일                  | 네이버tv                              |
| 2020 | 네이버 NOW      | 《어벤걸스》                    | 은하                         | 1월 13일~4월 8일         | 호스트(수요일)/클립 1/유튜브          |
| 2020 | 네이버 NOW      | 《6시5분전》                    | 여자친구                     | 2월 3일                  | 게스트                                |
| 2020 | 네이버 NOW      | 《여자친구 SHOW》               | 여자친구                     | 2월 5일~13일             | 호스트(수요일~목요일)/클립 123/유튜브 |
| 2020 | SBS 파워FM      | 《두시탈출 컬투쇼》             | 여자친구                     | 2월 6일                  | 클립 1                                |
| 2020 | MBC 표준FM      | 《아이돌라디오》                | 여자친구                     | 2월 7일                  | 소원, 예린 특별DJ/ 전체비하인드       |
| 2020 | MBC FM4U        | 《정오의 희망곡 김신영입니다》  | 여자친구                     | 2월 11일                 | 유튜브 전체                           |
| 2020 | KBS 쿨FM        | 《문희준의 뮤직쇼》             | 여자친구                     | 2월 12일                 | 유튜브 전체                           |
| 2020 | SBS 파워FM      | 《박소현의 러브게임》           | 소원, 유주, 엄지             | 2월 15일                 |                                       |
| 2020 | 네이버 NOW      | 《어벤걸스》                    | 여자친구                     | 2월 19일                 | 특별출연/클립 네이버tv                |
| 2020 | 네이버 NOW      | 《어벤걸스》                    | 엄지                         | 4월 15일~2021년 1월 27일 | 호스트(수요일)/클립 12                |
| 2020 | 네이버 NOW      | 《6시5분전》                    | 여자친구                     | 7월 13일                 | 게스트                                |
| 2020 | 네이버 NOW      | 《심야아이돌》                  | 여자친구                     | 7월 14일                 | 게스트                                |
| 2020 | MBC FM4U        | 《정오의 희망곡 김신영입니다》  | 소원, 은하, 유주, 신비, 엄지 | 7월 15일                 | 유튜브 전체                           |
| 2020 | SBS 파워FM      | 《두시탈출 컬투쇼》             | 여자친구                     | 7월 16일                 | 클립 12                               |
| 2020 | KBS 쿨FM        | 《정은지의 가요광장》           | 여자친구                     | 7월 20일                 | 유튜브                                |
| 2020 | SBS 파워FM      | 《박소현의 러브게임》           | 은하, 유주, 신비             | 7월 25일                 | 유튜브                                |
| 2020 | 멜론스테이션    | 《DOL잔치》                     | 예린, 은하, 유주, 엄지       | 11월 9~11일              |                                       |
| 2020 | MBC FM4U        | 《정오의 희망곡 김신영입니다》  | 소원, 예린, 유주, 신비, 엄지 | 11월 12일                | 유튜브                                |
| 2020 | SBS 파워FM      | 《두시탈출 컬투쇼》             | 여자친구                     | 11월 19일                | 클립 12                               |
| 2020 | SBS 파워FM      | 《박소현의 러브게임》           | 소원, 엄지                   | 11월 21일                | 유튜브                                |
| 2020 | 네이버 NOW      | 《Party B 스페셜》              | 소원, 예린, 은하, 유주, 엄지 | 11월 30일                | 클립 12                               |
| 2020 | EBS FM          | 《경청》                        | 유주                         | 12월 13일                | 유튜브                                |
| 2021 | EBS FM          | 《경청》                        | 엄지                         | 2월 28일                 | 유튜브                                |

## 광고
| 연도 | 기업명              | 브랜드명                                        | 종류              | 비고                                                                                  |
| ---- | ------------------- | ----------------------------------------------- | ----------------- | ------------------------------------------------------------------------------------- |
| 2015 | 아키                | 아키클래식                                      | 스포츠 브랜드     | 지면(1, 2)                                                                            |
| 2015 | 호식이              | 호식이 두마리 치킨                              | 치킨 브랜드       | 지면, TV(A, B)                                                                        |
| 2015 | 넥슨                | 엘소드                                          | 온라인 게임       | 캐릭터                                                                                |
| 2015 | Repetto             | 오 플로럴                                       | 향수 브랜드       | 지면                                                                                  |
| 2015 | 위메이드-아이오     | 로스트사가                                      | 온라인 게임       | 캐릭터                                                                                |
| 2016 | BoxooEnt            | 빌리와 용감한 녀석들:치킨히어로                 | 영화              | 홍보대사, OST                                                                         |
| 2016 | 넥슨                | 엘소드                                          | 온라인 게임       | 캐릭터                                                                                |
| 2016 | 와이디온라인        | 이카루스                                        | 온라인 게임       | 캐릭터                                                                                |
| 2016 | 스마일게이트        | 테일즈런너                                      | 온라인 게임       | 캐릭터, 온라인팬미팅                                                                  |
| 2016 | 넥슨지티            | 서든어택                                        | 온라인 게임       | 캐릭터, 팬미팅                                                                        |
| 2016 | ABC 마트            | 누오보(NUOVO)                                   | 신발 브랜드       | 지면, TV                                                                              |
| 2016 | Swatch              | 플로랄리아 컬렉션                               | 시계 브랜드       | 지면                                                                                  |
| 2016 | 연세우유            | 과일드링크                                      | 유제품 브랜드     | 지면                                                                                  |
| 2016 | Samsonite           | 아메리칸 투어리스터                             | 여행가방 브랜드   | 지면, TV(1, 2, 3, 4), MV, 팬사인회                                                    |
| 2016 | 에뛰드              | 4월 신제품                                      | 뷰티 브랜드       | 지면                                                                                  |
| 2016 | 컴투스              | 컴투스프로야구 for 매니저 LIVE                  | 모바일 게임       | TV(A, B)                                                                              |
| 2016 | RedBull Korea       | 레드불 아이웨어 (RedBull Eyewear)               | 선글라스 브랜드   | 지면                                                                                  |
| 2016 | 스마트에프엔디      | 스마트 학생복                                   | 교복 브랜드       | 지면, TV, MV, 행사 (w/방탄소년단)                                                     |
| 2016 | 넥슨                | 테라                                            | 온라인 게임       | 아이템                                                                                |
| 2016 | 넥슨                | 엘소드                                          | 온라인 게임       | 캐릭터                                                                                |
| 2016 | 롯데월드            | 김해롯데워터파크                                | 워터파크          | 지면, TV(A, B), 행사                                                                  |
| 2016 | 호식이              | 호식이 두마리 치킨                              | 치킨 브랜드       | 지면, TV(A, B, 메이킹), 팬사인회                                                      |
| 2016 | 삼성카드            | 홀가분 나이트마켓                               | 카드사            | TV, MV, 행사 (w/윤종신 외 다수)                                                       |
| 2016 | Clinique            | 립팝 룩 외                                      | 뷰티 브랜드       | 지면, TV, 팬사인회                                                                    |
| 2016 | Anna Sui            | 이그조티카                                      | 향수 브랜드       | 지면                                                                                  |
| 2016 | 풀러스              | 풀러스 앱                                       | 모바일 앱         | 이벤트                                                                                |
| 2016 | 포켓몬코리아        | 포켓몬 더 무비 XY&Z '볼케니온: 기계왕국의 비밀' | 영화              | 홍보대사, OST, MV                                                                     |
| 2017 | 스마트에프엔디      | 신학기 학생복                                   | 교복 브랜드       | 지면(1, 2, 3, 4)                                                                      |
| 2017 | Samsonite           | 아메리칸 투어리스터 '큐리어'                    | 여행가방 브랜드   | 지면                                                                                  |
| 2017 | SK텔레콤            | T월드 신학기 프로모션                           | 통신사            | 지면, TV, 행사 (w/방탄소년단)                                                         |
| 2017 | 렌즈나인            | 여자친구 렌즈 패키지 4종                        | 렌즈 브랜드       | 지면                                                                                  |
| 2017 | 넥슨지티            | 서든어택                                        | 온라인 게임       | 캐릭터, 행사                                                                          |
| 2017 | 넥슨                | 엘소드                                          | 온라인 게임       | 캐릭터                                                                                |
| 2018 | DK                  | 미니에어                                        | 공기청정기        | TV, 지면                                                                              |
| 2018 | REEBOK              | 신년 신제품                                     | 신발 브랜드       | 지면                                                                                  |
| 2019 | Shopee              |                                                 | 전자상거래 플랫폼 | 지면(1, 2, 3, 4, 5, 6, 7), 팬미팅, 행사                                               |
| 2019 | ElectronicArtsKorea | The Sims™ 4                                     | 모바일게임        | 유튜브                                                                                |
| 2020 | DALCOMSOFT          | [SuperStar GFRIEND]                             | 모바일게임        | 유튜브 12 플레이 영상 엄지신비유주은하예린소원축하영상 라이브 테마 출시 비하인드 컷 1 |

## 홍보대사
| 연도   | 경력 |
| ------ | --- |
| 2016년 | - 빌리와 용감한 녀석들: 치킨 히어로 홍보대사 (유주) - 포켓몬 더 무비 XY&Z: 볼케니온: 기계왕국의 비밀 홍보대사 |
| 2017년 | - 오즈: 신기한 마법가루 홍보대사 (유주, 신비)                                                                 |
| 2018년 | - 이별의 아침에 약속의 꽃을 장식하자 홍보대사 - @올투게더아시아 홍보대사 - 2018 무역센터 겨울축제 홍보대사    |

## 같이 보기
- 여자친구
- 여자친구의 음반 목록
- 여자친구의 수상 목록